# Cabinet des estampes et des dessins de Strasbourg
Le cabinet des estampes et des dessins de Strasbourg est une collection d'arts graphiques faisant partie des Musées de la Ville de Strasbourg.
Ses collections ont été constituées à partir de 1877 et étaient alors rattachées aux collections du musée des Beaux-Arts. Le fonds, très riche, recouvre les domaines artistiques et les techniques propres aux arts graphiques : on y trouve ainsi dessins, estampes (gravures sur bois, eaux-fortes, lithographies) s'étalant sur une période allant du XIVe au milieu du XIXe siècle. Les œuvres correspondant à la période chronologique postérieure sont conservées au cabinet d'arts graphiques du musée d'Art moderne et contemporain de Strasbourg.

## Situation

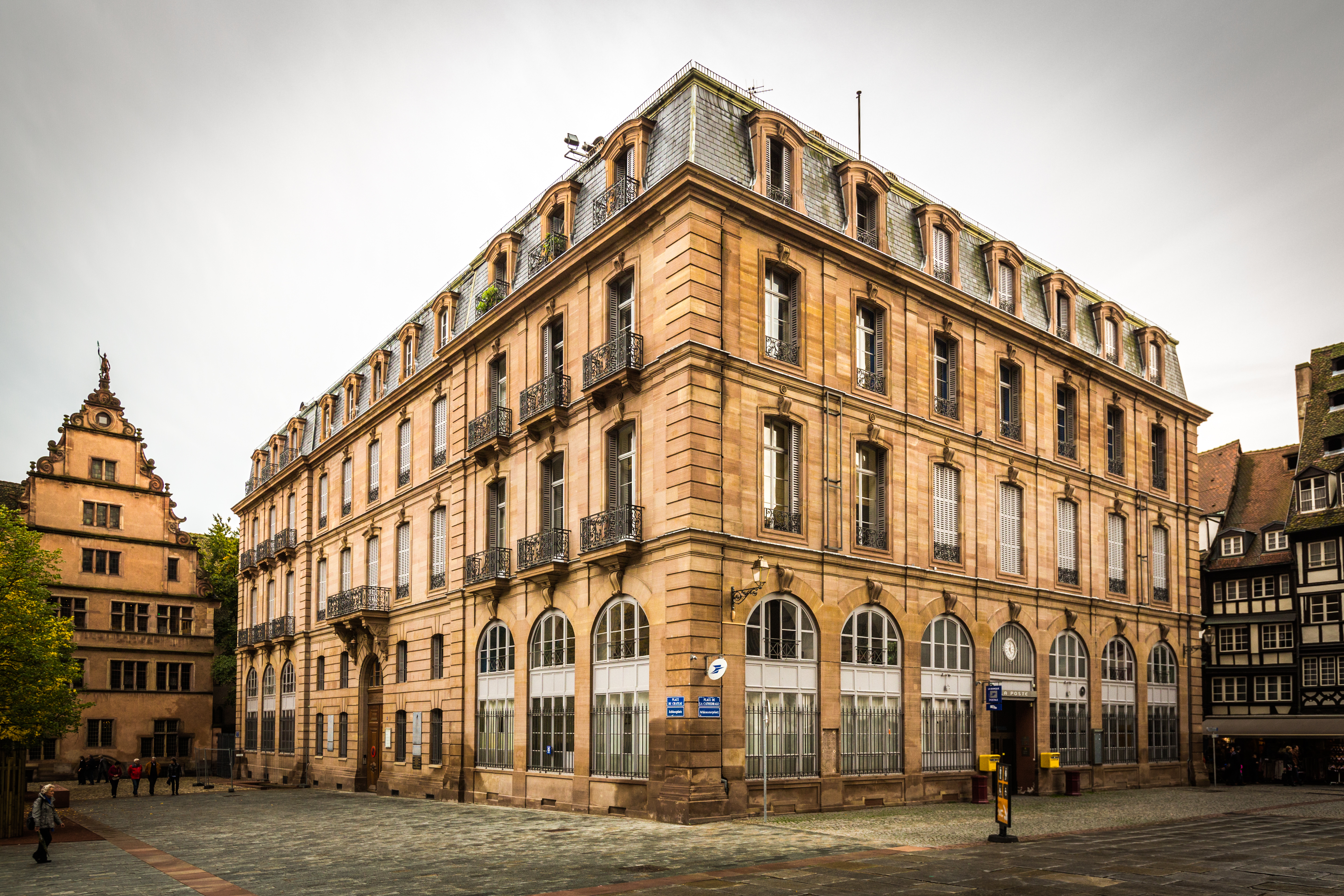
L’ancienne école impériale du service de santé militaire qui abrite aujourd’hui le cabinet des estampes.

Le cabinet des estampes est installé au troisième étage de l’ancienne École impériale du Service de santé militaire de Strasbourg, au 5 place du Château, à proximité immédiate de la cathédrale. Il doit cependant quitter cet emplacement en 2025 pour céder la place aux équipes de l'Office du Tourisme et des Musées de la Ville de Strasbourg. Les collections seraient accueillies temporairement au sein de l'immeuble « L'Union Sociale » (1 rue de la Coopérative), parmi les réserves mutualisées des musées de la ville, avant de rejoindre à terme le palais Rohan.

## Collections

### Fonds documentaire
Le cabinet des estampes conserve un important fonds iconographique relatif à l'Alsace avec notamment des vues de Strasbourg, des vues de la cathédrale de Strasbourg, des vues d'Alsace ainsi qu'une importante collection de portraits alsatiques.

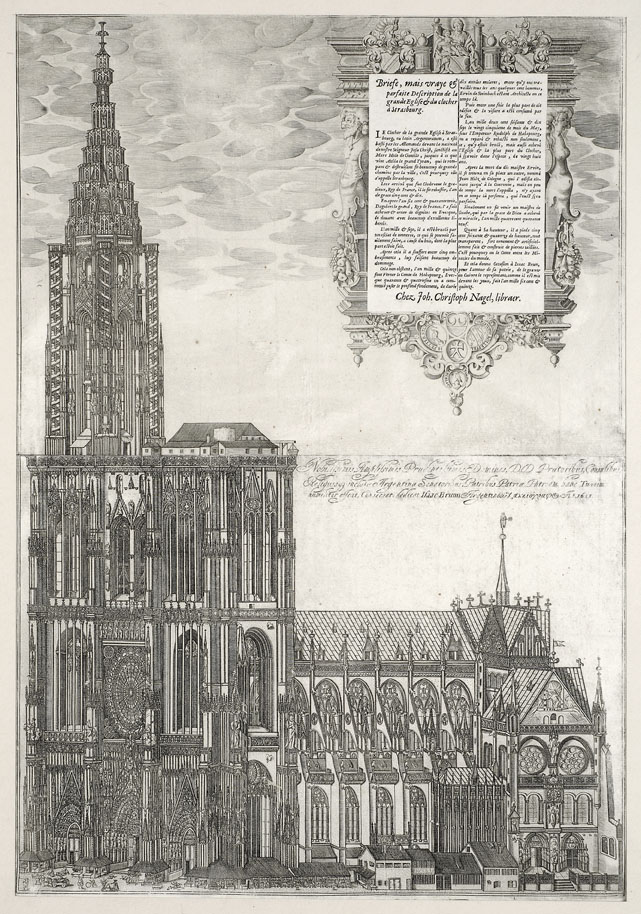
Isaac Brunn, La Cathédrale de Strasbourg vue du Sud (1615), eau-forte.
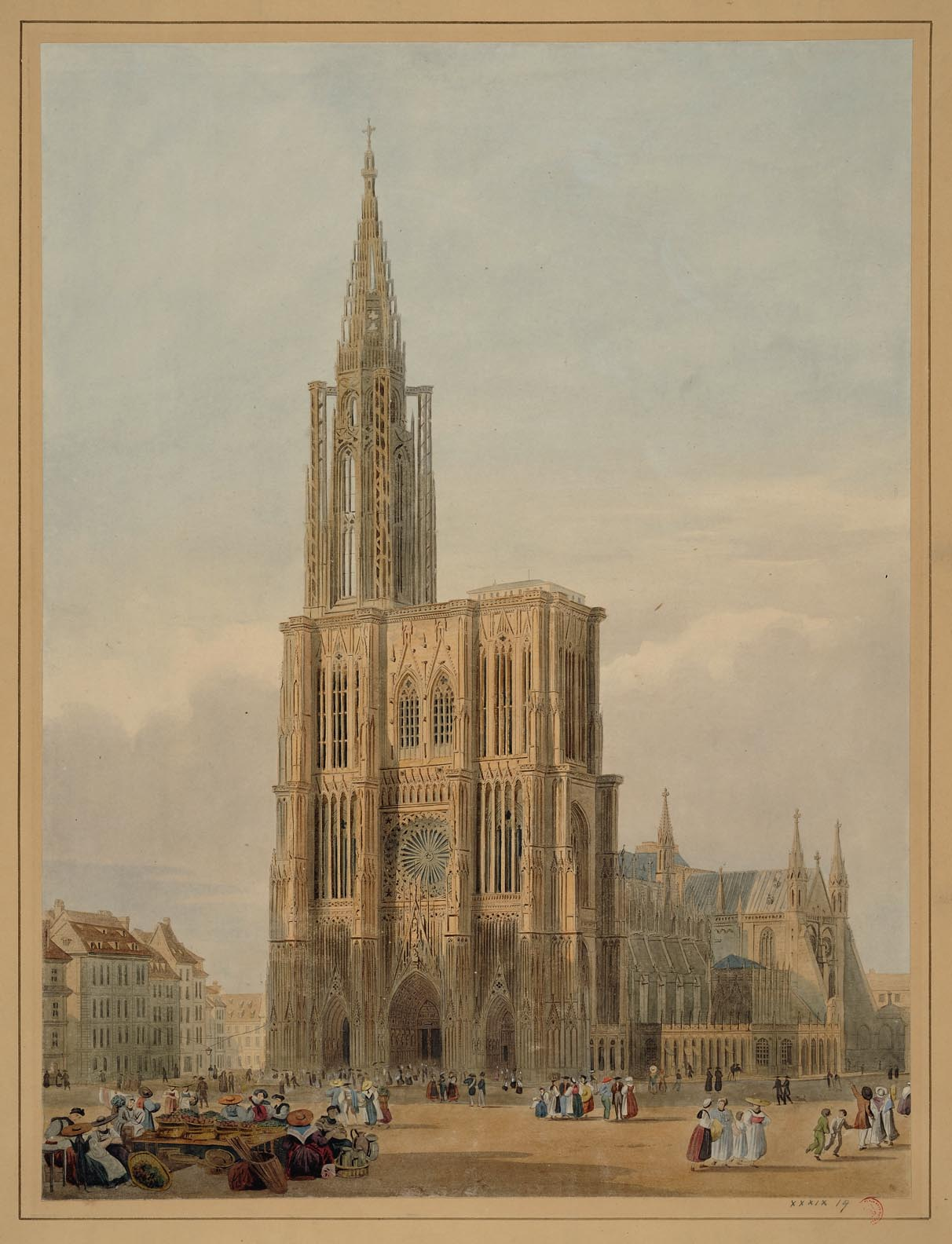
Charles Wild, La Cathédrale de Strasbourg (1830), estampe en couleur.
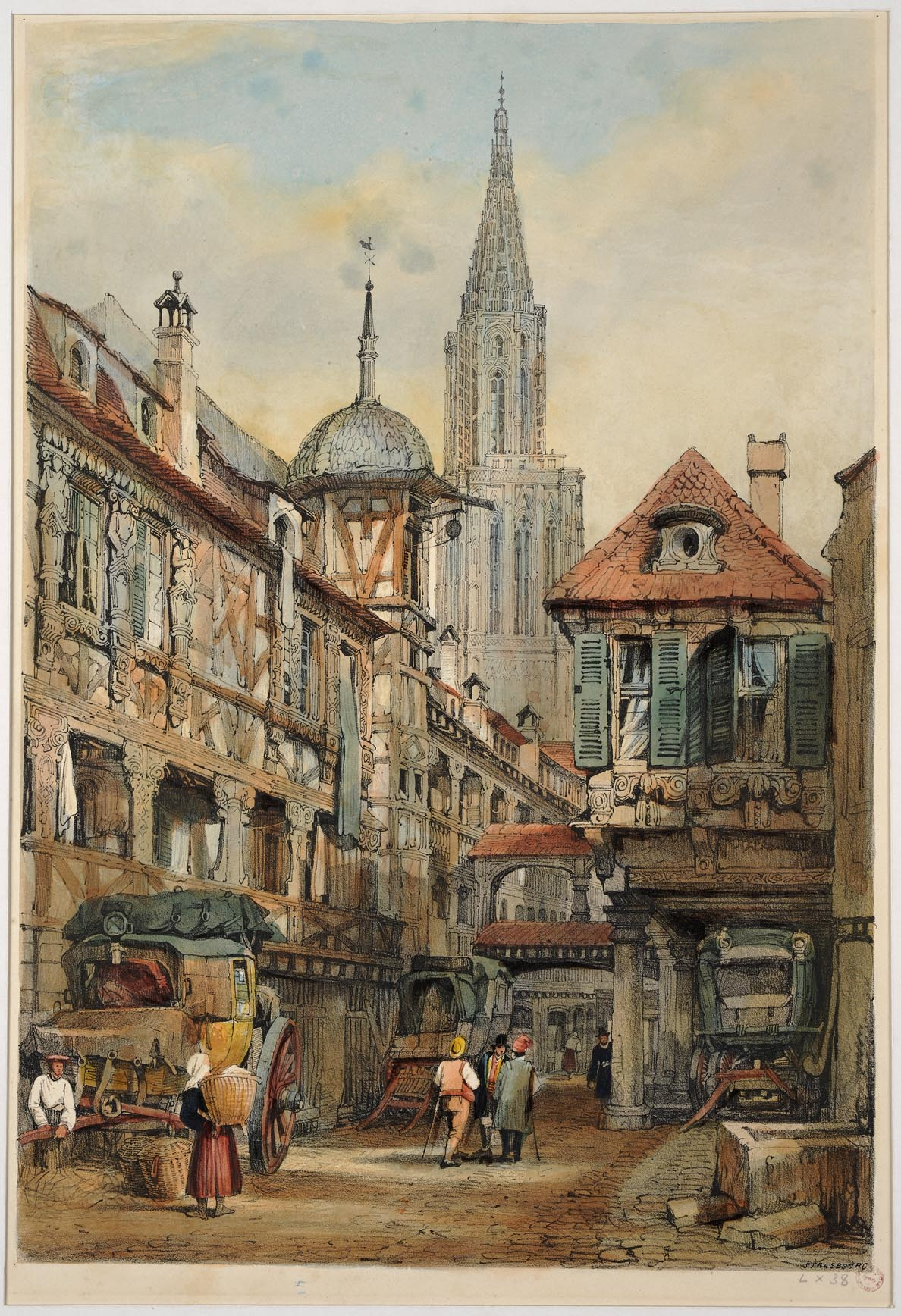
Samuel Prout, lithographie aquarellée (vers 1824).
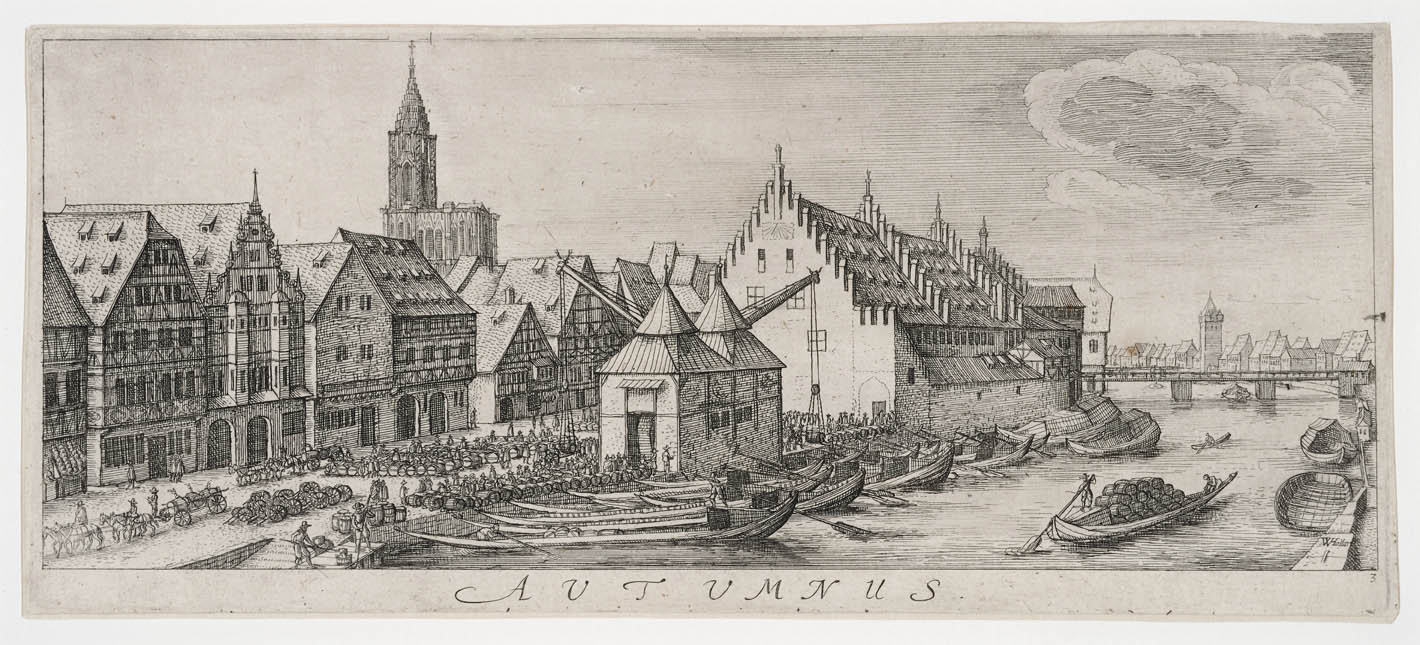
Wenceslas Hollar, Les Quatre saisons (vers 1630), eau-forte.

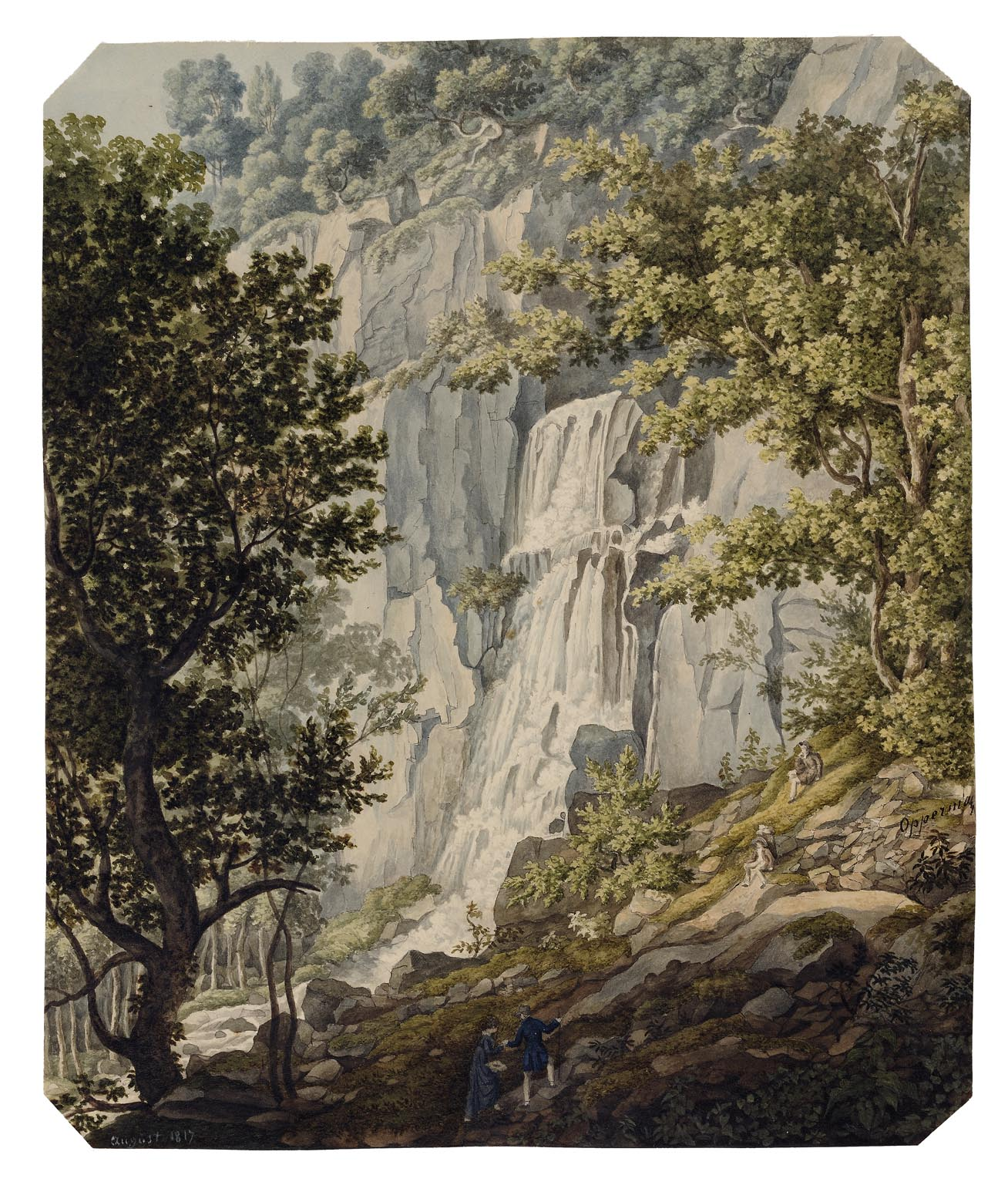
Charles Friedrich Oppermann, Vue de la cascade du Nideck (1817).
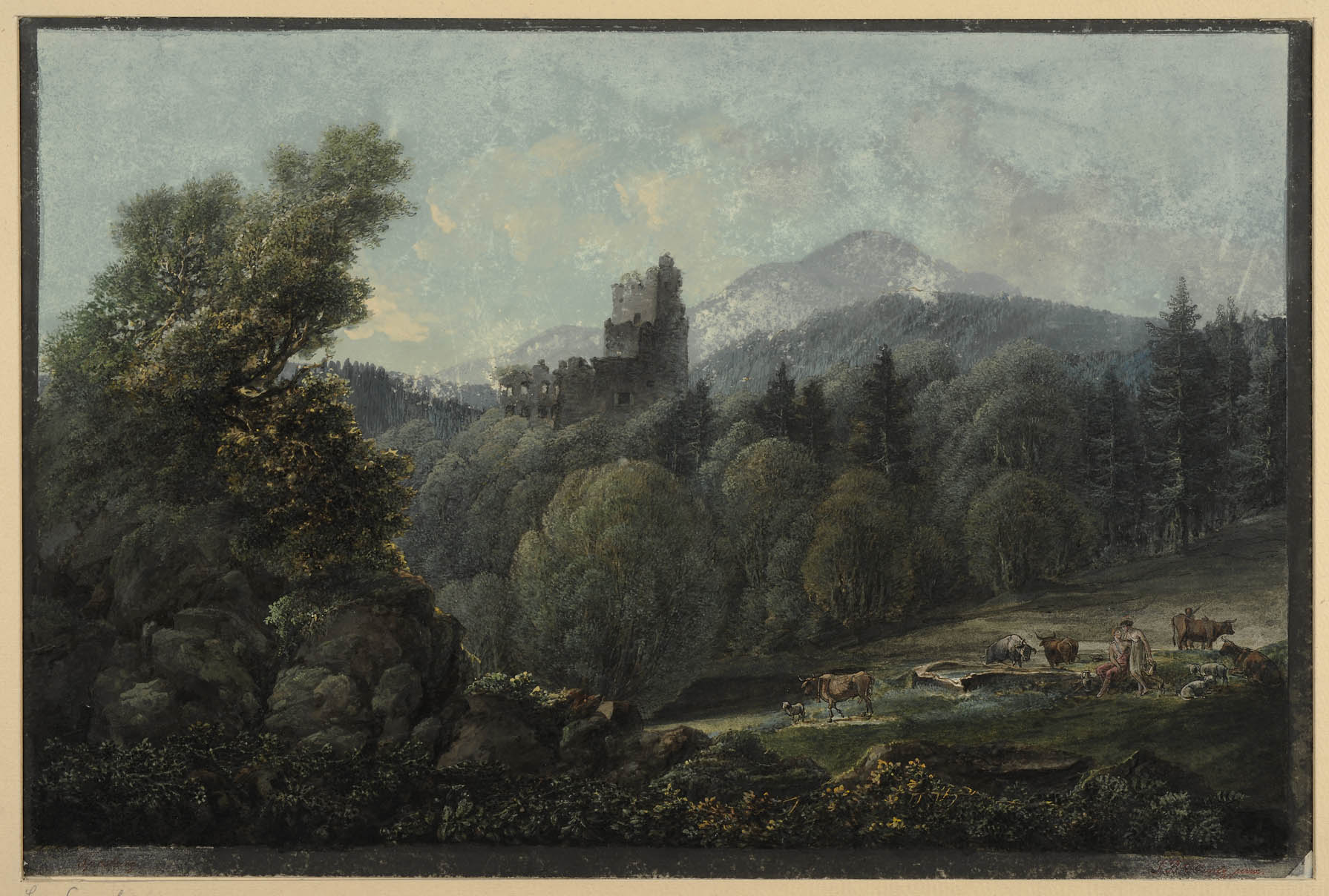
Johann Baptist Stuntz, Vue du château de Spesbourg (vers 1800).
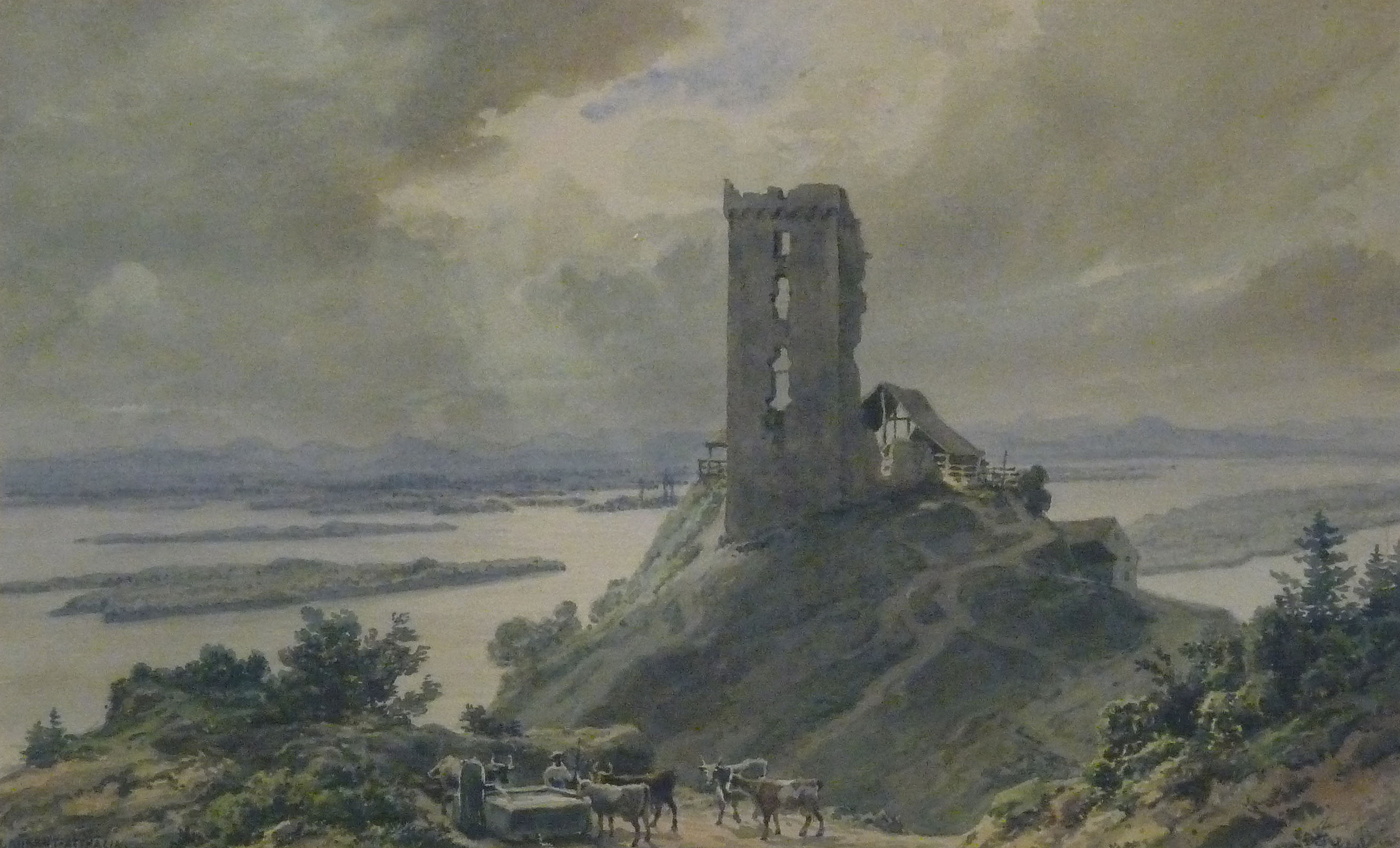
Louis Laurent-Atthalin, Tour du Sponech.
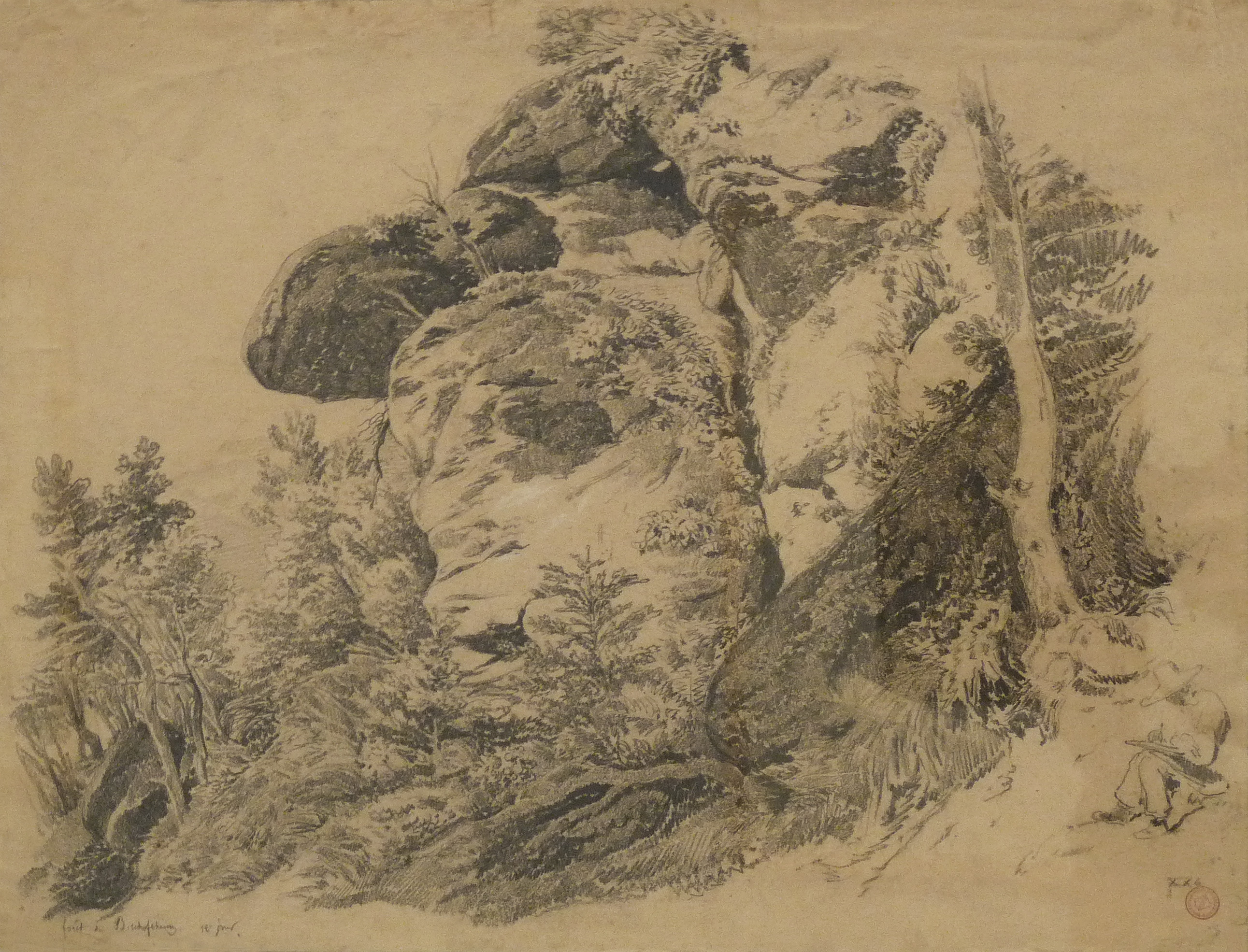
Gustave Brion, Forêt de Bischoffsheim (vers 1844).

La collection compte également de nombreuses œuvres illustrant l'histoire de la ville et de la région.

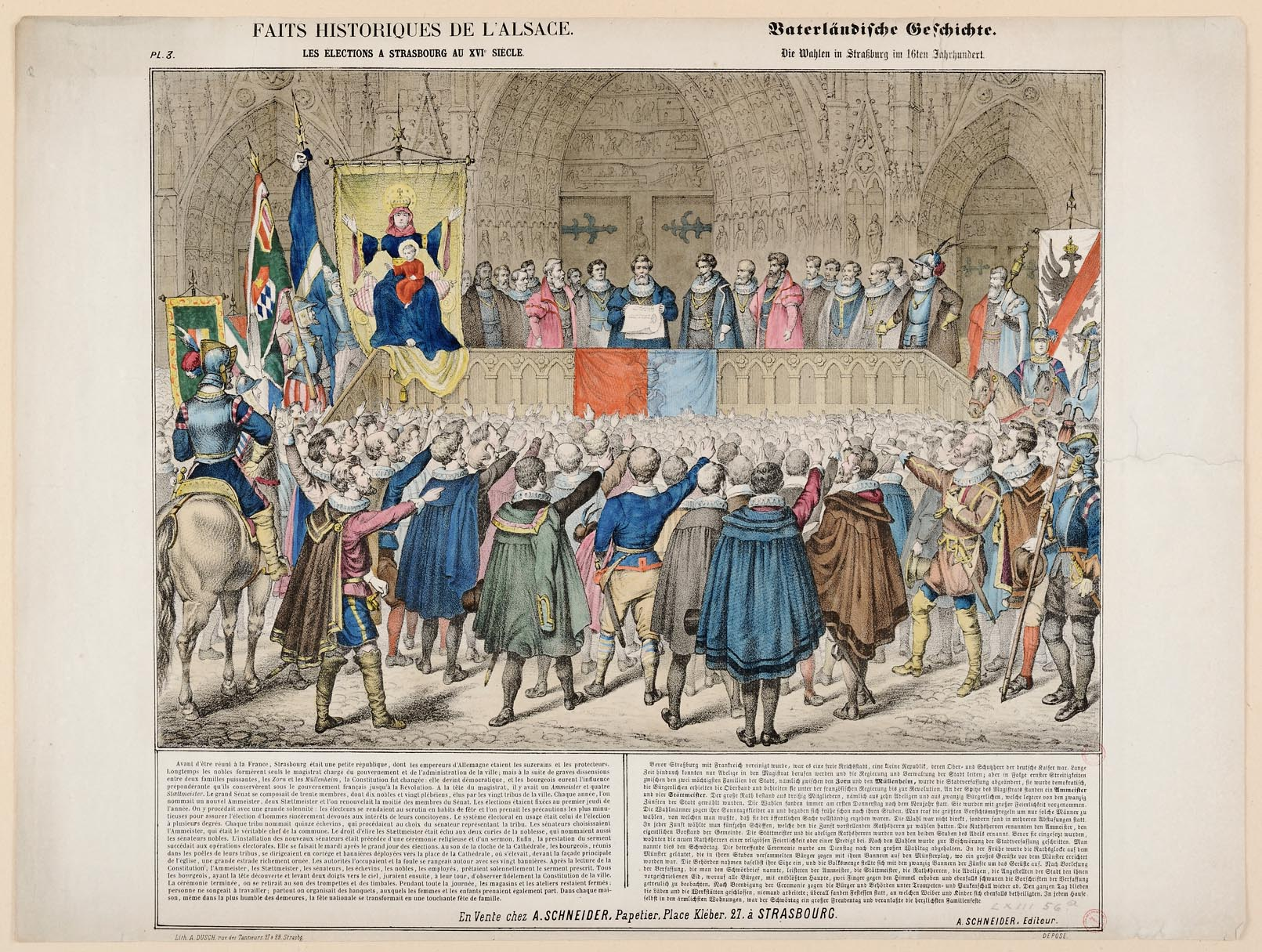
A. Dusch, Schwoertag ou élection à Strasbourg.
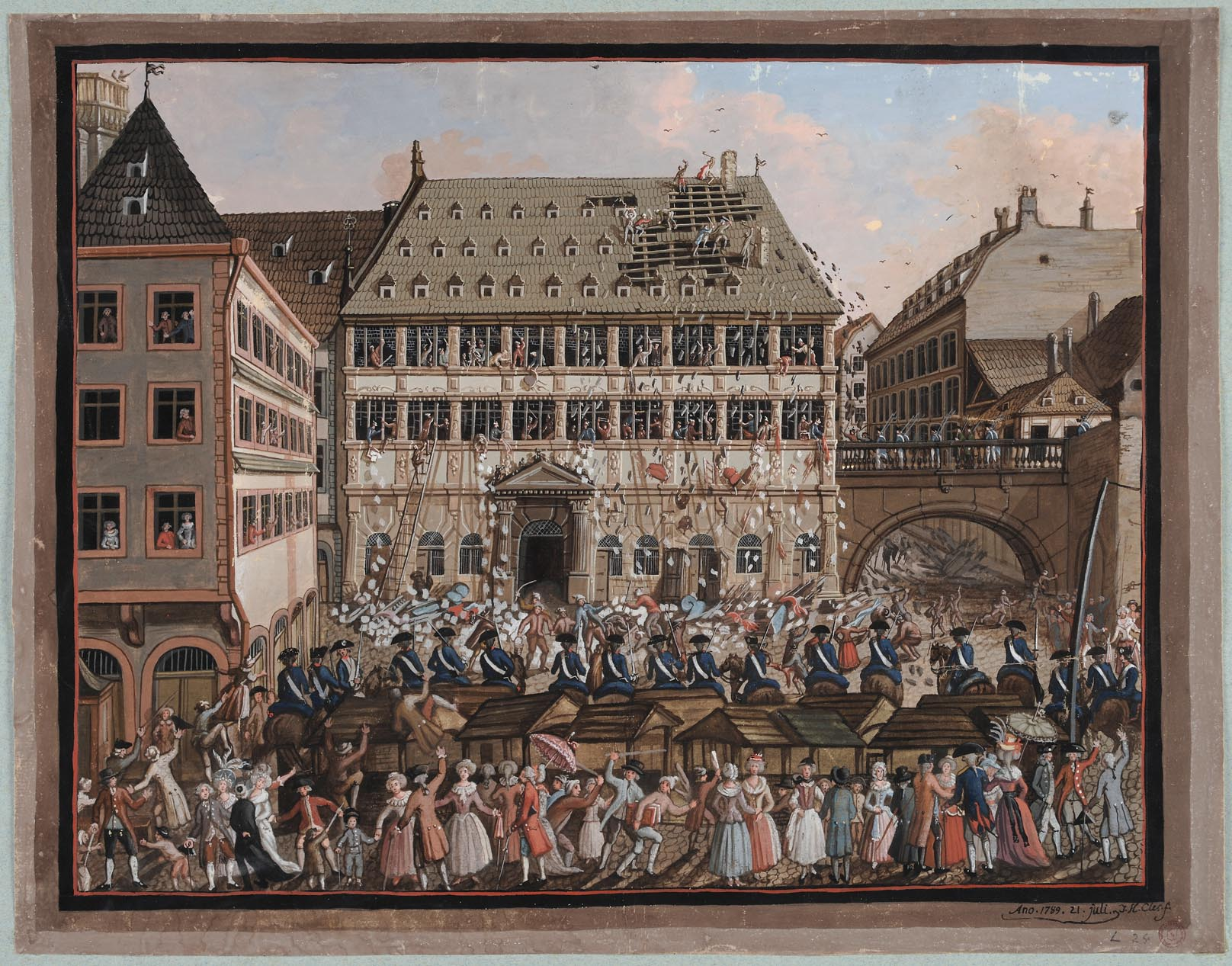
Jean Henri Cless, Scène de pillage de l'ancien hôtel de ville de Strasbourg en 1789.
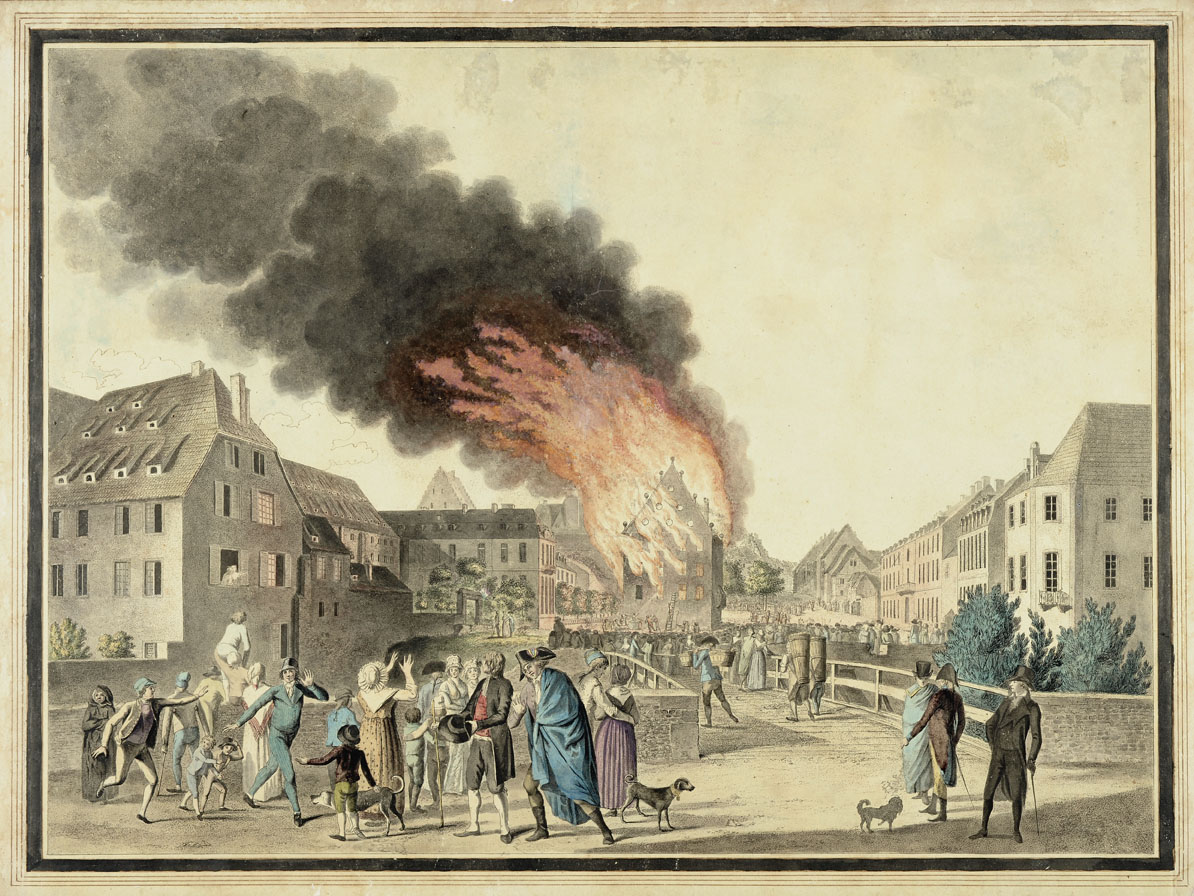
Jean Hans, Incendie du théâtre municipal de Strasbourg le 31 mai 1800.
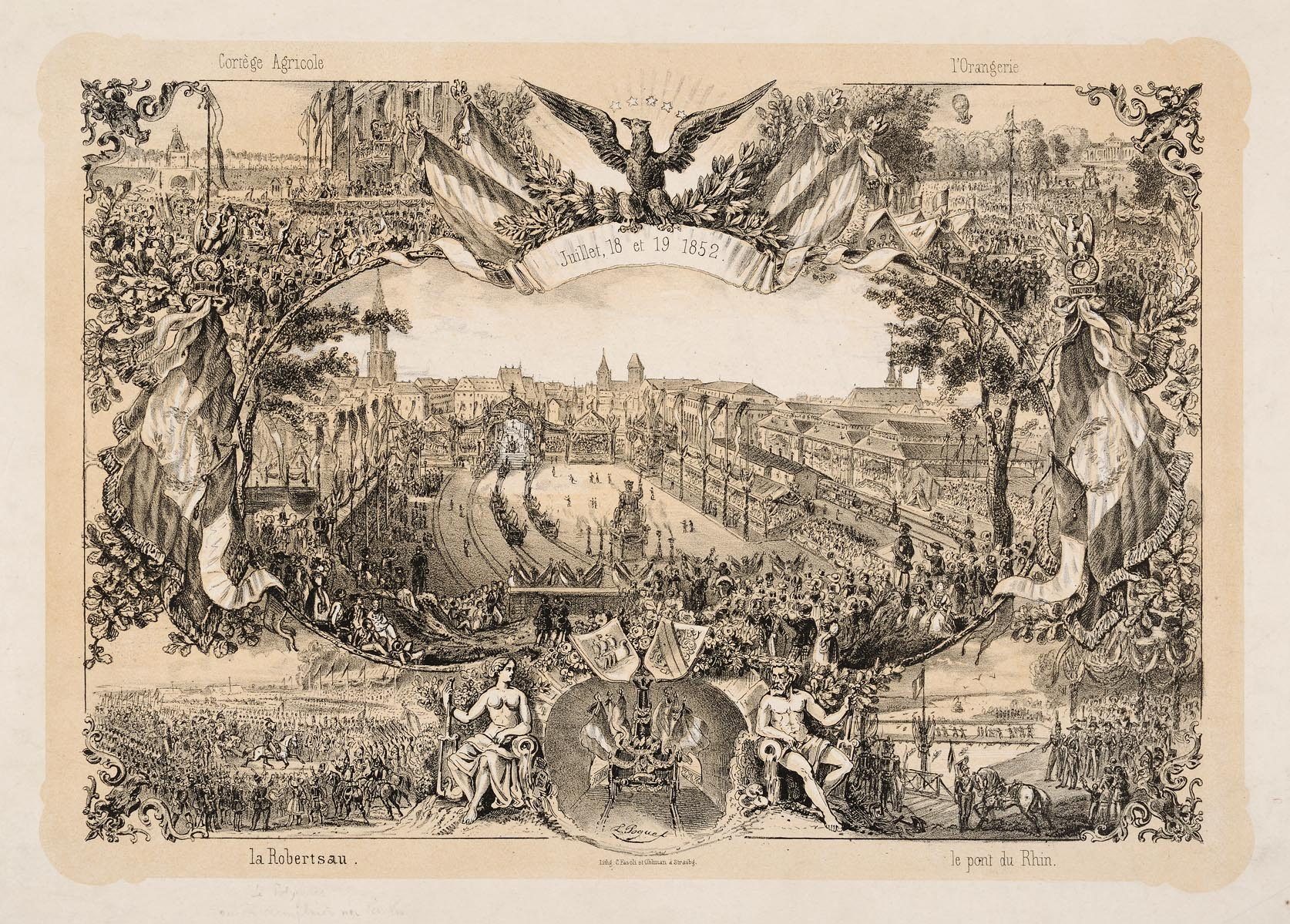
Fasoli et Ohlmann, Inauguration de la ligne Paris-Strasbourg en 1852 à Strasbourg.

Un ensemble de cartes et de plans témoigne des développements du tissu urbain entre le début du XVIe et la fin du XIXe siècle.

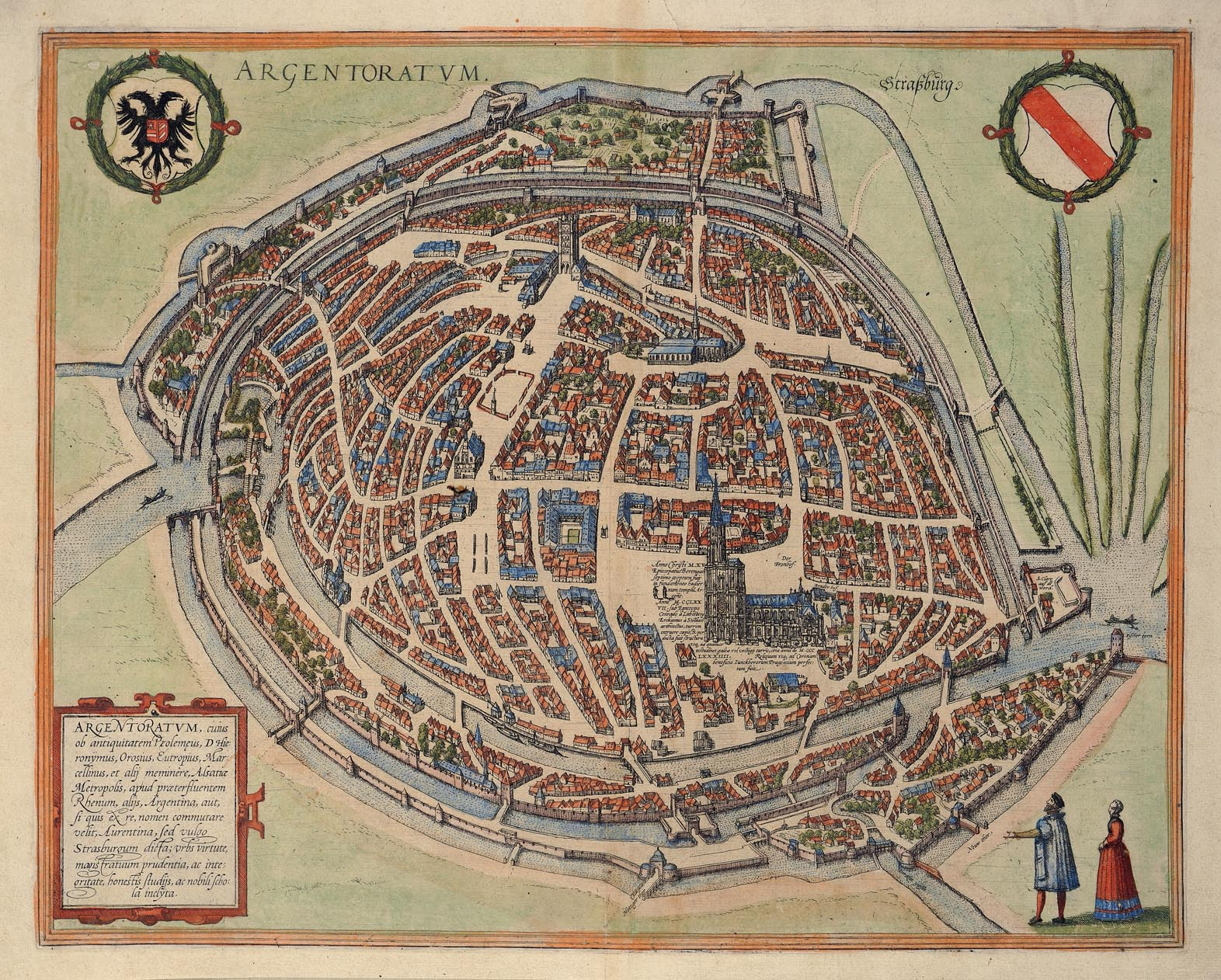
Braun & Hogenberg, plan de Strasbourg (vers 1572), eau-forte coloriée à l'aquarelle.
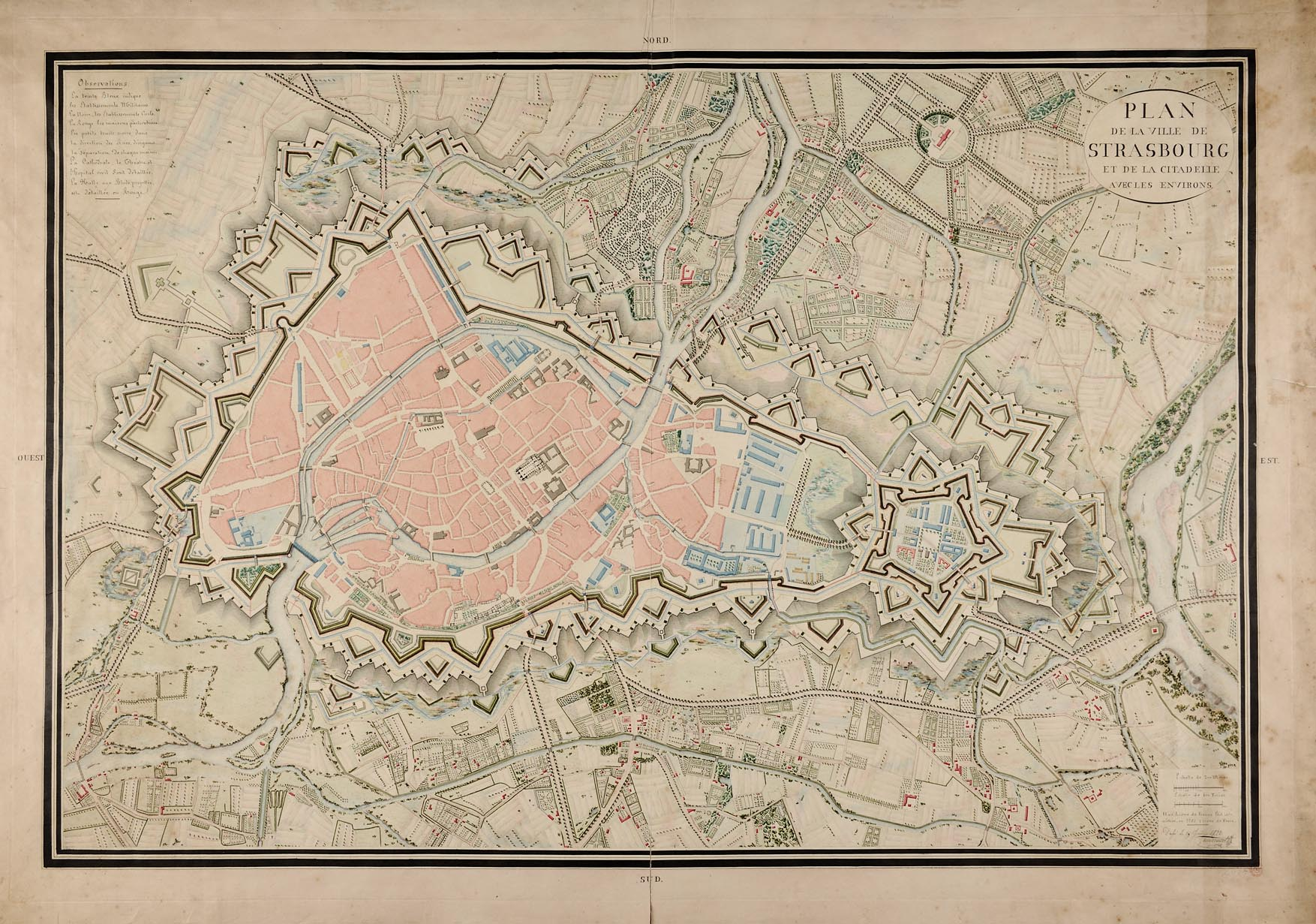
Gérard-Victor Vandernoot, plan de Strasbourg en 1822.

### Gravure
Le cabinet des estampes conserve une majorité d'œuvres gravées, au sein desquelles figurent plusieurs ensembles significatifs.

#### Gravure germanique
Centrée autour d'Albrecht Dürer et de Hans Baldung Grien, la collection est également riche de gravures sur bois de Lucas Cranach ainsi que d'une importante collection d’œuvres des petits maîtres, tels que Sebald Beham, Albrecht Altdorfer ou Lucas de Leyde.

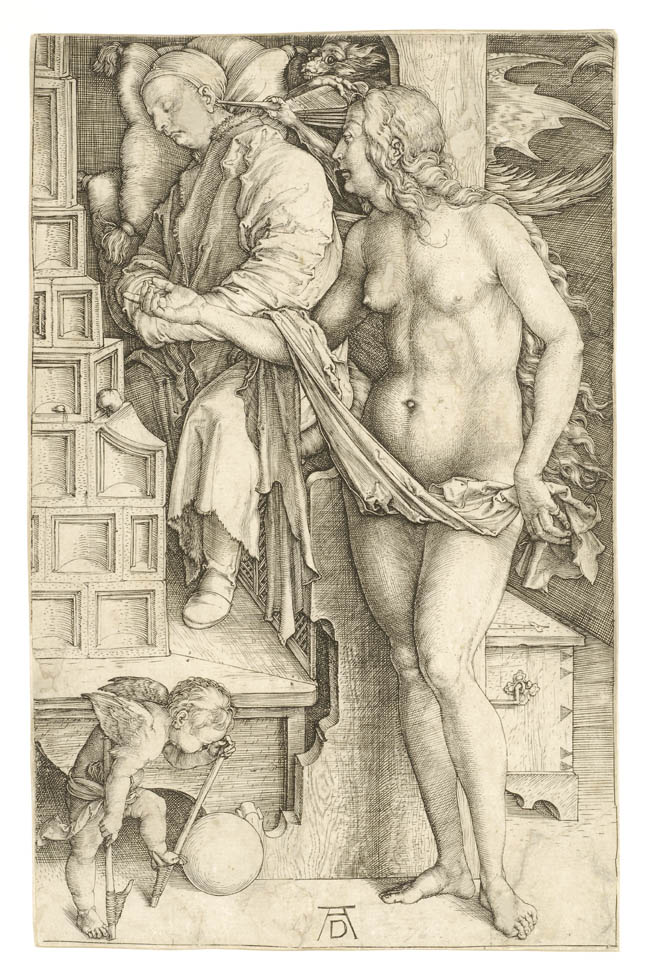
Albrecht Dürer, Songe du docteur (vers 1498), gravure au burin.
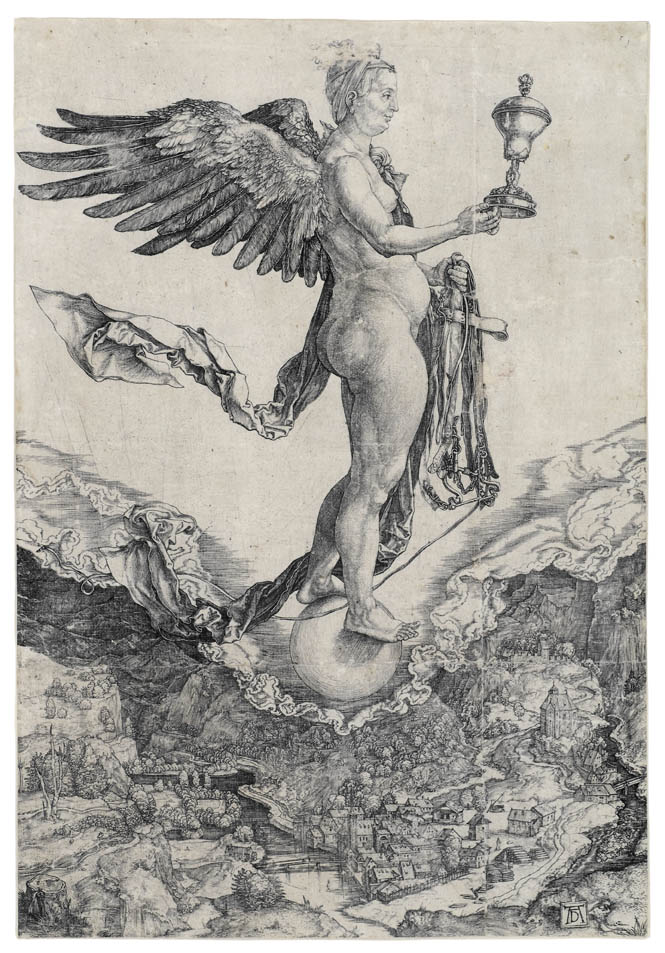
Albrecht Dürer, Némésis ou la grande Fortune (vers 1501), gravure au burin.
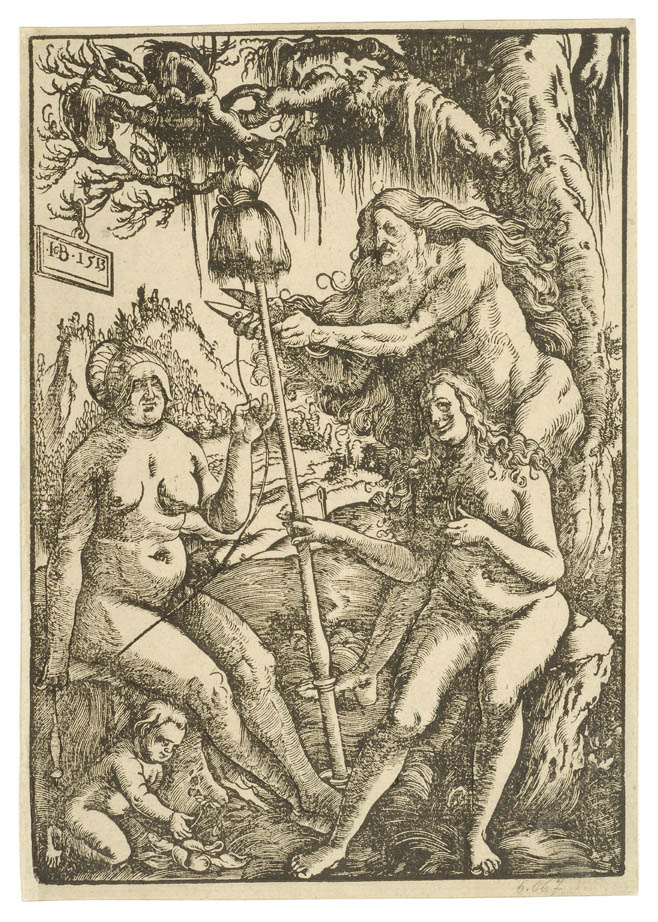
Hans Baldung Grien, Les trois Parques (1513), gravure sur bois.
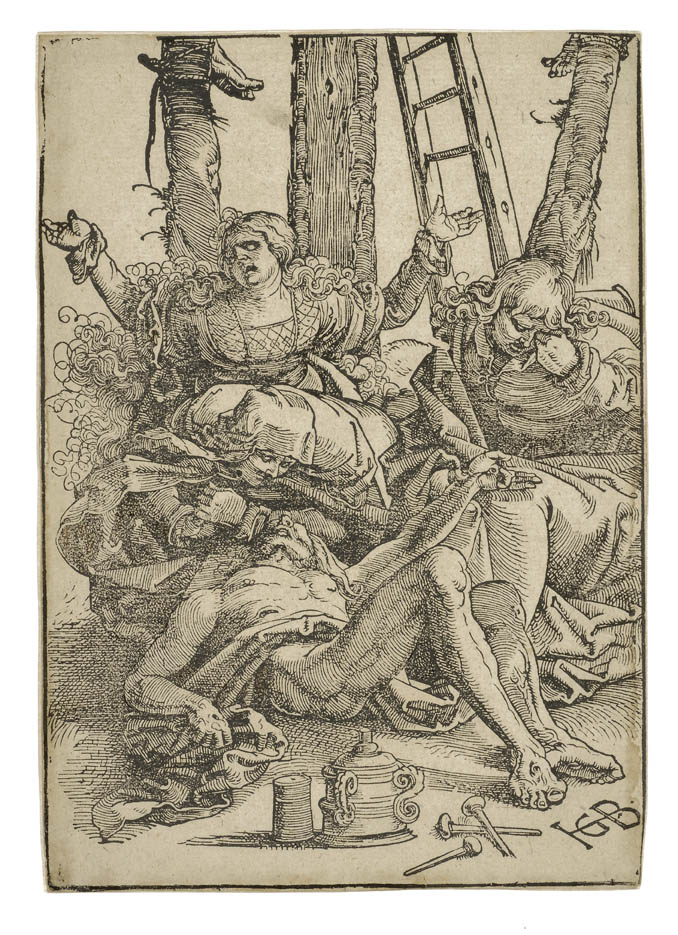
Hans Baldung Grien,La Déploration du Christ (vers 1515), gravure sur bois.
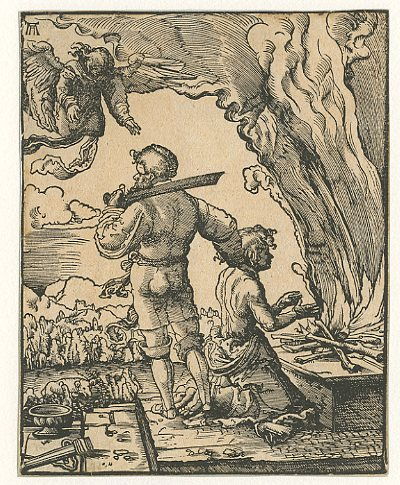
Albrecht Altdorfer,Le Sacrifice d'Isaac (vers 1520), gravure sur bois.
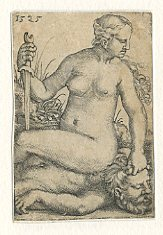
Barthel Beham, Judith et la tête de Holopherne (1525), gravure au burin.
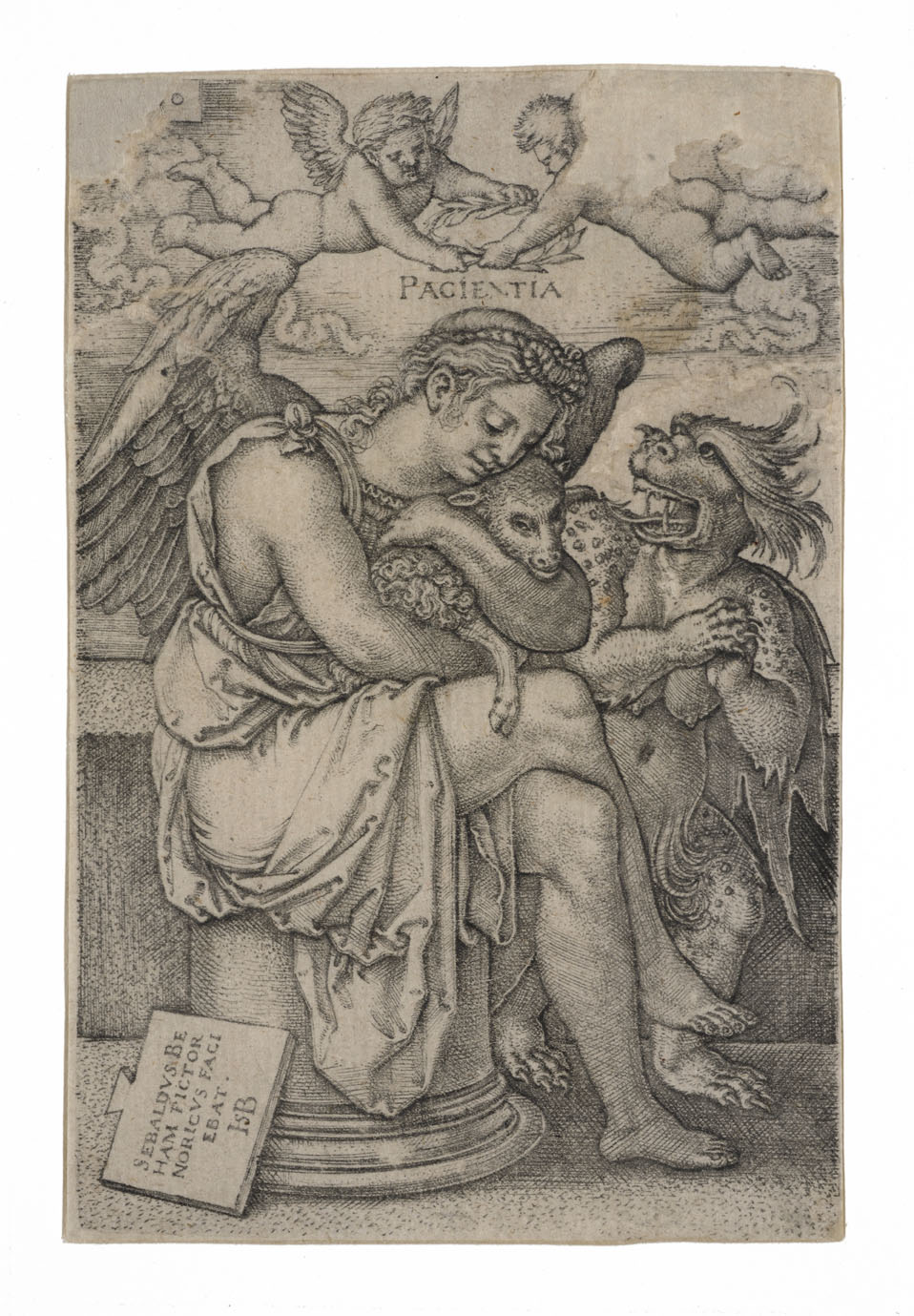
Sebald Beham, La Patience (1540), gravure au burin.
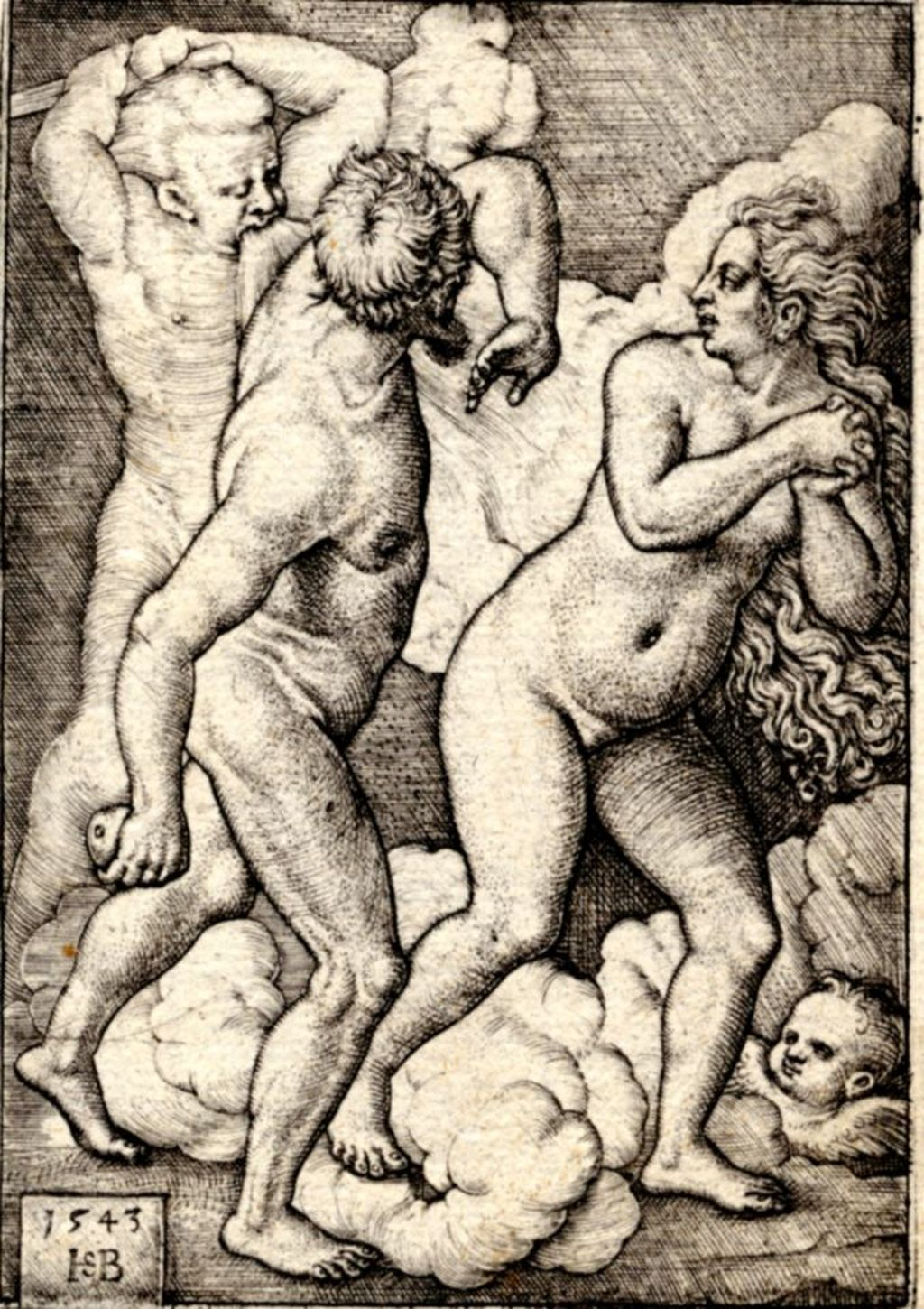
Sebald Beham, Adam et Ève chassés du Paradis (1543), gravure au burin.
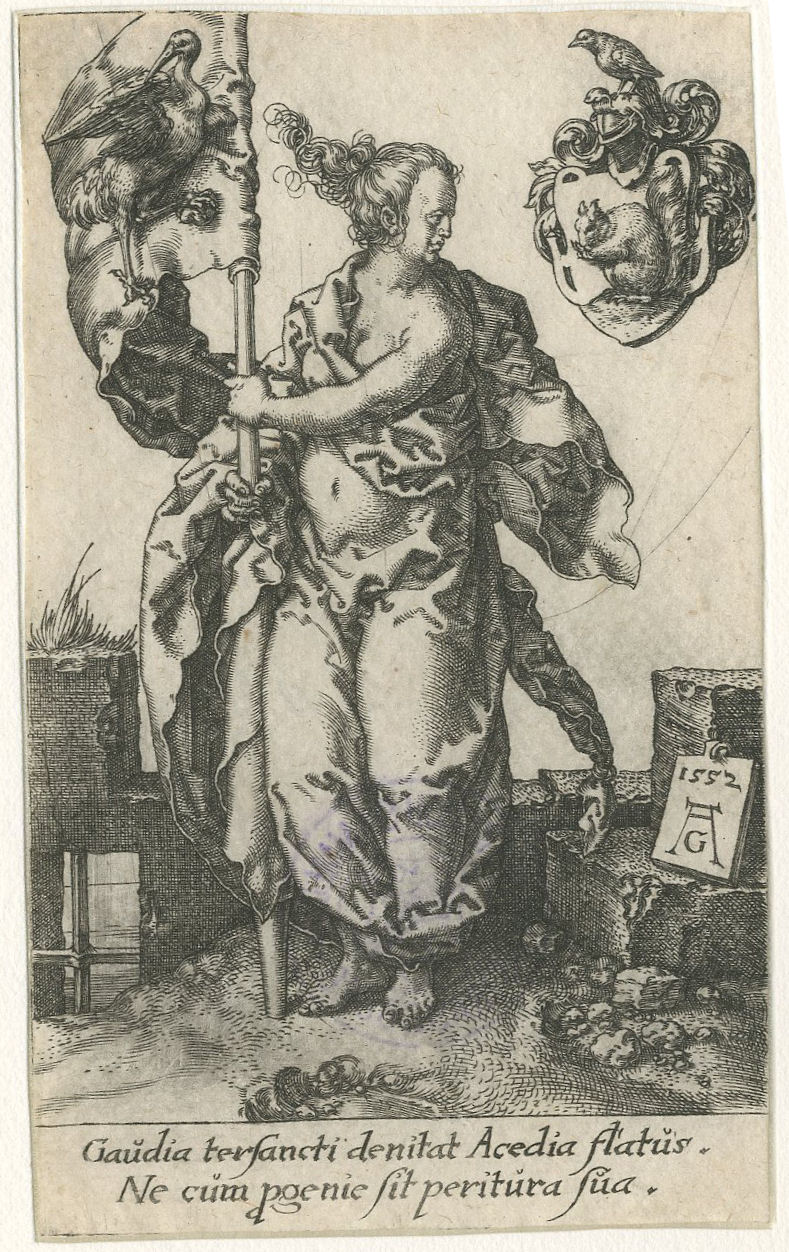
Heinrich Aldegrever, La Diligence (1552), burin sur papier vergé.
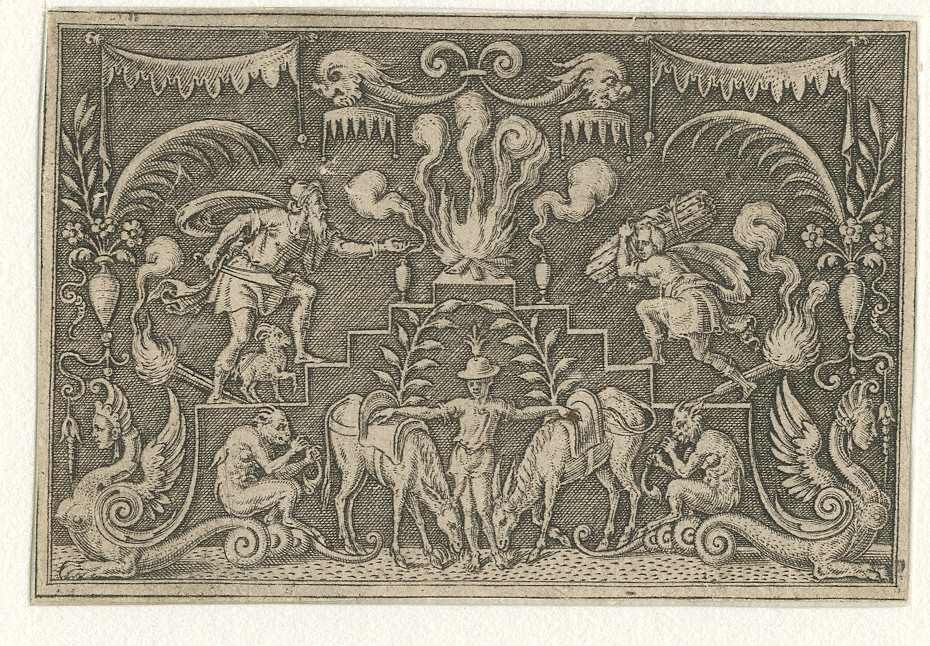
Étienne Delaune, Le Sacrifice d'Abraham (avant 1573), gravure au burin.

#### Gravure italienne
La gravure italienne constitue l'un des points forts de la collection, avec de nombreuses œuvres de la Renaissance, à commencer par le Combat des dieux marins d'Andrea Mantegna, le Combat d'hommes nus d'Antonio Pollaiuolo, Marcantonio Raimondi et son énigmatique Sur le chemin du Sabbat, ou encore Agostino Veneziano et son Lycaon. La collection conserve également des exemples significatifs de gravures en camaïeux, d'Antonio da Trento ou Ugo da Carpi.

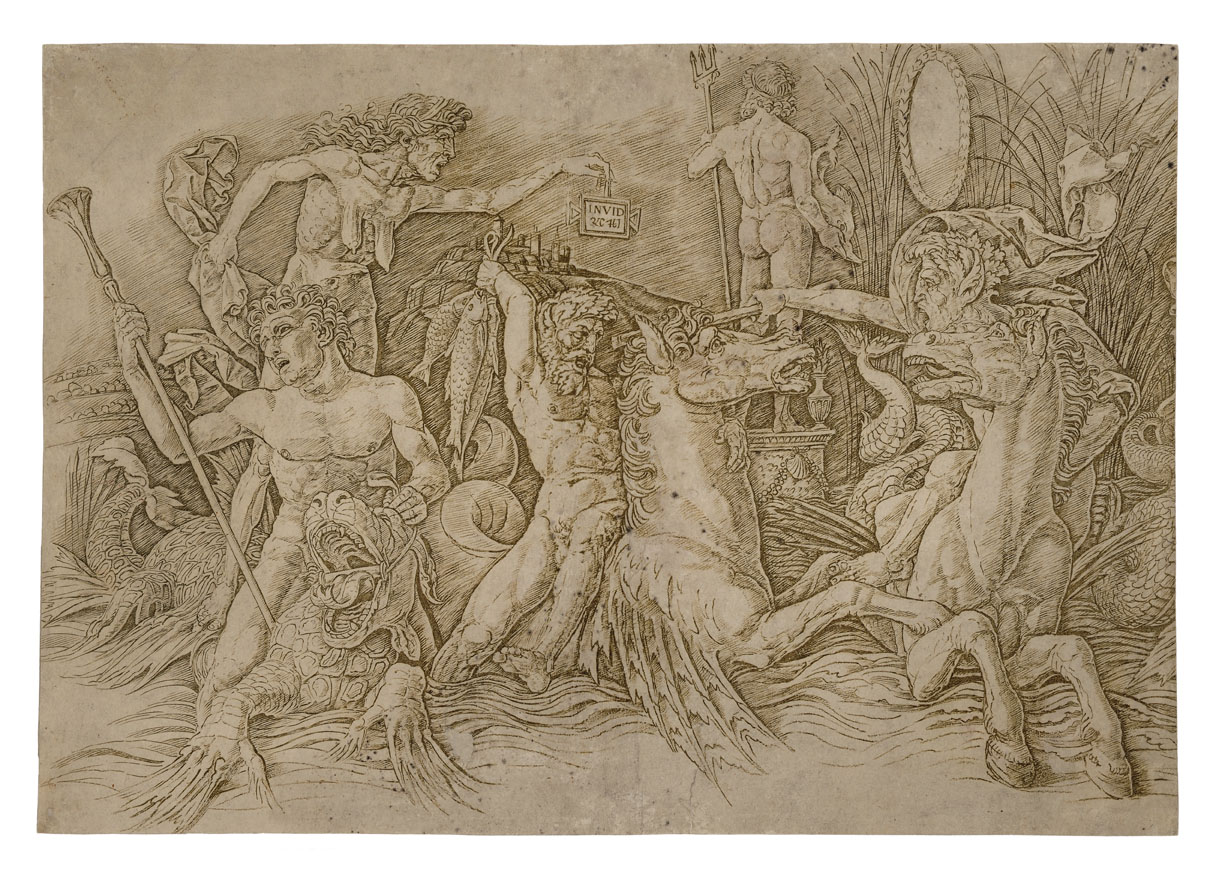
Andrea Mantegna, Le Combat des dieux marins (vers 1475), gravure au burin et pointe sèche.
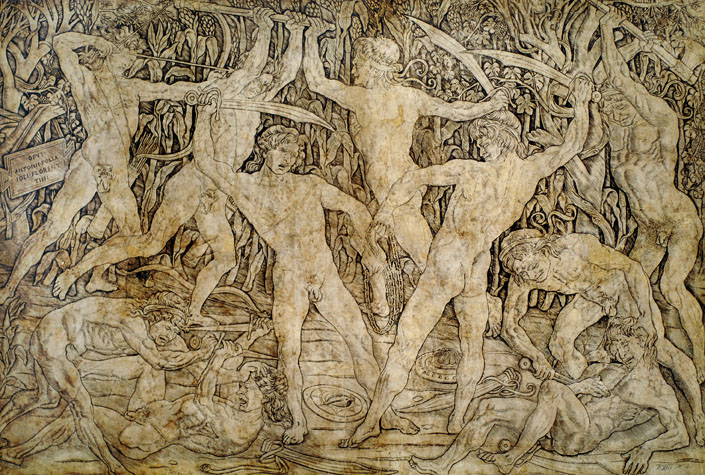
Antonio Pollaiuolo, Combat d'hommes nus (vers 1470), gravure au burin,
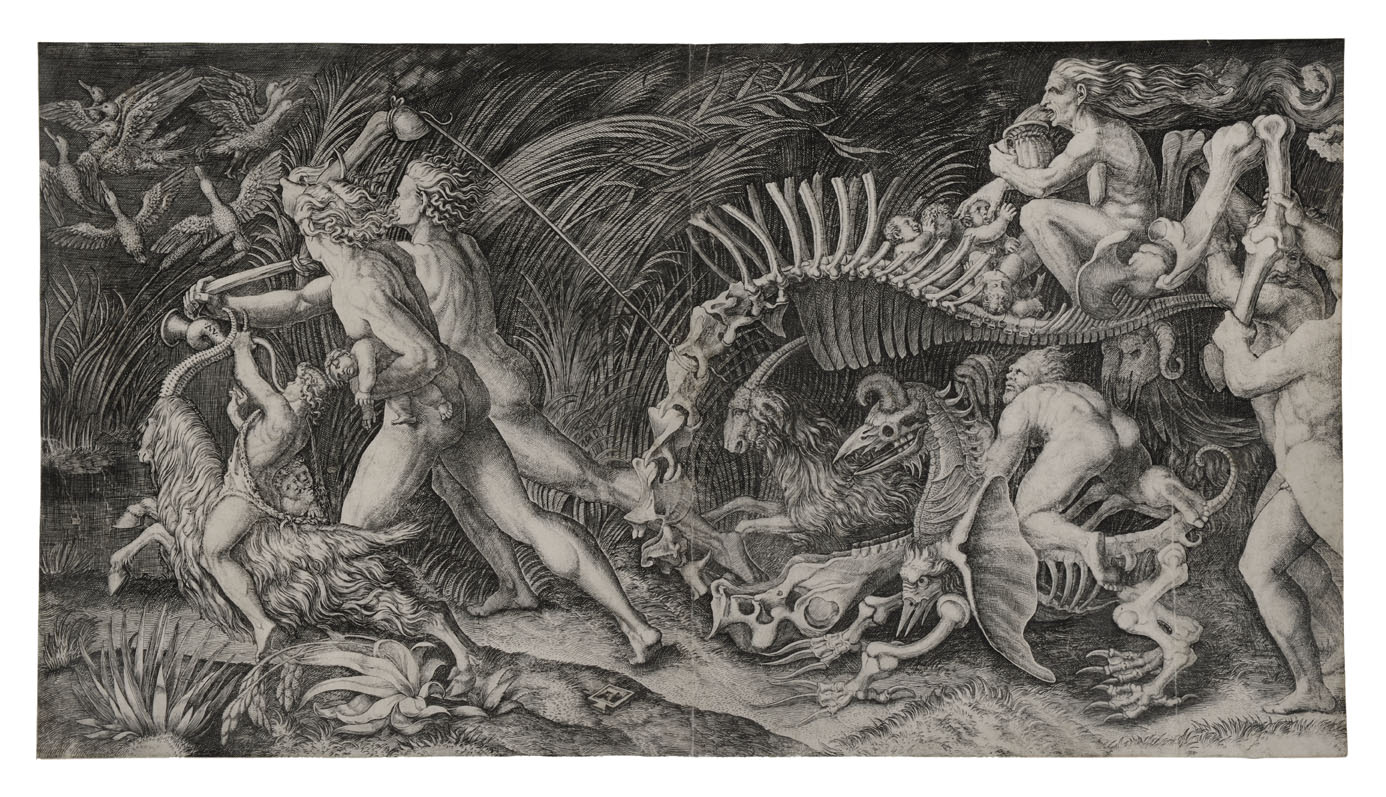
Marcantonio Raimondi, d'après Girolamo Genga, Sur le chemin du Sabbat (vers 1520), gravure au burin.
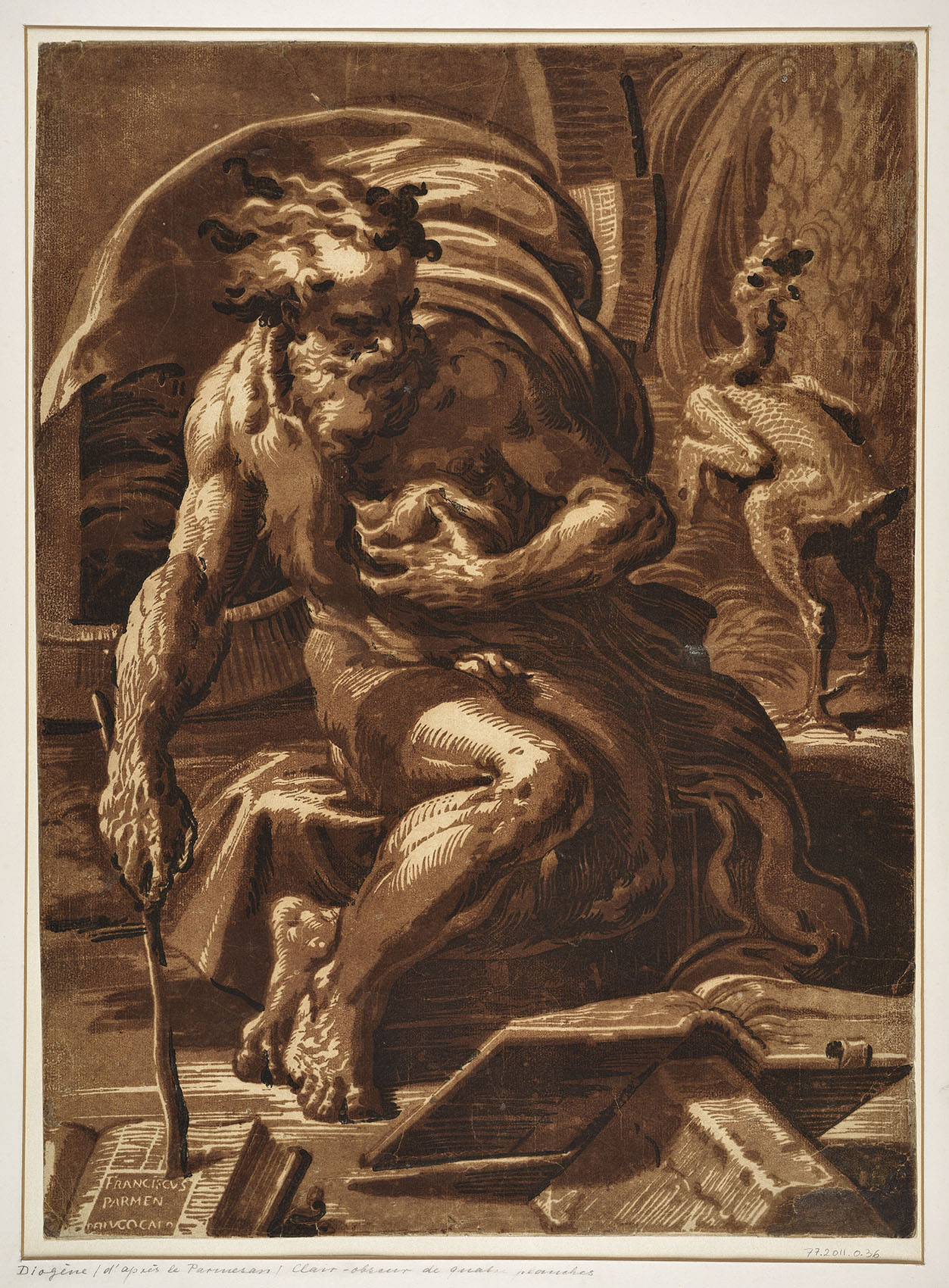
Hugo de Carpi d'après Le Parmesan, Diogène (vers 1526).
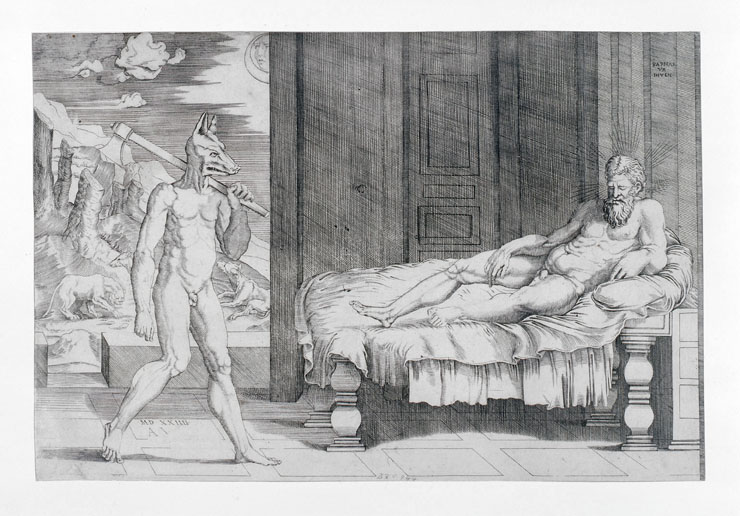
Agostino Veneziano, d'après Raphaël, Lycaon et Jupiter (1524), gravure au burin.
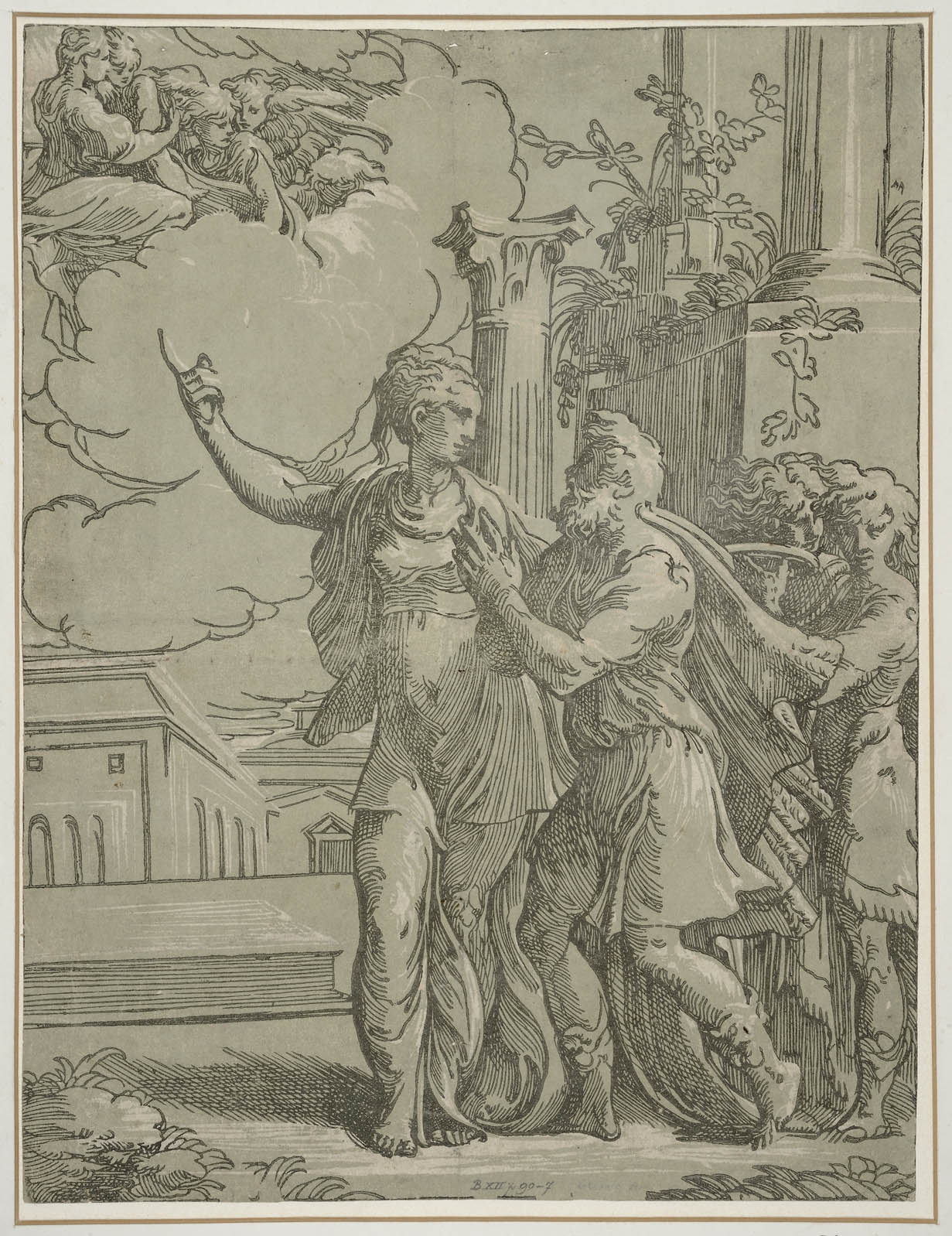
Antonio da Trento, La Sibylle Tiburtine et Auguste (vers 1527), gravure en camaïeu de deux planches.

#### Gravure des écoles du Nord
Le cabinet des estampes et des dessins conserve des ensembles significatifs d'œuvres d'Hendrik Goltzius, Schelte Adams Bolswert, Rembrandt, Jacob Matham, Egidius Sadeler Jacob Jordaens ou encore Pieter de Jode le Jeune.

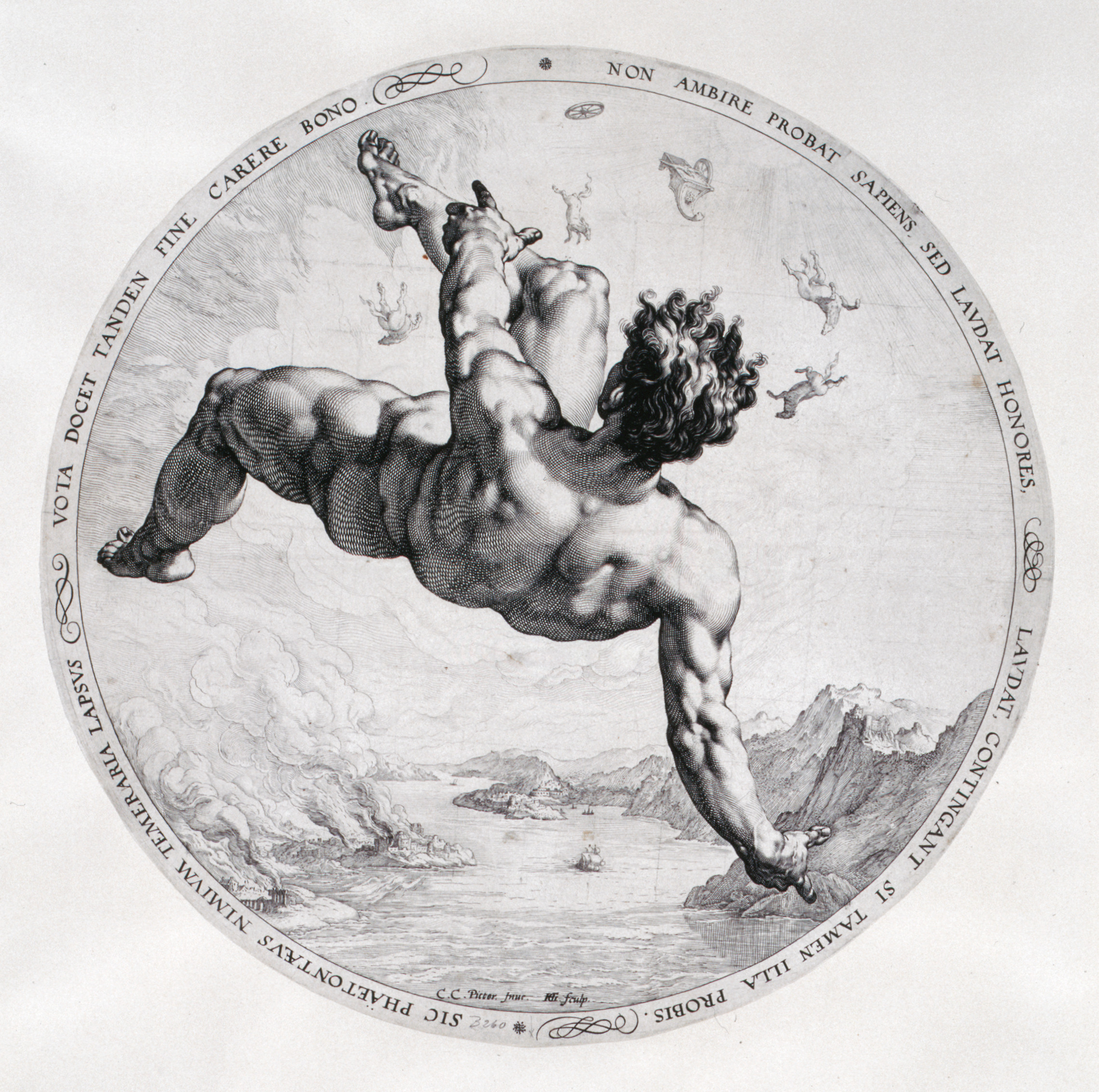
Hendrik Goltzius, La Chute de Phaéton.
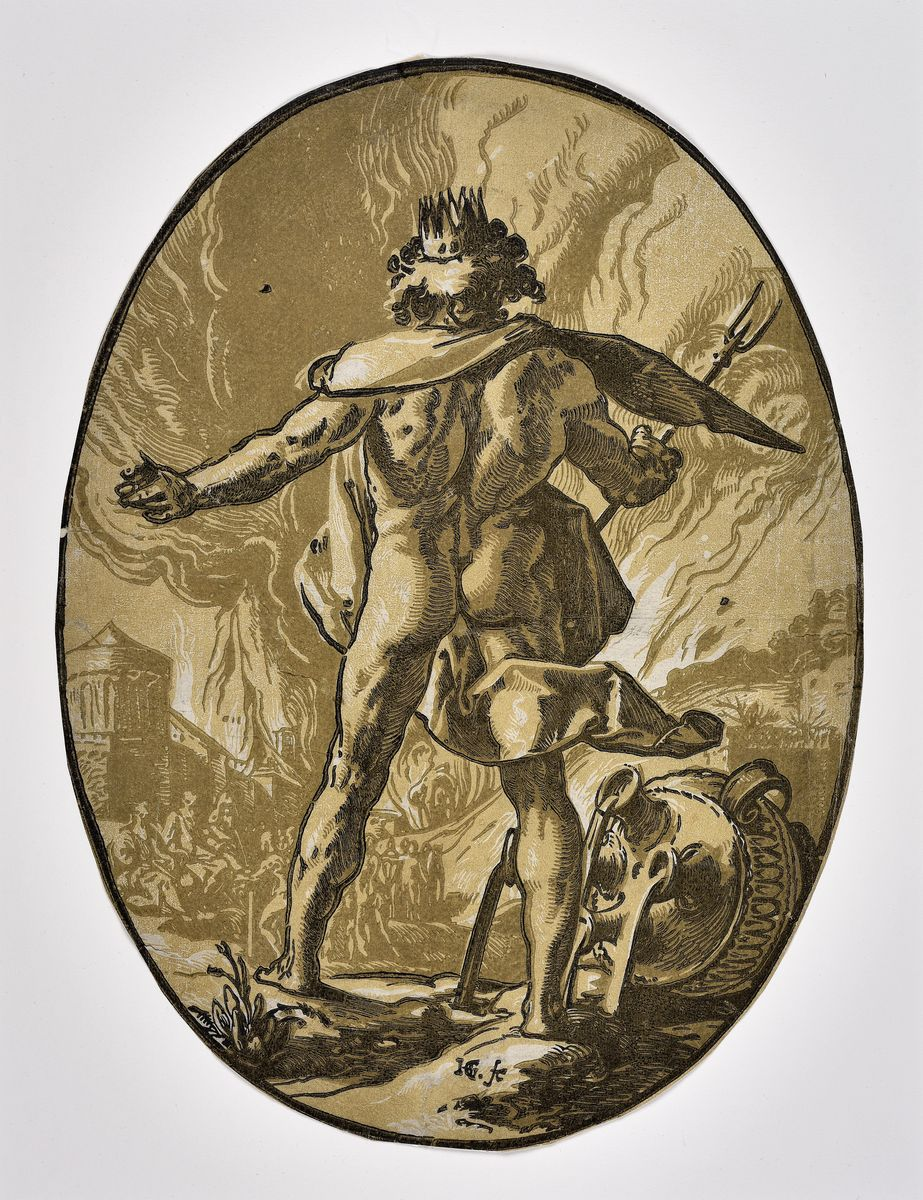
Hendrik Goltzius, Pluton (1594), gravure en camaïeu.
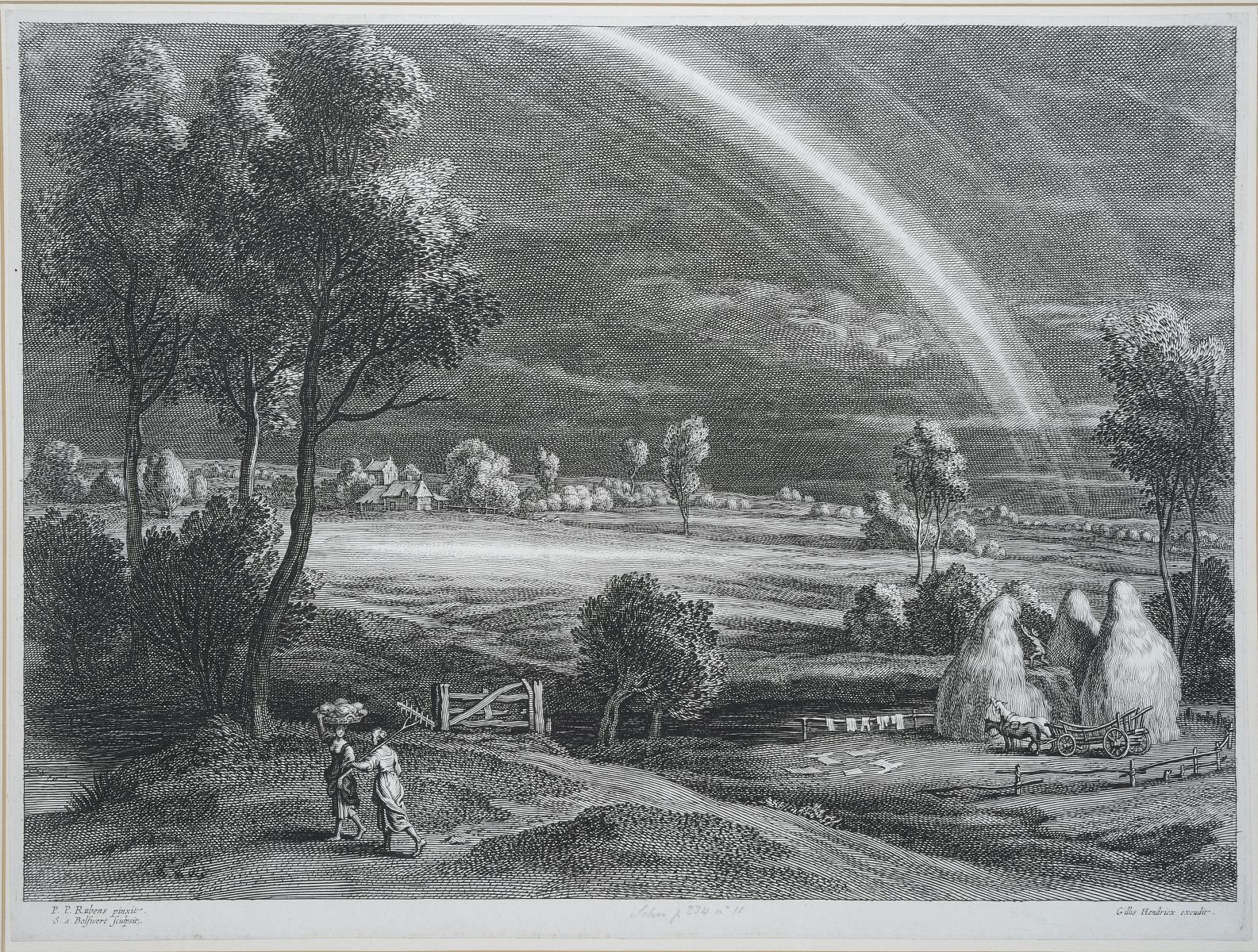
Schelte Adams Bolswert, d'après Pierre Paul Rubens, Paysage agreste à l'arc-en-ciel (vers 1638), eau-forte.

- la gravure aux XVIIe et XVIIIe siècles, avec les incontournables eaux-fortes de Jacques Callot ou Stefano della Bella, Piranesi, Jean-Jacques de Boissieu. On y trouve ainsi un fonds important de gravures de Wenzel Hollar présenté au public en 2013[7].

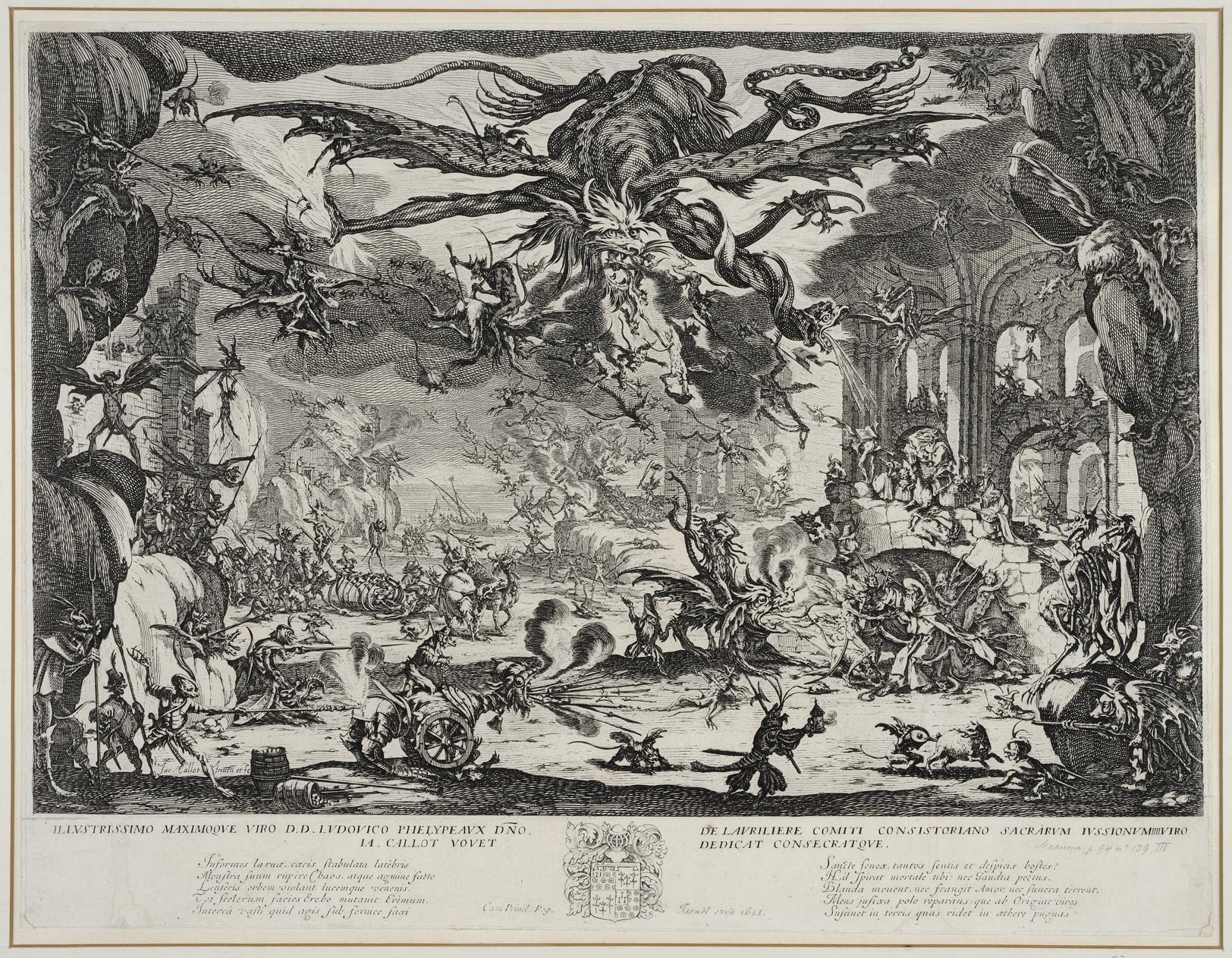
Jacques Callot, La Tentation de saint Antoine (1635), eau-forte.
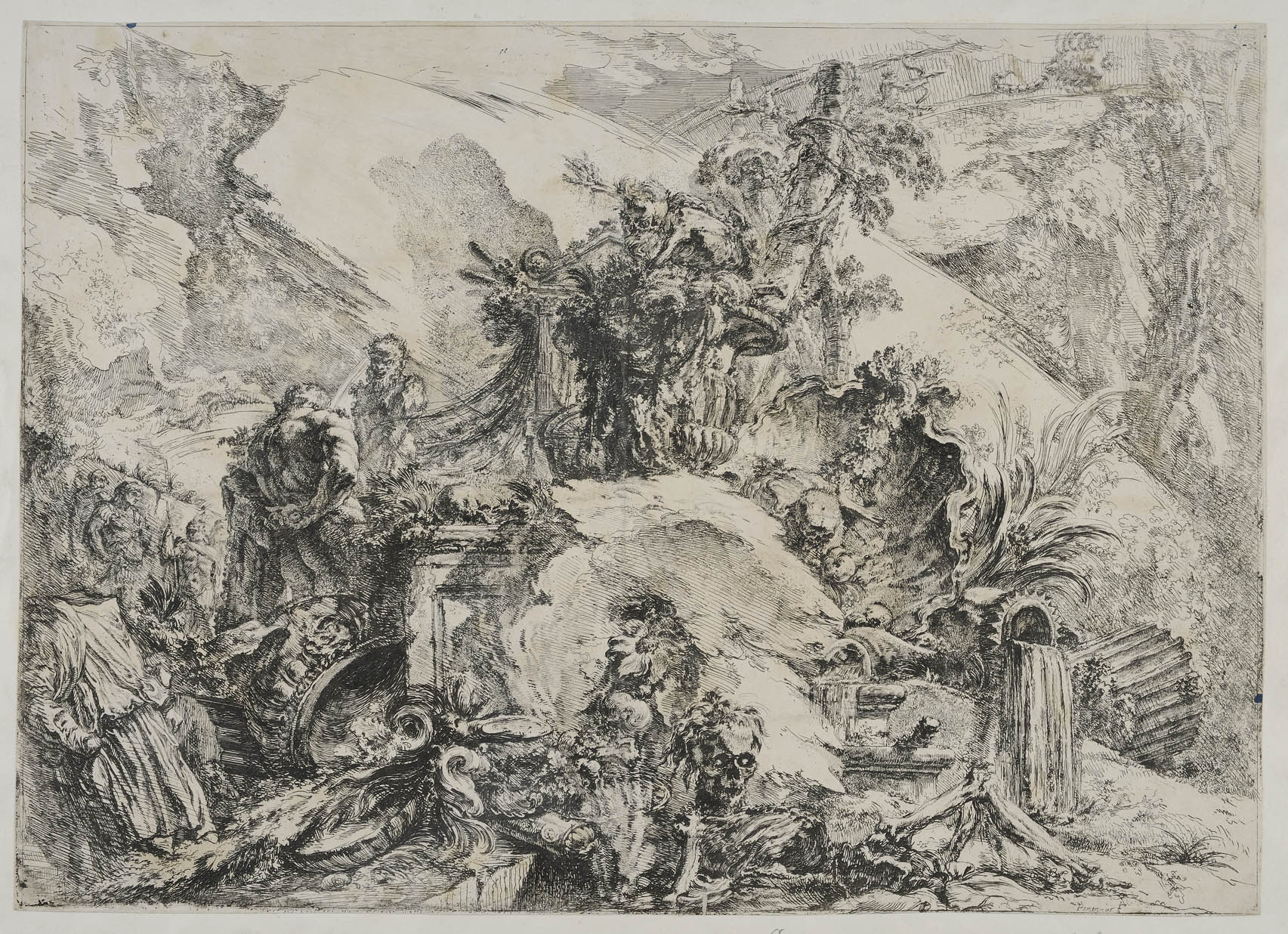
Giovanni Battista Piranesi, Caprice (vers 1748).
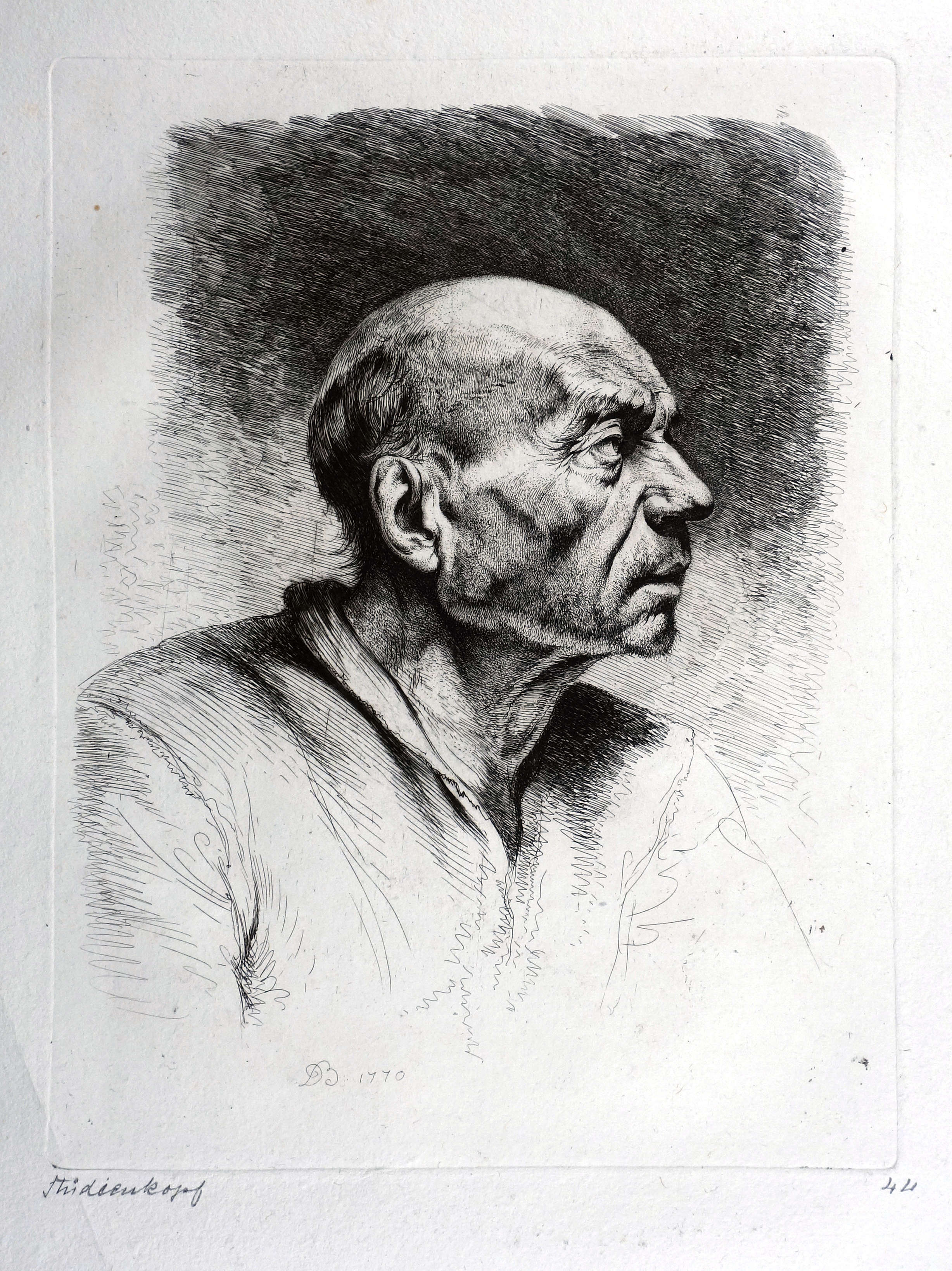
Jean-Jacques de Boissieu, Vieillard au front chauve, eau-forte et burin, 1770

- la lithographie, avec un ensemble consacré à la lithographie française comptant notamment les œuvres de Daumier, Grandville, Eugène Delacroix, ainsi que de nombreuses lithographies alsatiques, Godefroy Engelmann ou Jacques Rothmuller, etc.

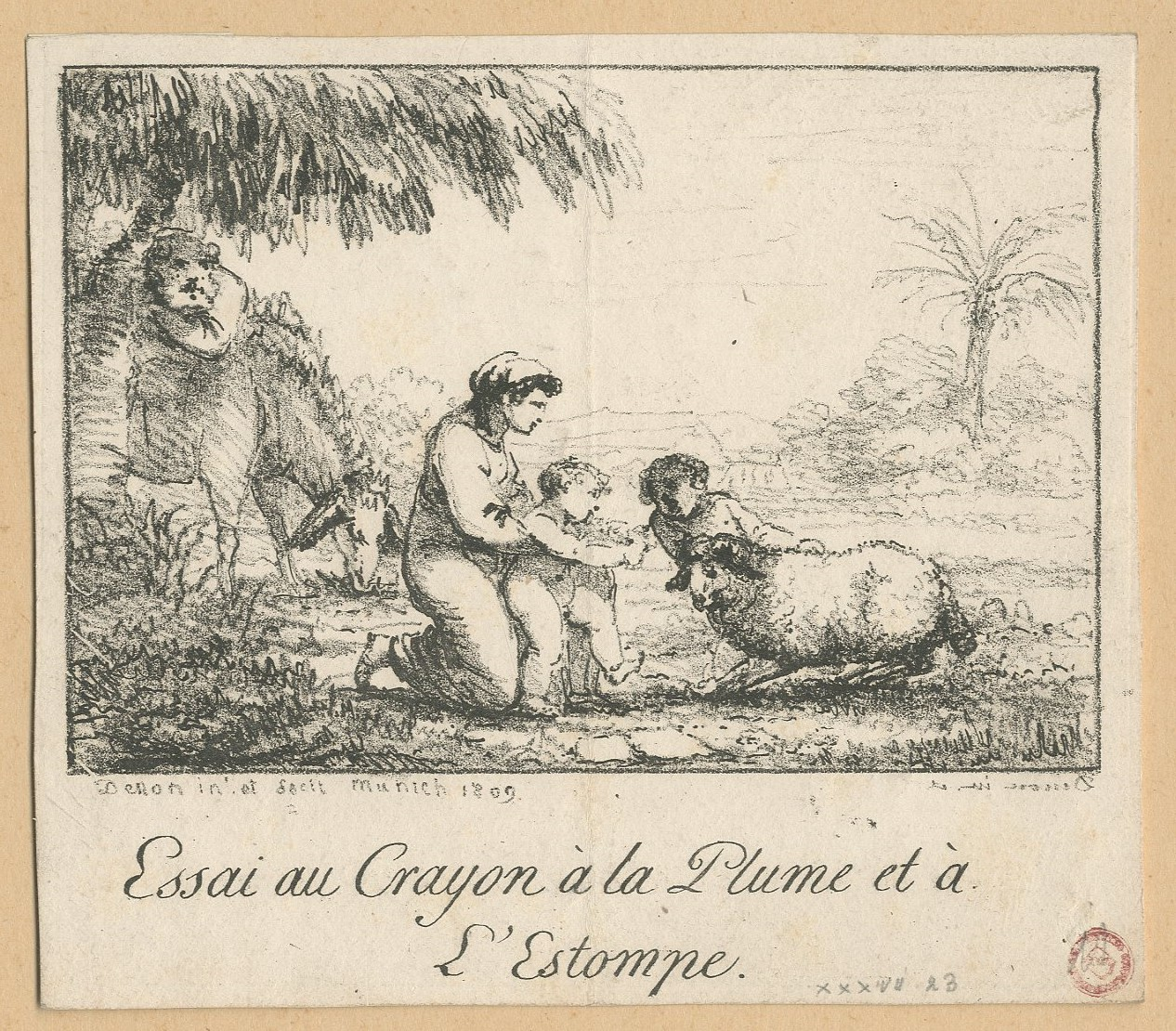
Dominique Vivant Denon, essai au crayon, à la plume et à l'estompe, (1809).
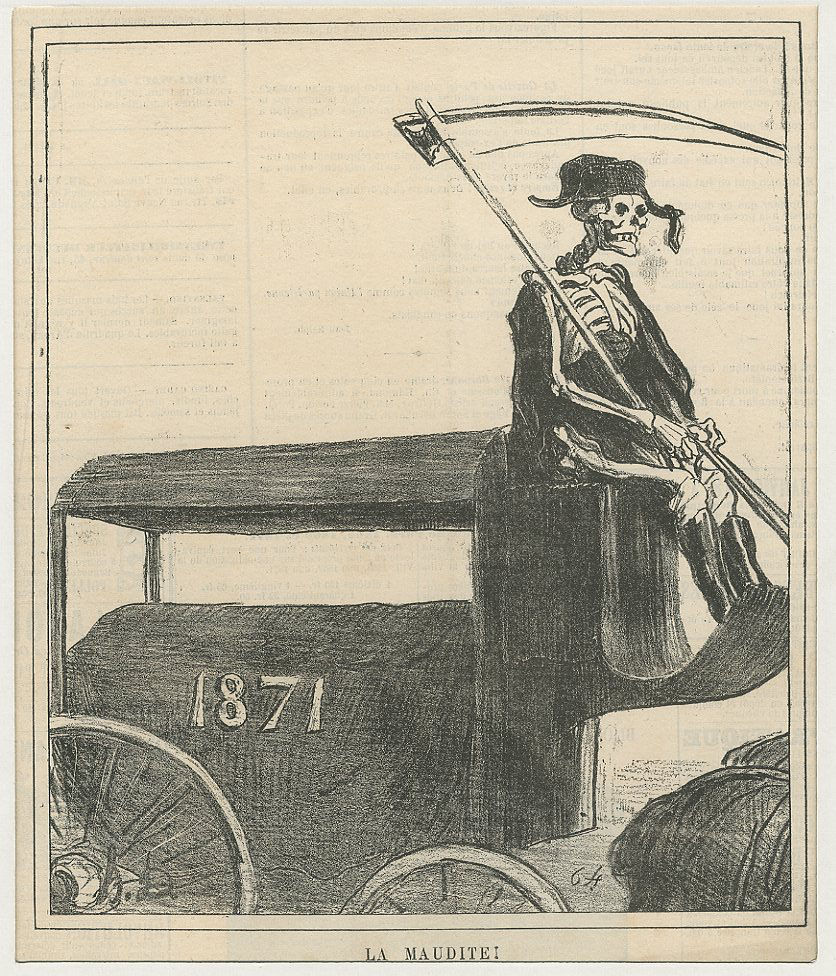
Honoré Daumier, La Maudite, lithographie publiée dans Le Charivari du 1er janvier 1872.
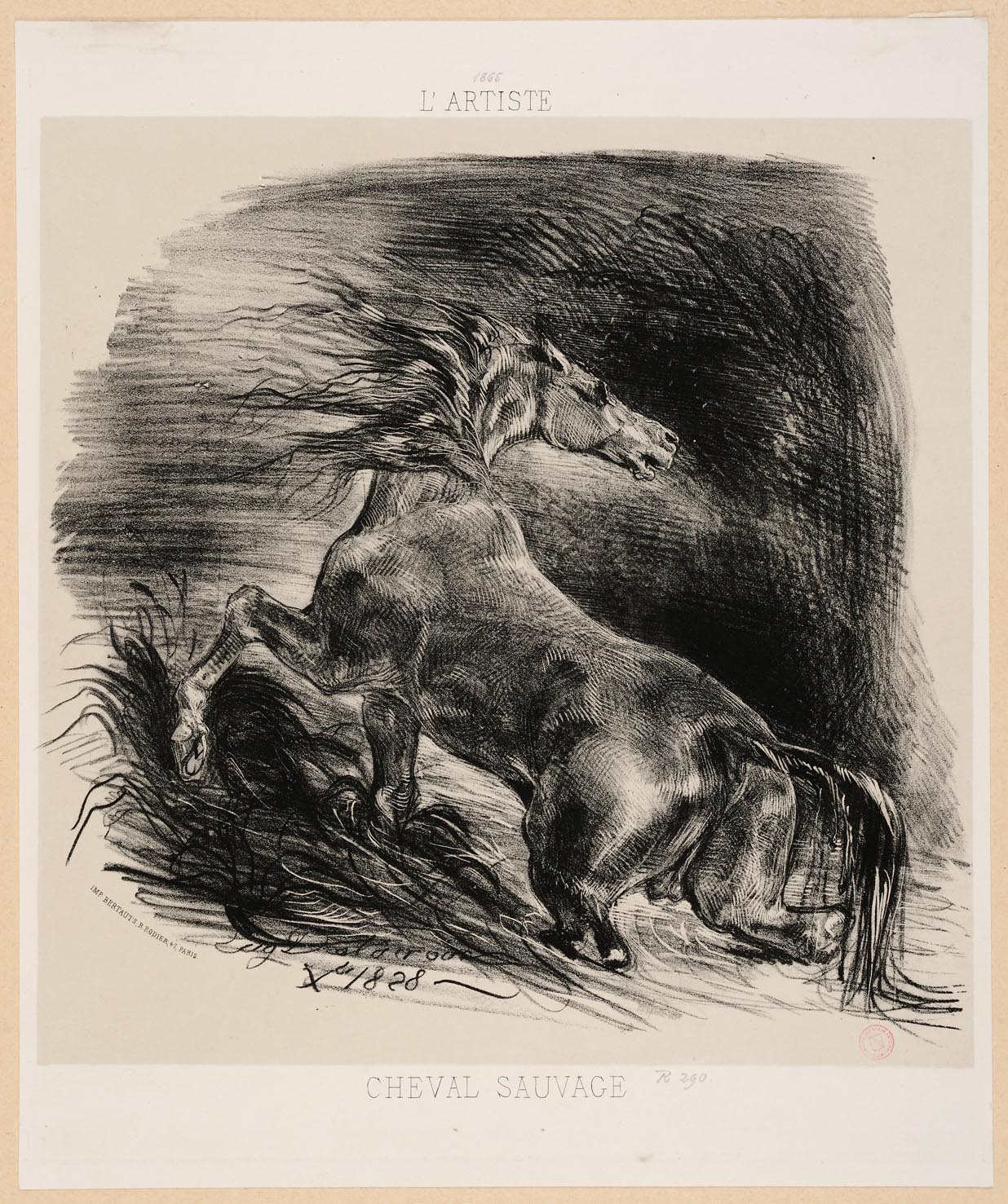
D'après Eugène Delacroix, Cheval sauvage, lithographie publiée dans le journal L'Artiste en 1865.

En plus de ces points forts, la collection du cabinet des estampes et des dessins permet également de découvrir des gravures de Rembrandt, Le Parmesan, Canaletto, Giambattista, Giandomenico Tiepolo, etc.

### Dessins
Avec une amplitude chronologique équivalente aux collections gravées (XVIe – XIXe siècle) le fonds de dessins contient des feuilles italiennes, allemandes ou françaises, ainsi qu'un ensemble d’œuvres réalisées par des artistes originaires de Strasbourg ou qui y furent actifs.
Parmi les artistes italiens, il faut pour commencer mentionner les œuvres attribuées à Giovanni Antonio Boltraffio réalisées d'après la Cène de Léonard de Vinci.

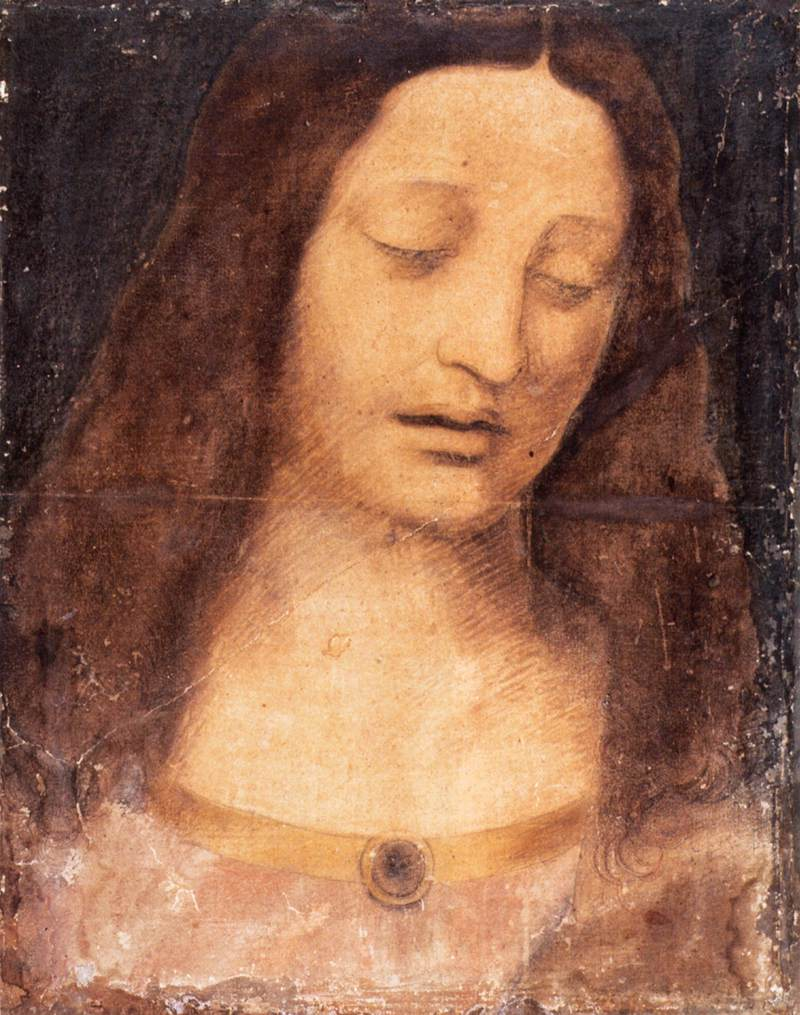
Giovanni Antonio Boltraffio, Tête du Christ.
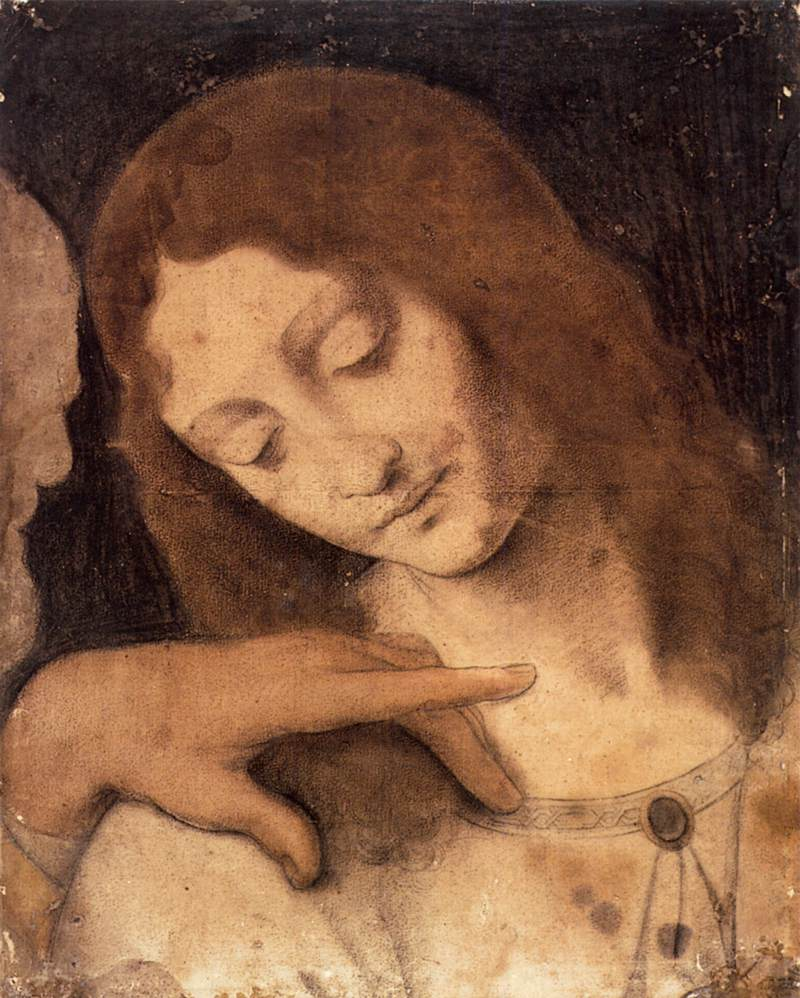
Giovanni Antonio Boltraffio, Tête de saint Jean.
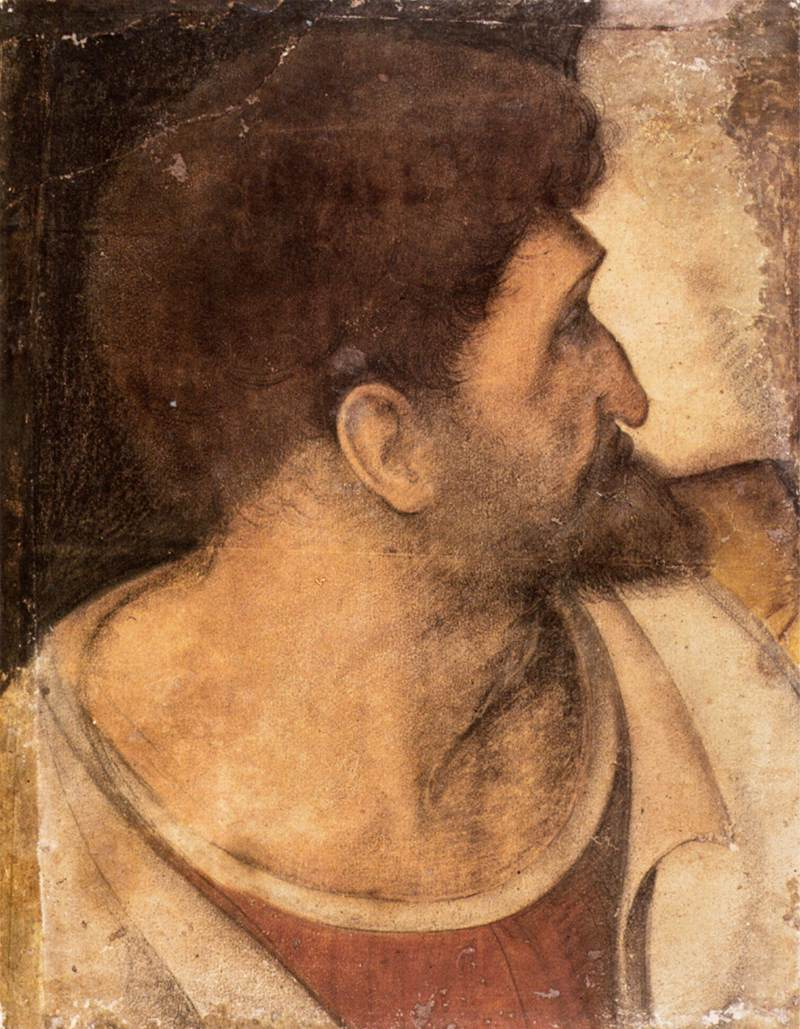
Giovanni Antonio Boltraffio, Tête de Judas.
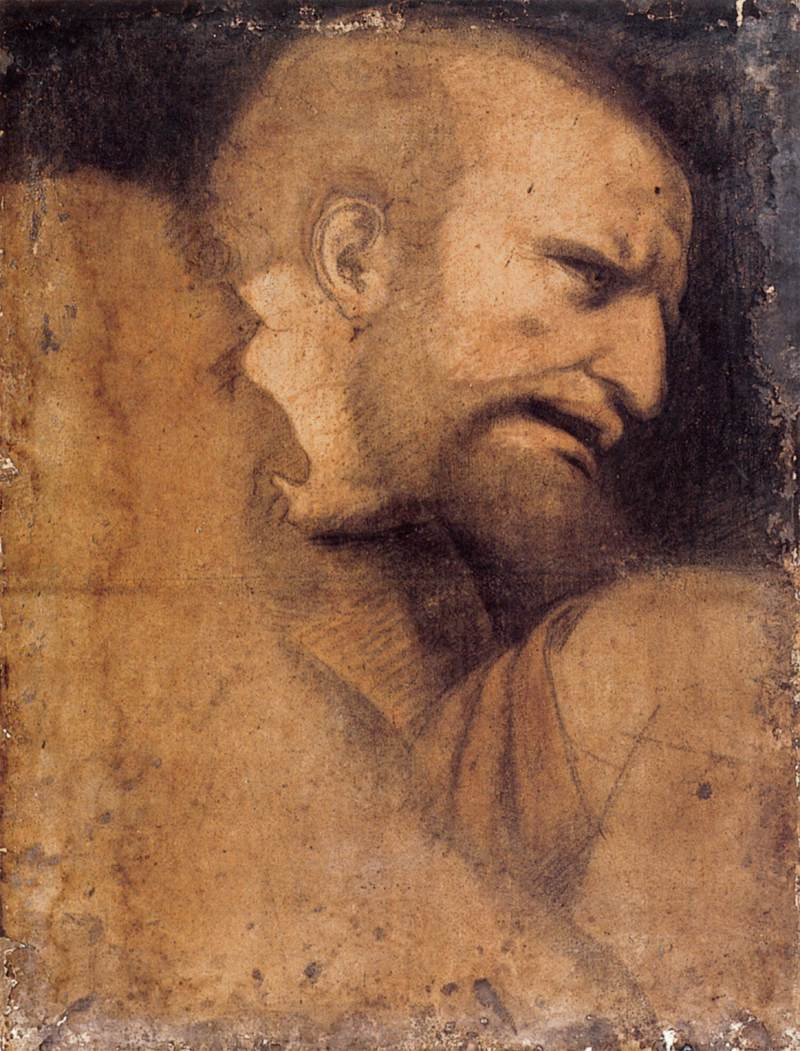
Giovanni Antonio Boltraffio, Tête de saint Pierre.
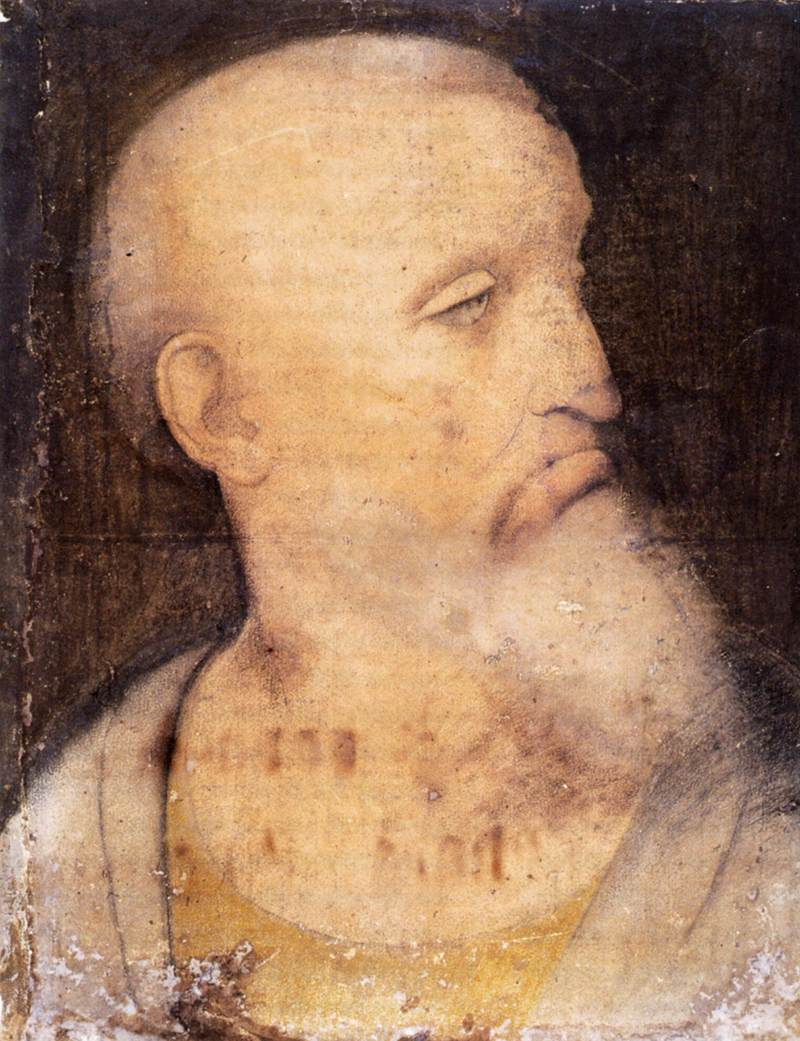
Giovanni Antonio Boltraffio, Tête de saint André.
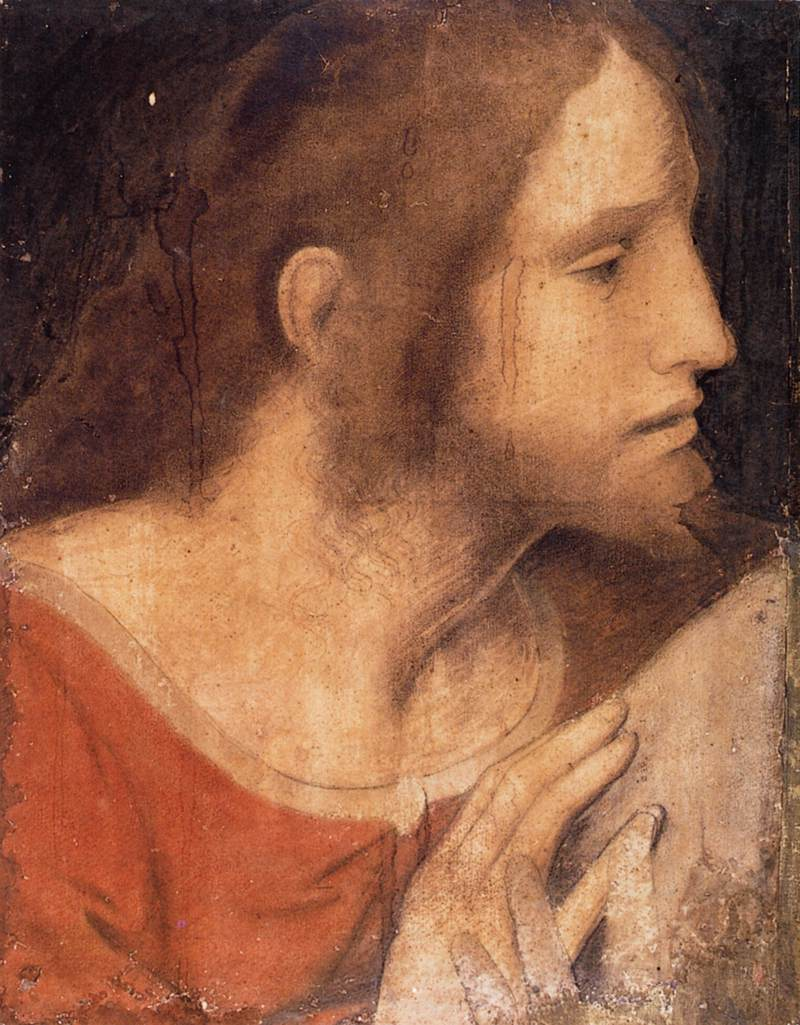
Giovanni Antonio Boltraffio, Tête de saint Jacques le Mineur.

Parmi les artistes allemands de la Renaissance, on peut mentionner plusieurs feuilles du strasbourgeois Hans Baldung ainsi que l'important ensemble de dessins du Maître des Études de draperies :

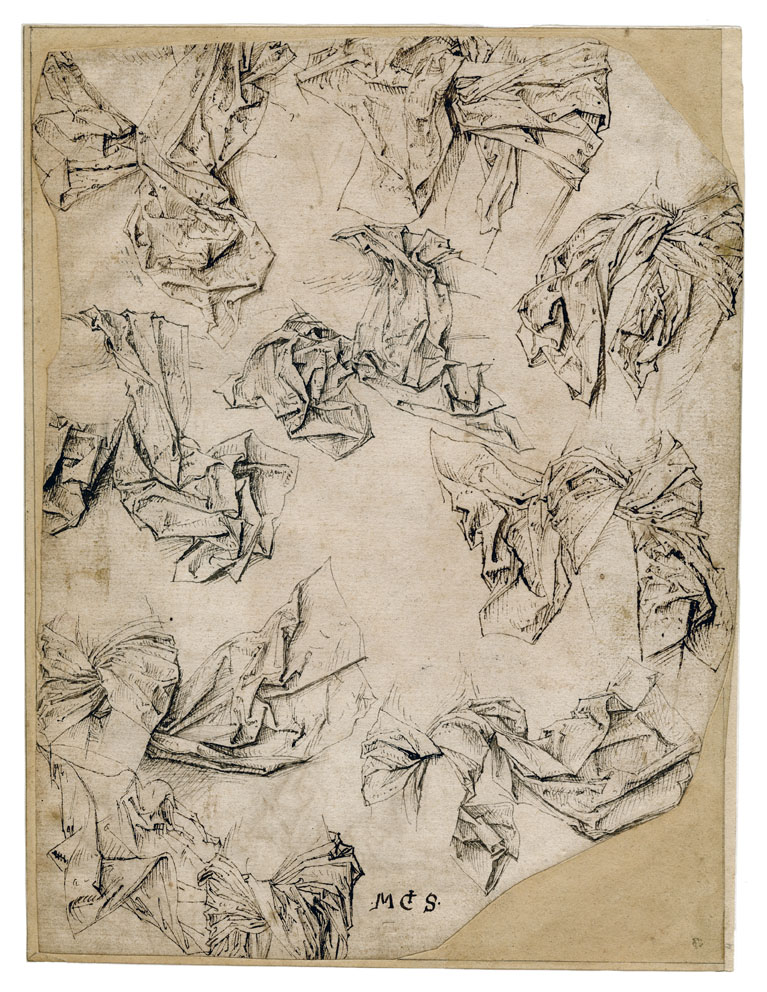
Maître des Études de draperies, Drapés (dernier quart du XVe siècle), plume et encre sur papier.
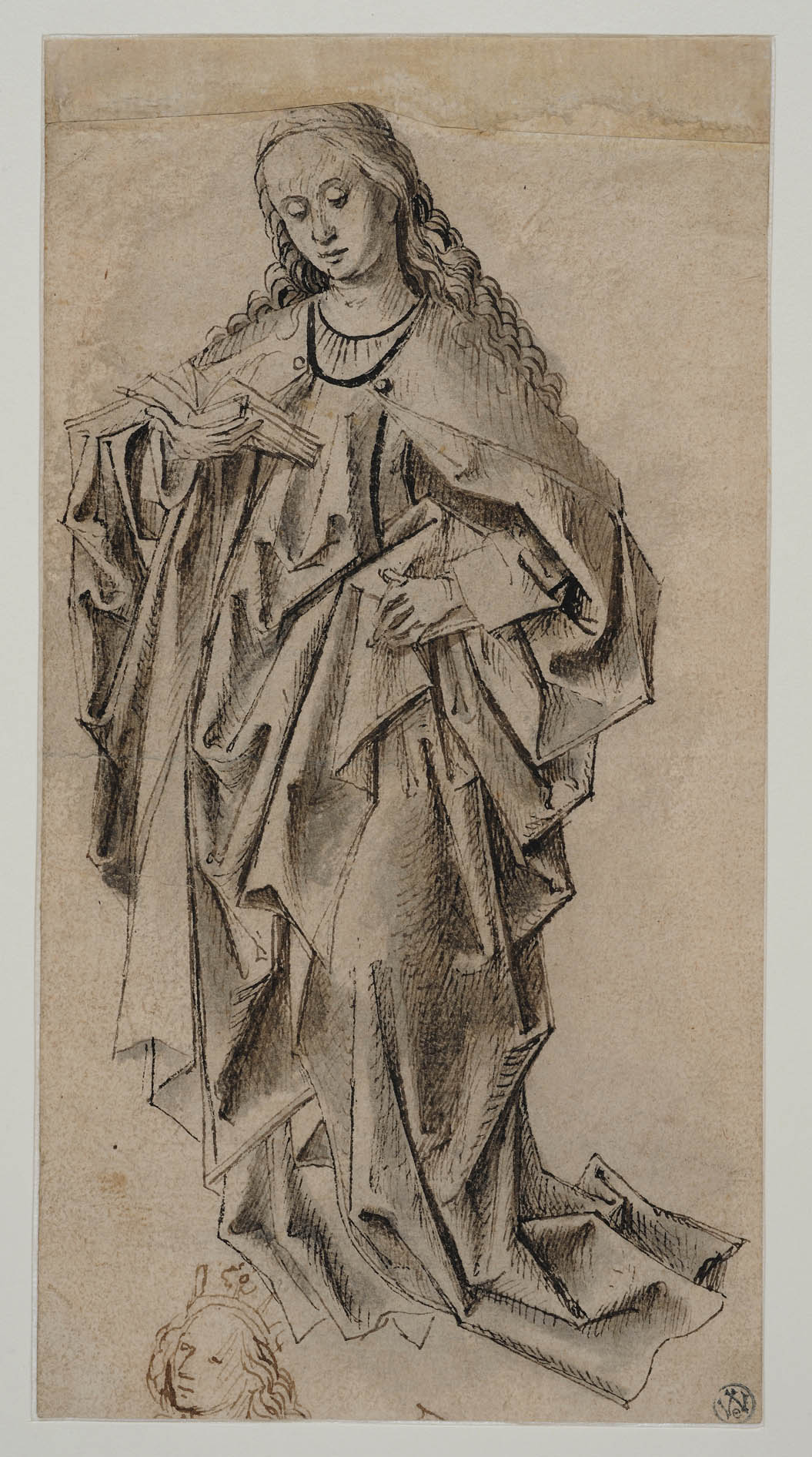
Maître des Études de draperies, Sainte lisant (dernier quart du XVe siècle), plume et encore sur papier.
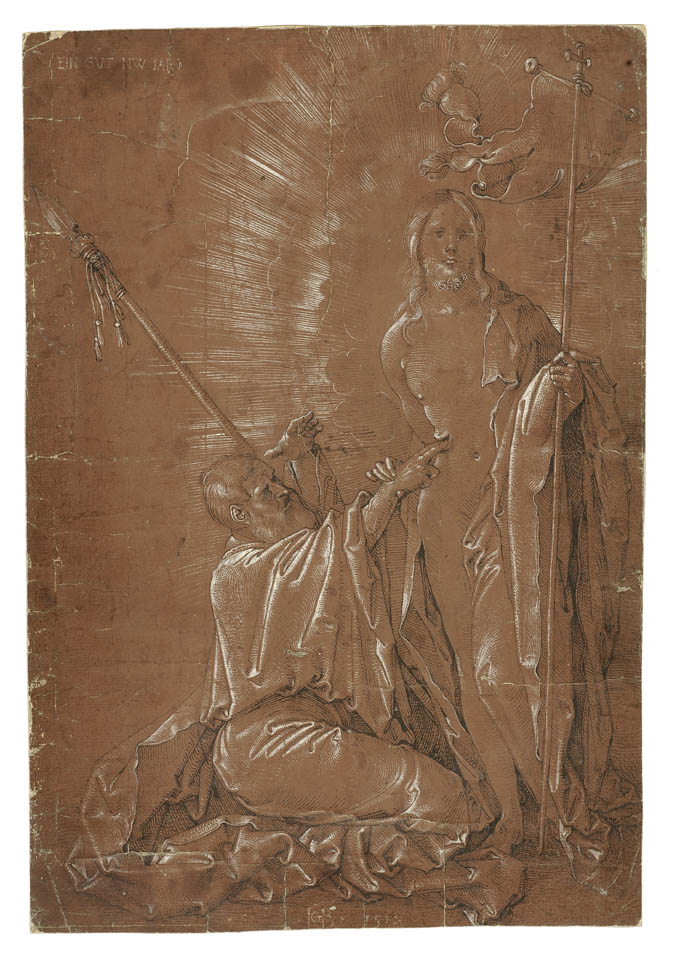
Hans Baldung, L'Incrédulité de saint Thomas (1512).
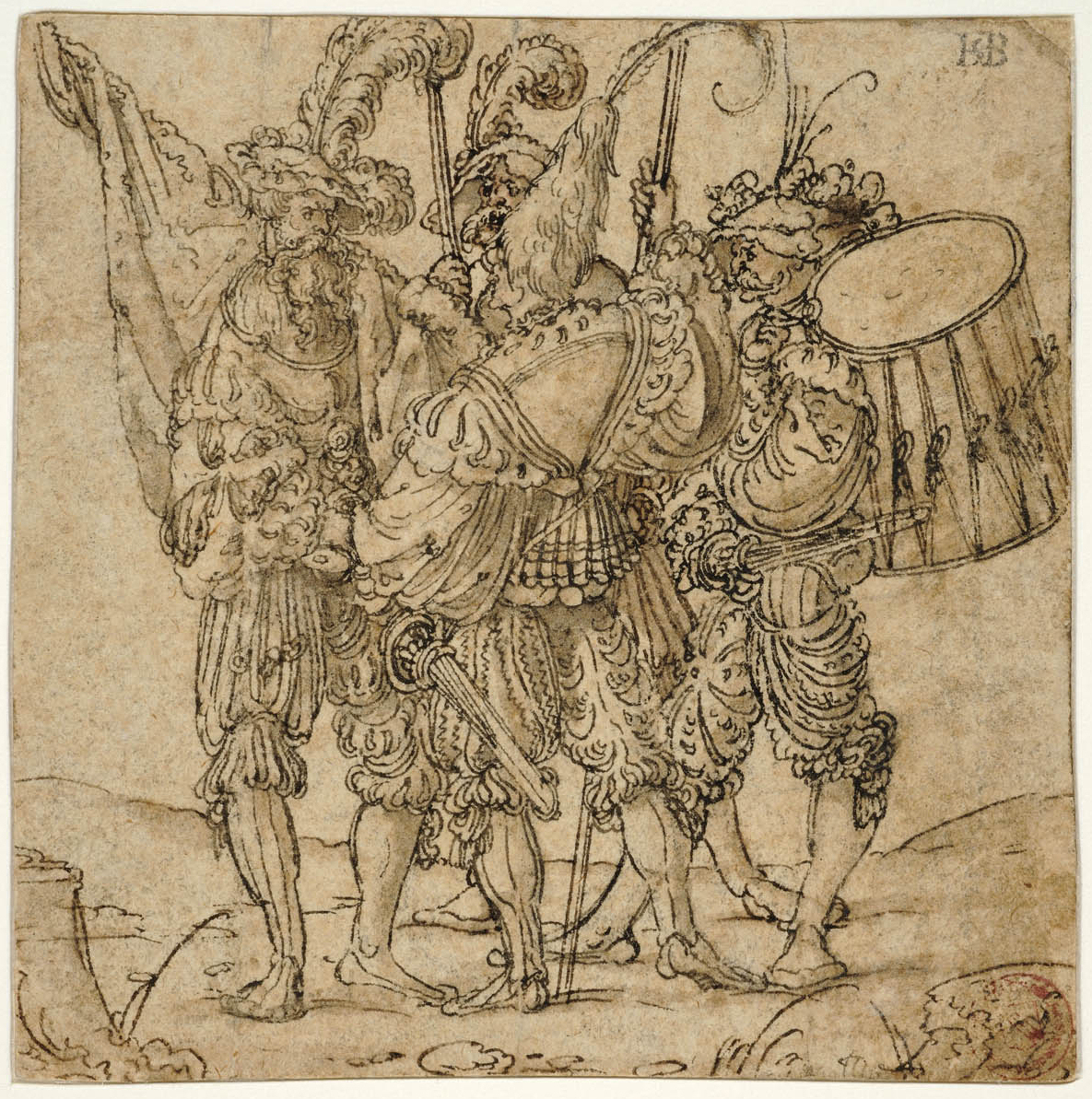
Anonyme, anciennes attribution à Aldegrever et Beham, Quatre lansquenets (début du XVIe siècle).

Grâce à la donation Poitrey-Ballabio en 2019, un ensemble d’œuvres italiennes, nordiques et françaises, essentiellement du XVIIe siècle a pu intégrer les collections.

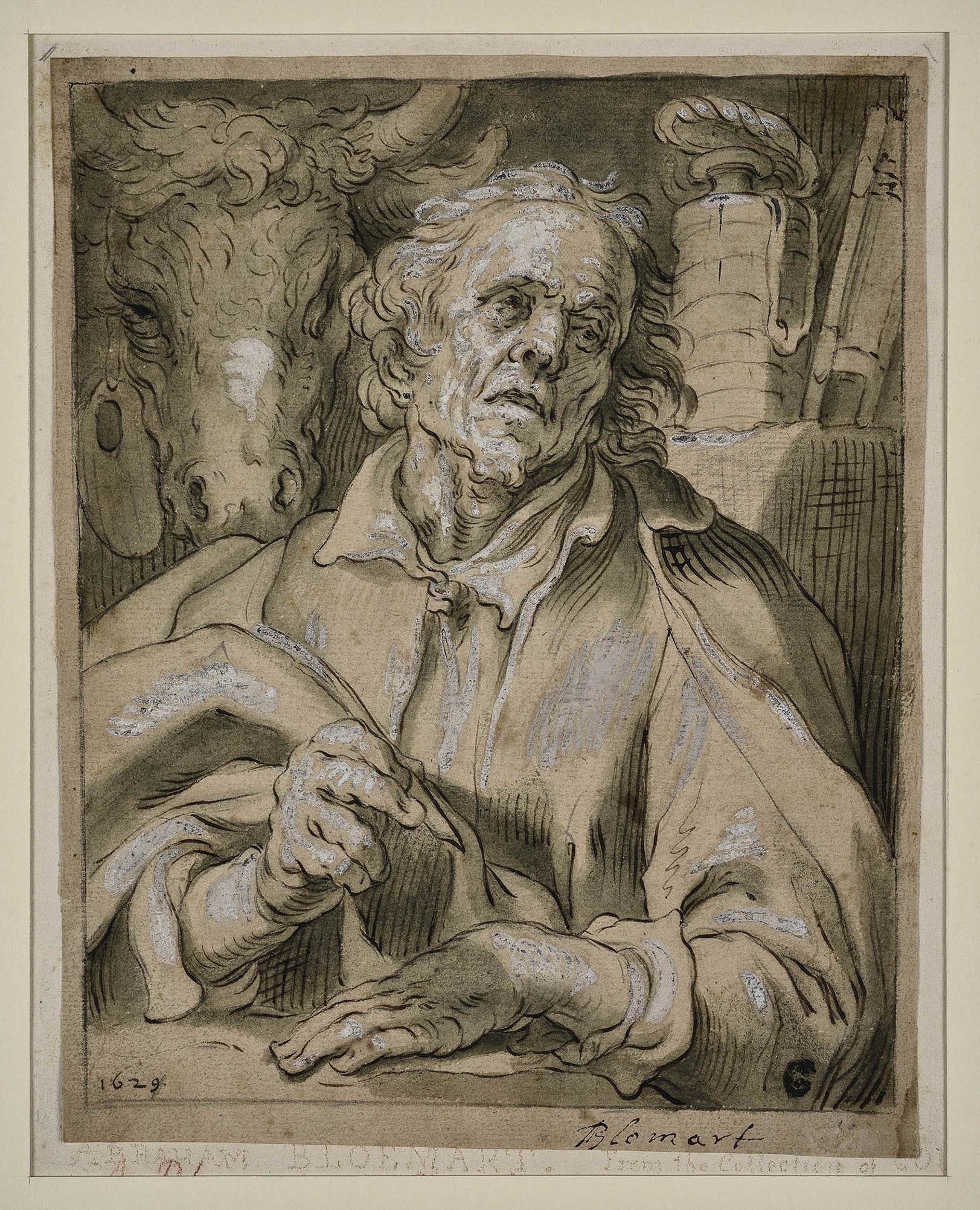
Abraham Bloemaert, Saint Luc (1629), Plume, encre brune, lavis d’encre brune et grise, rehaussé de blanc.,
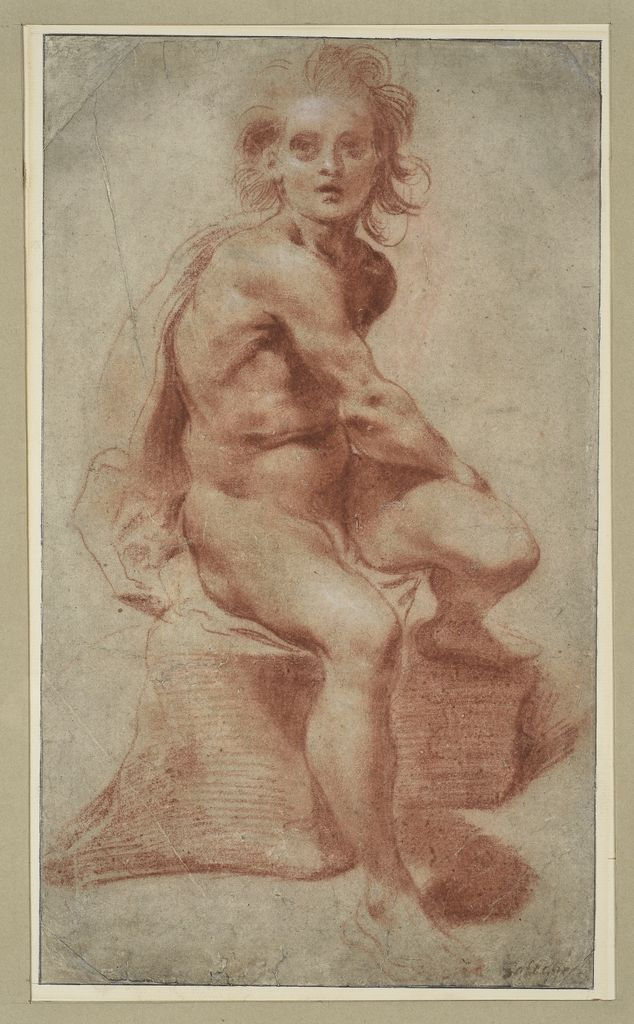
Pietro Faccini, Académie d'homme (seconde moitié du XVIIe siècle), sanguine et traces de rehauts de pierre blanche.
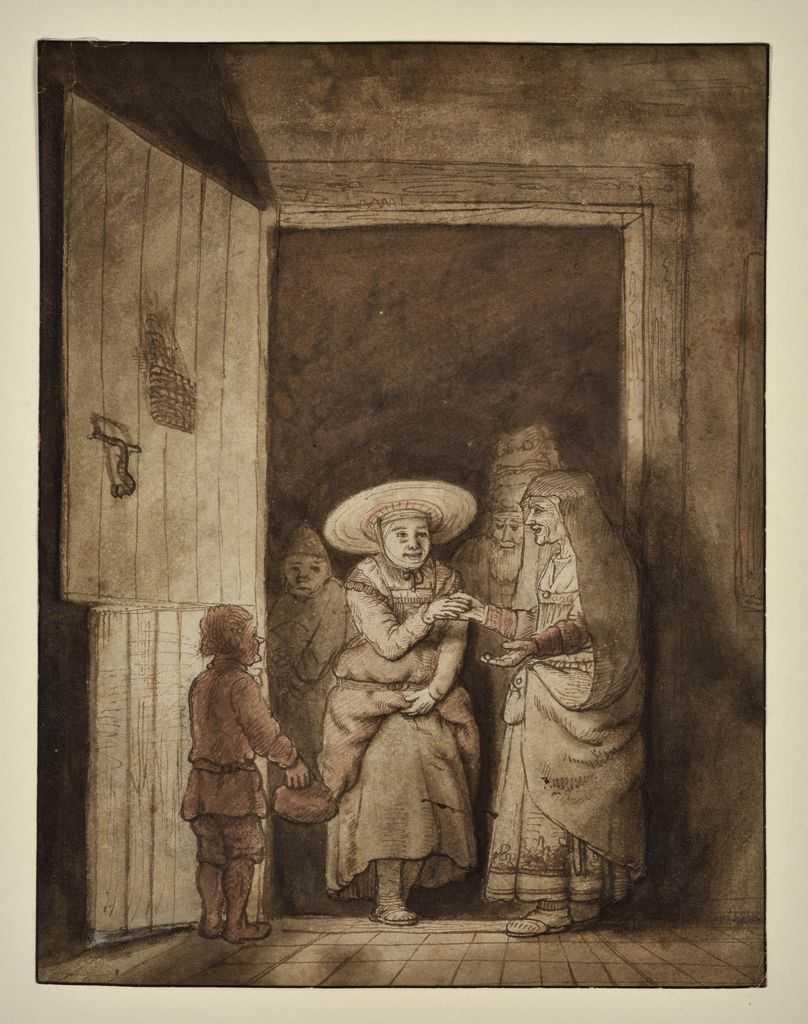
Samuel van Hoogstraten, Visitation, plume et encre brune, lavis d’encre brune et rouge.

Pour le XVIIIe siècle, on peut citer l'important ensemble de dessins de Philippe-Jacques de Loutherbourg, ainsi que plusieurs feuilles françaises, comme les deux pendants de Charles-Joseph Natoire. On peut également signaler les dessins ornithologiques de leur contemporain Johann Christian Mannlich.

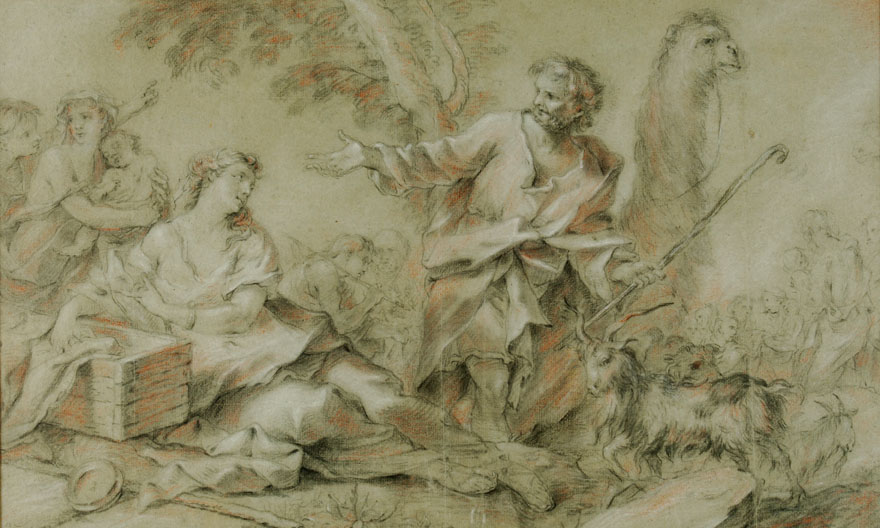
Charles-Joseph Natoire, Étude pour Jacob et Rachel, dessin aux trois crayons sur papier.
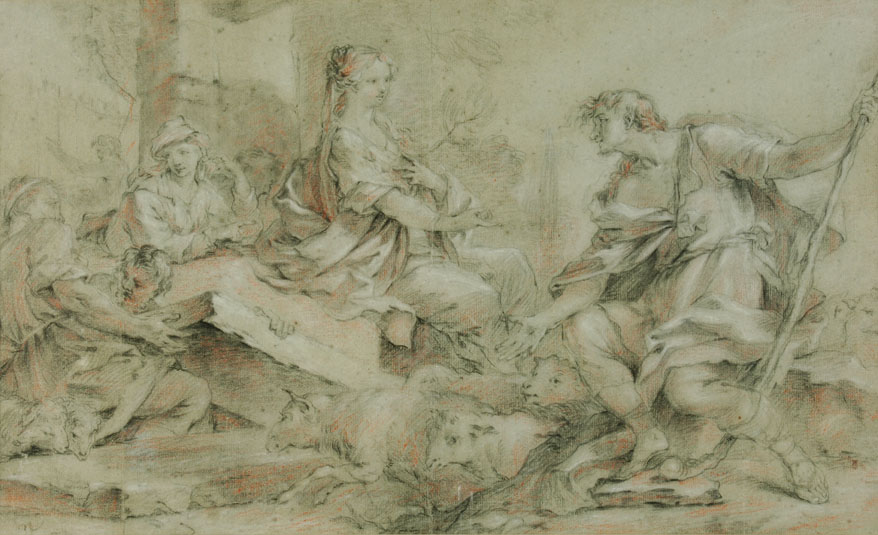
Charles-Joseph Natoire, Étude pour Jacob et Rachel, dessin aux trois crayons sur papier.
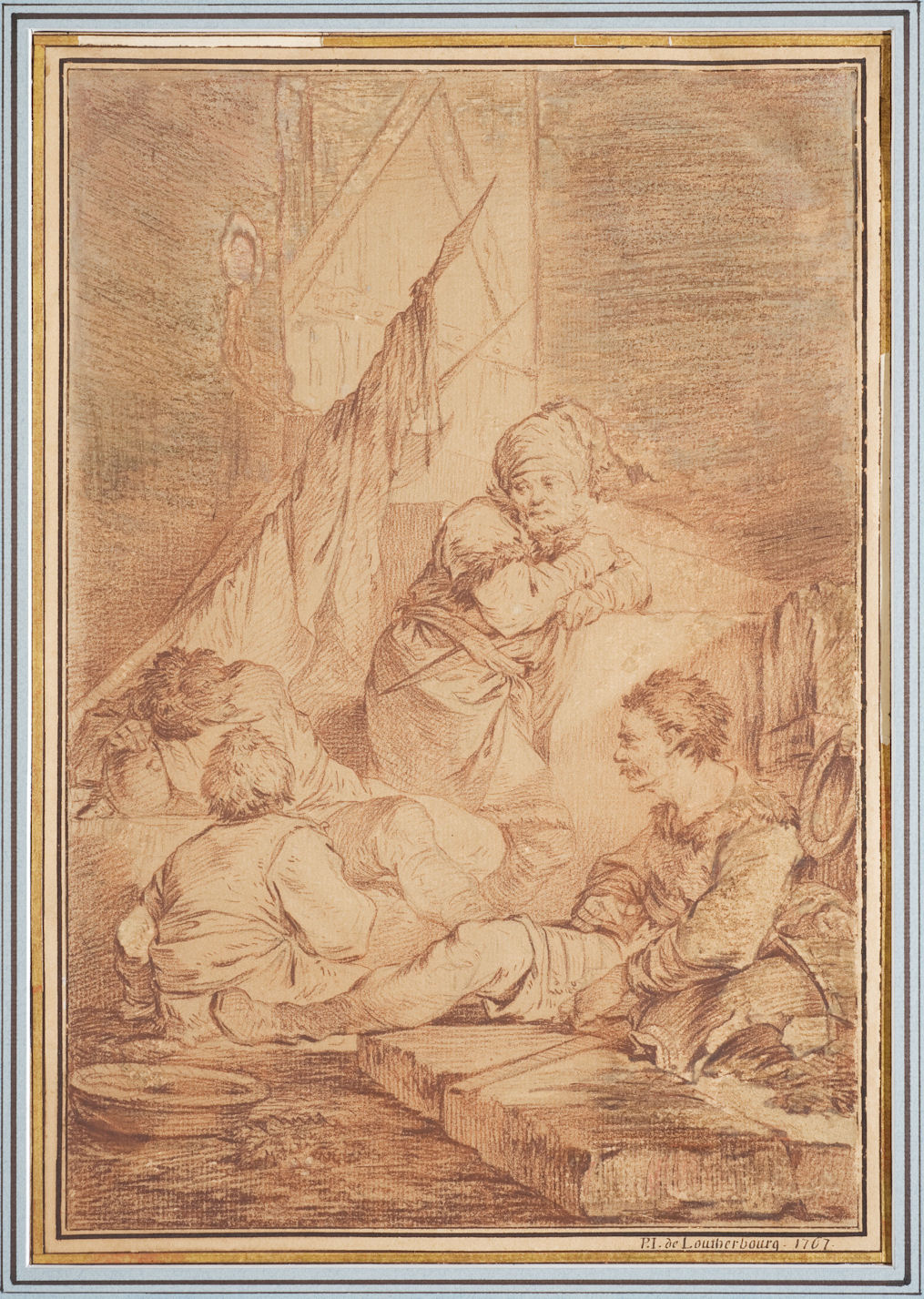
Philippe-Jacques de Loutherbourg, Personnages dans un intérieur (1767), sanguine sur papier.
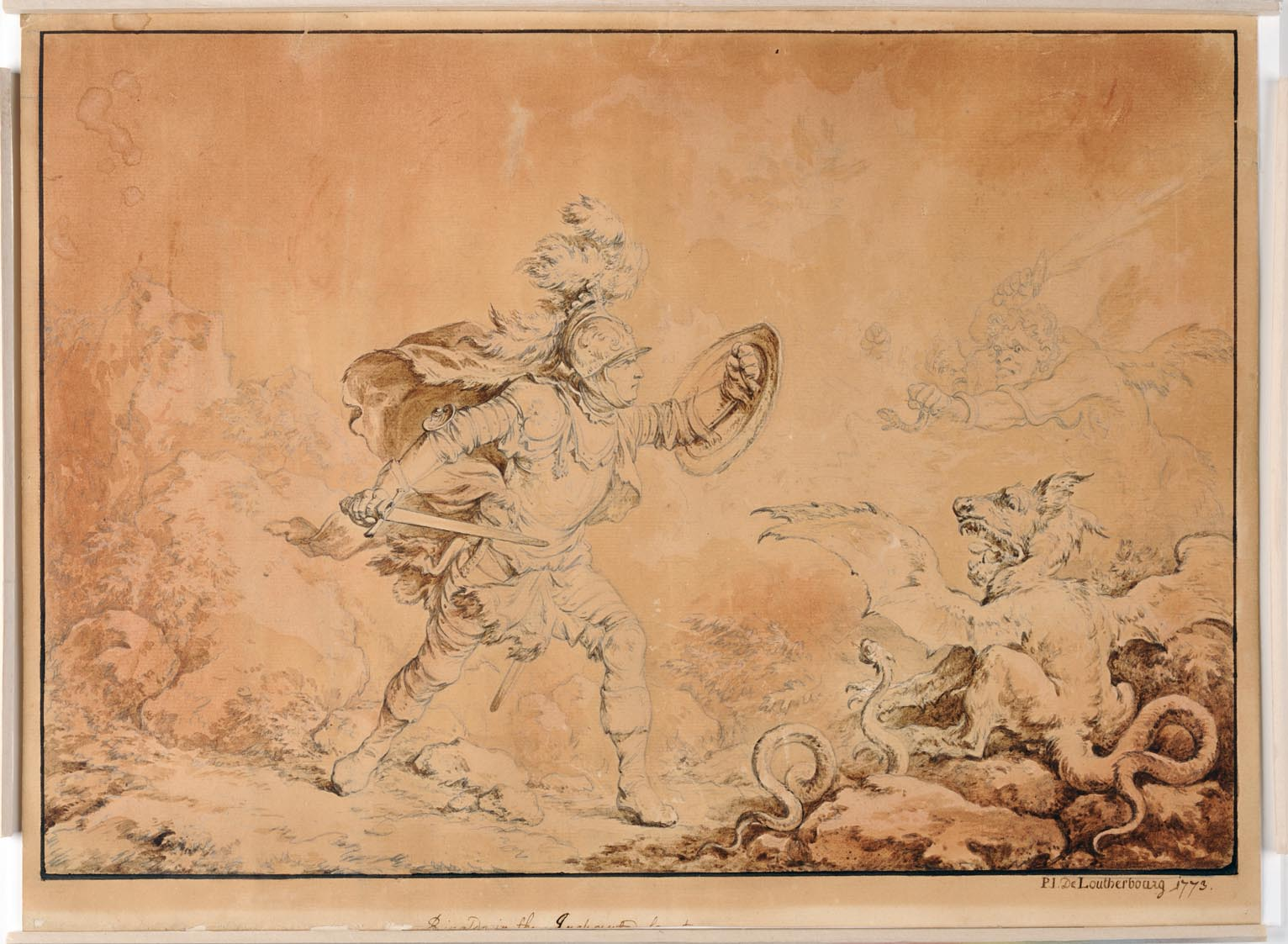
Philippe-Jacques de Loutherbourg, Floridore se battant contre Nigromant (1773), plume, encre, lavis d'encre sur papier.
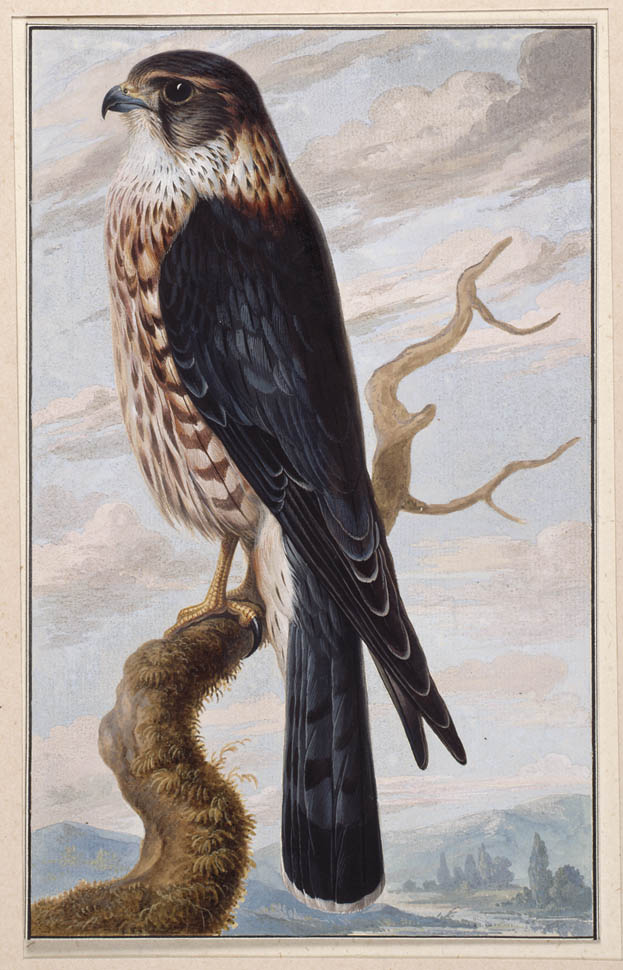
Johann Christian Mannlich, Faucon émerillon, aquarelle.

Le cabinet des estampes et des dessins conserve également une importante collection de dessins d'orfèvrerie, des XVIIIe et XIXe siècles.

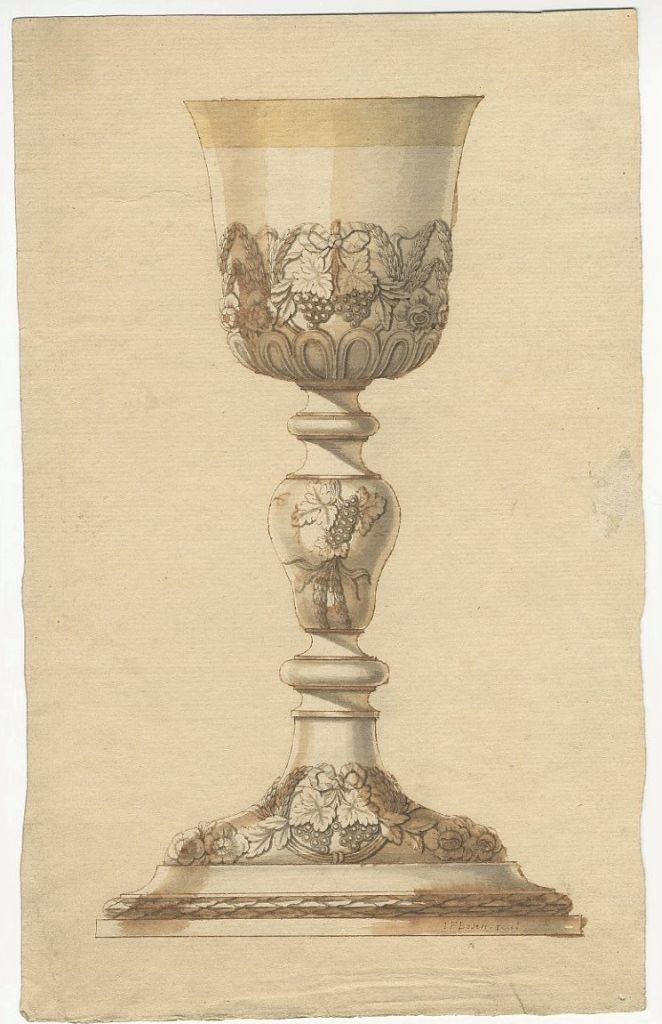
Johann Friedrich Boden, Projet de ciboire.
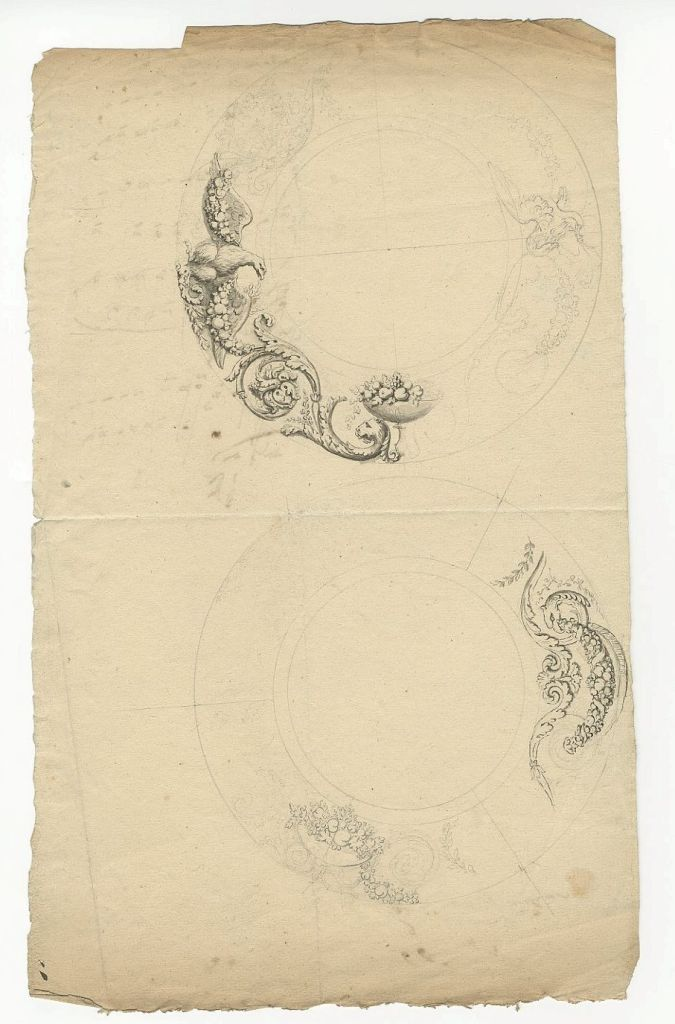
Joachim Frédéric Kirstein, Projet de pièce d'orfèvrerie.
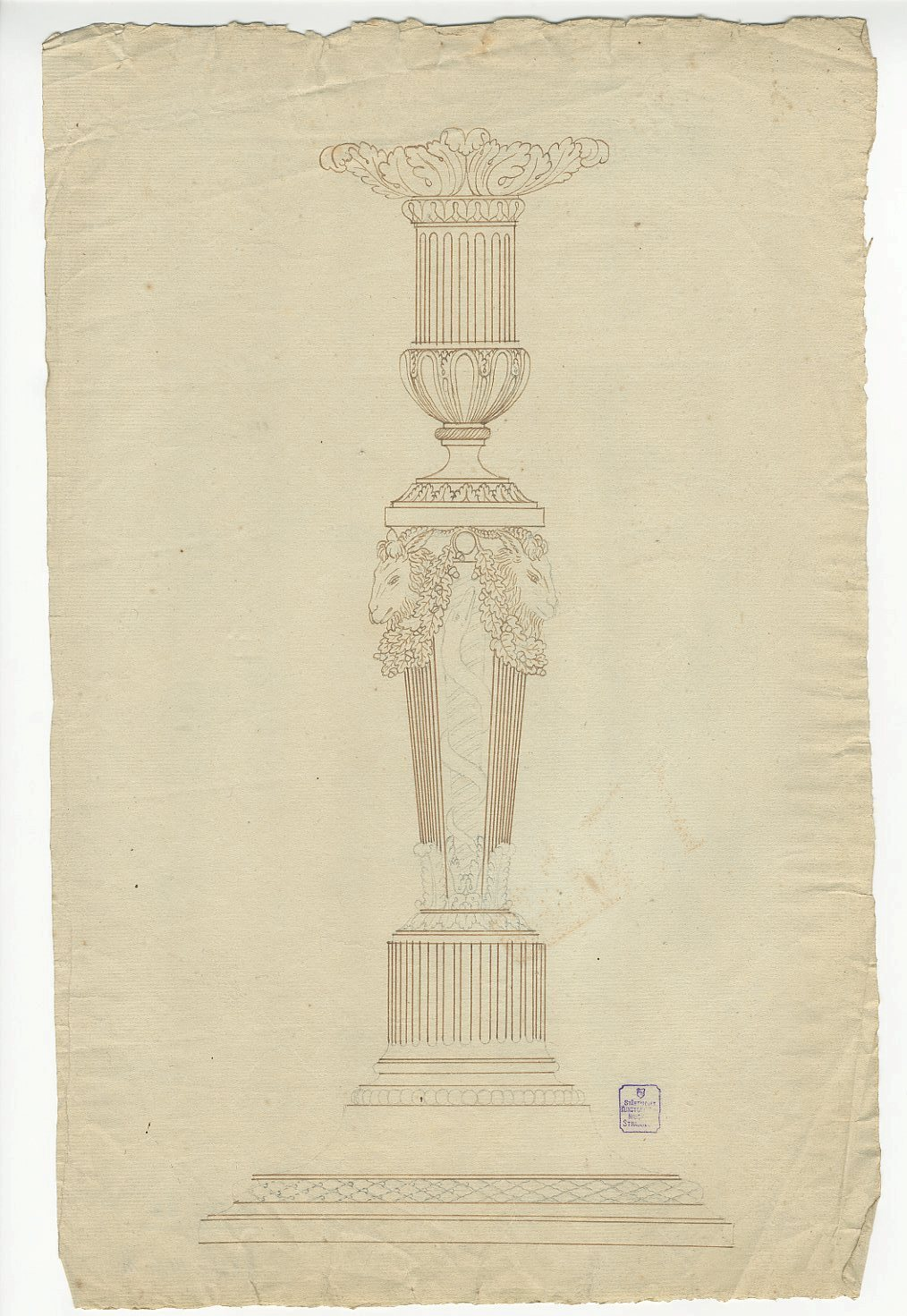
Anonyme, Projet de flambeau de style Louis XVI.
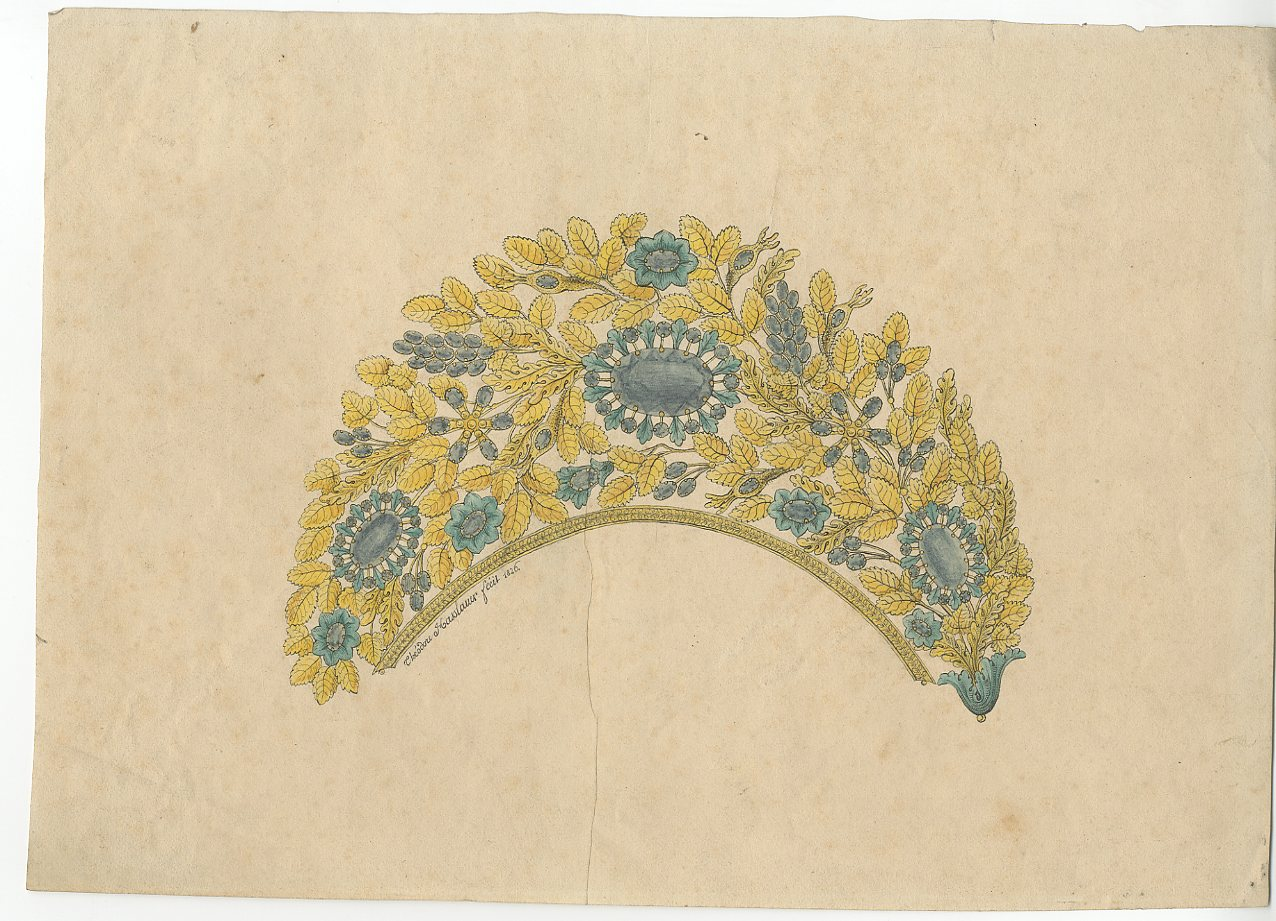
Théodore Hasslauer, Projet de diadème (1826).

### Alsatiques
Le cabinet des estampes et des dessins a depuis sa création constitué des fonds révélateurs de la tradition imagière à Strasbourg. On trouve ainsi dans les collections des productions significatives d'artistes ou d'éditeurs strasbourgeois, de la fin du XVe à la fin du XIXe siècle.

#### Gravure
Dans le domaine de la gravure, on peut évoquer pour le XVIe siècle les figures de Hans Baldung Grien, Tobias Stimmer ou Étienne Delaune. Pour le XVIIe siècle, la collection possède un important fonds de gravures de Friedrich Brentel, Jacob van der Heyden ou Isaac Brunn. Parmi les productions du XVIIIe siècle, on peut signaler les réalisations de Jean-Martin Weis ou Jean-Daniel Heimlich.

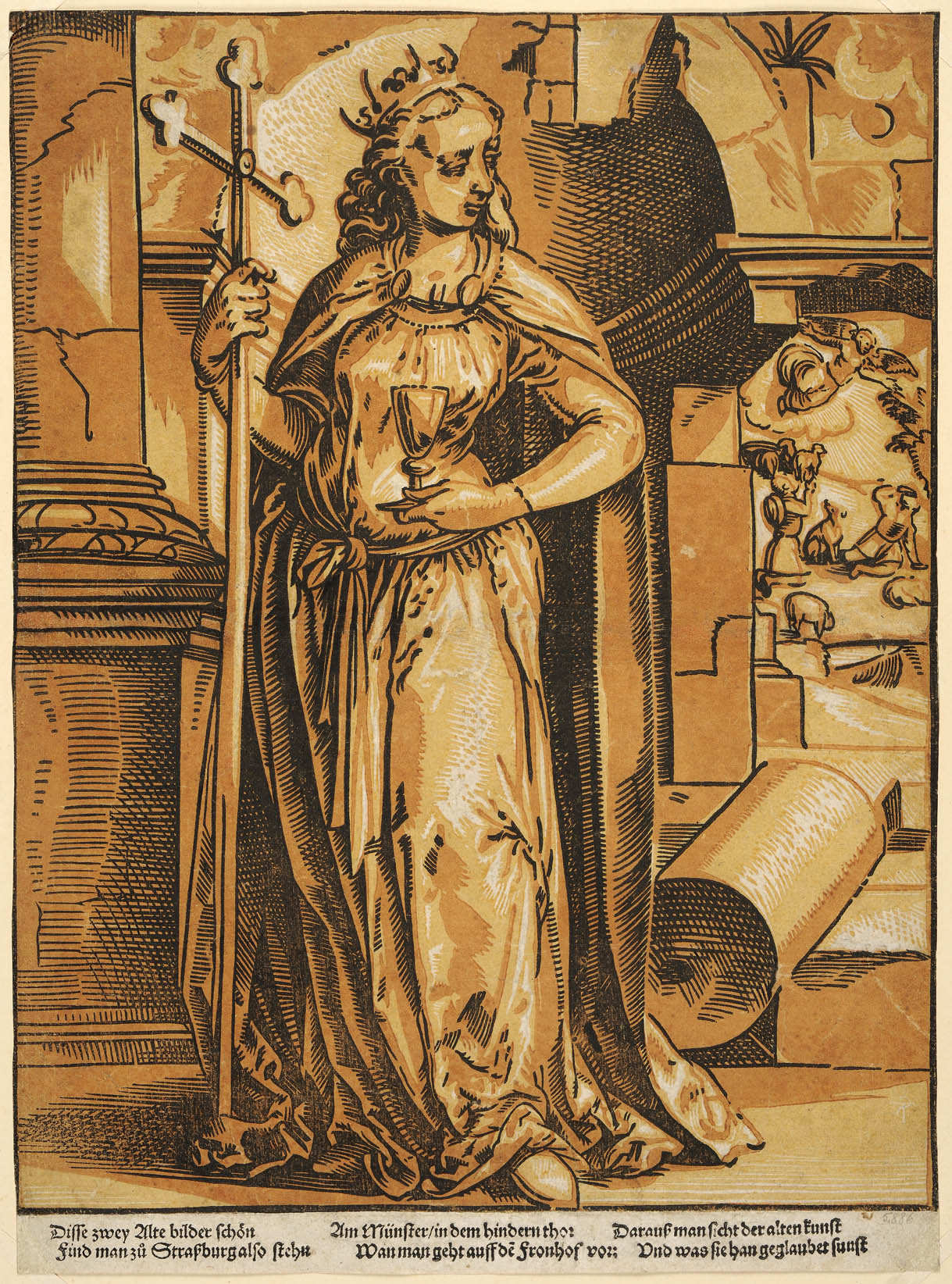
Tobias Stimmer, L'Église (1572).
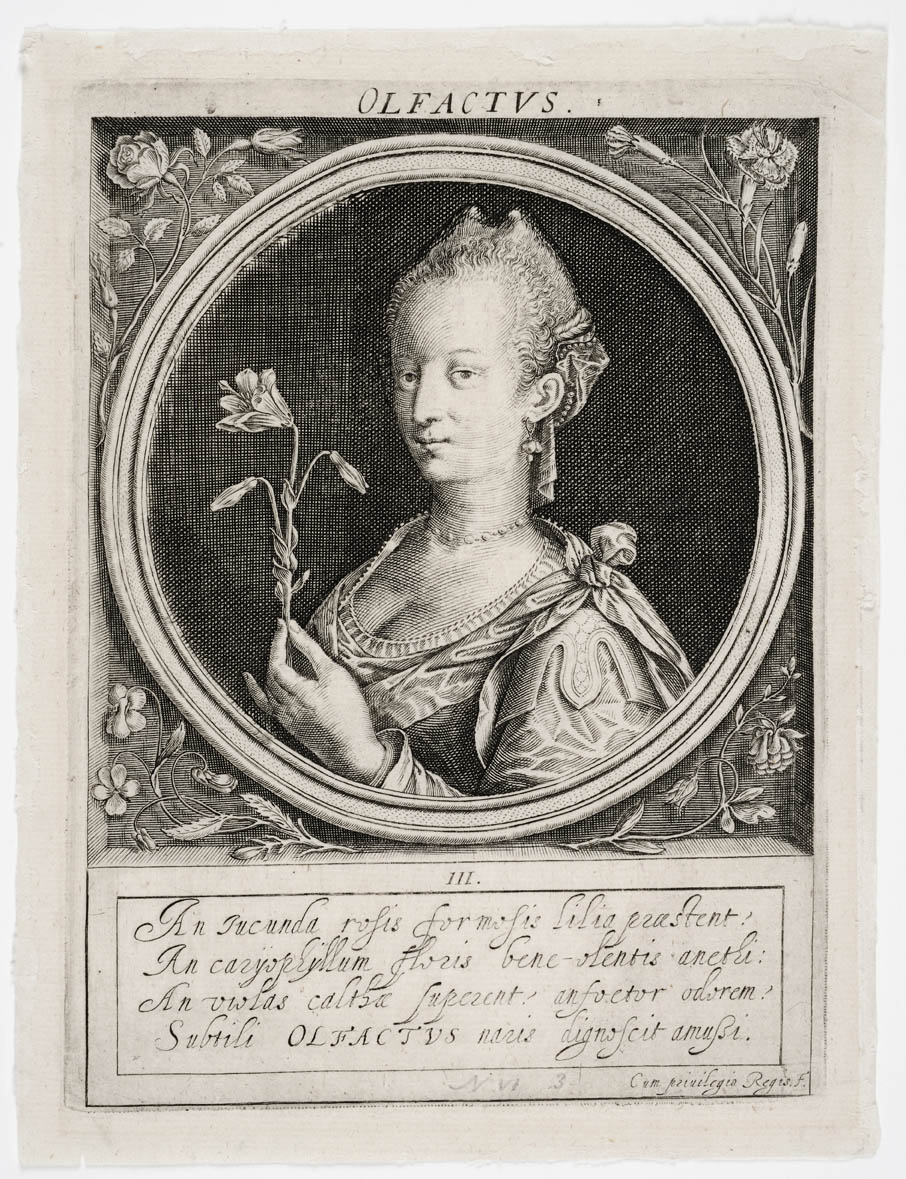
Jacob van der Heyden, Allégorie de l'Odorat.
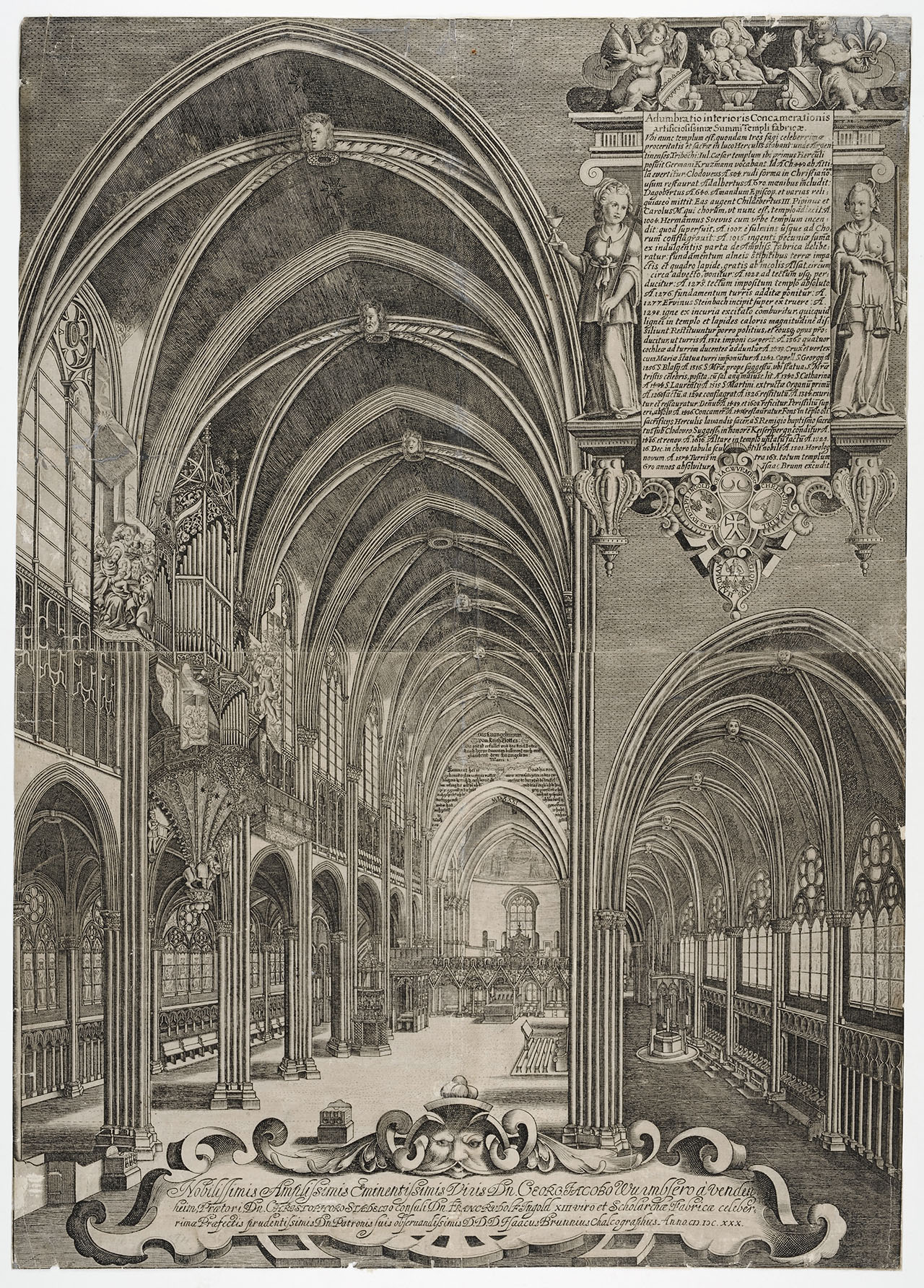
Isaac Brunn, Nef de la cathédrale de Strasbourg en 1630.
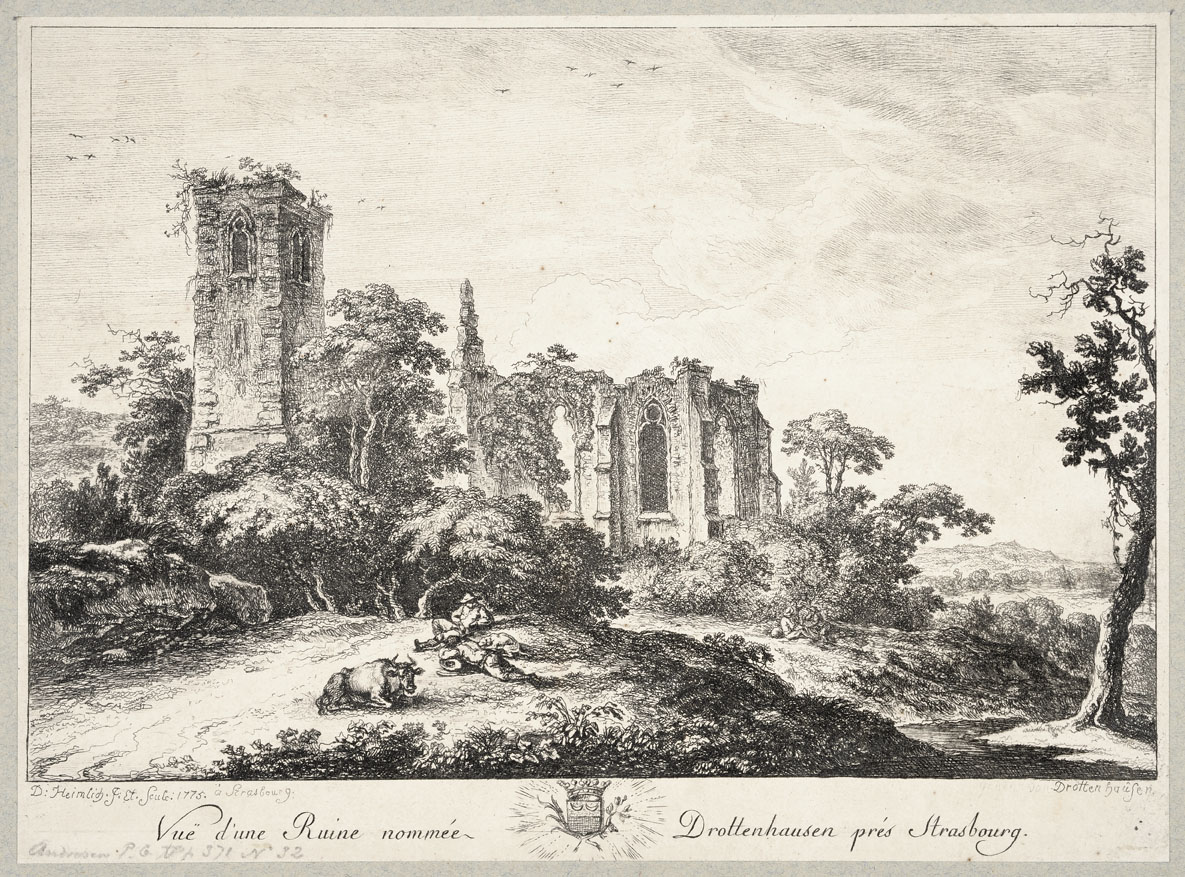
Jean-Daniel Heimlich, Vue de l'abbaye en ruine de Truttenhausen (1775).
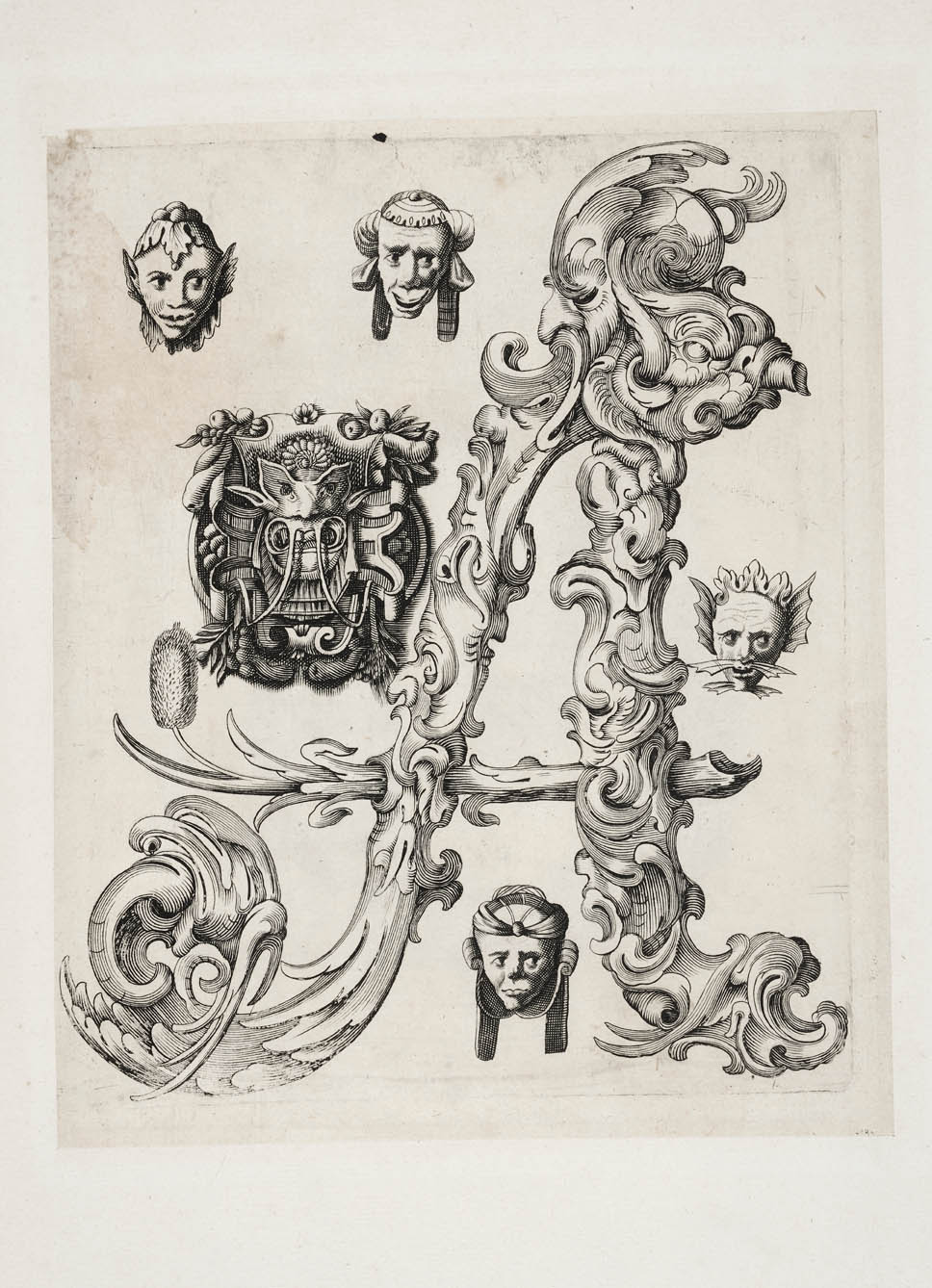
Peter Aubry II, d'après Johann Christian Bierpfaf, Alphabet baroque, lettre A, eau-forte, édité à Strasbourg en 1640.
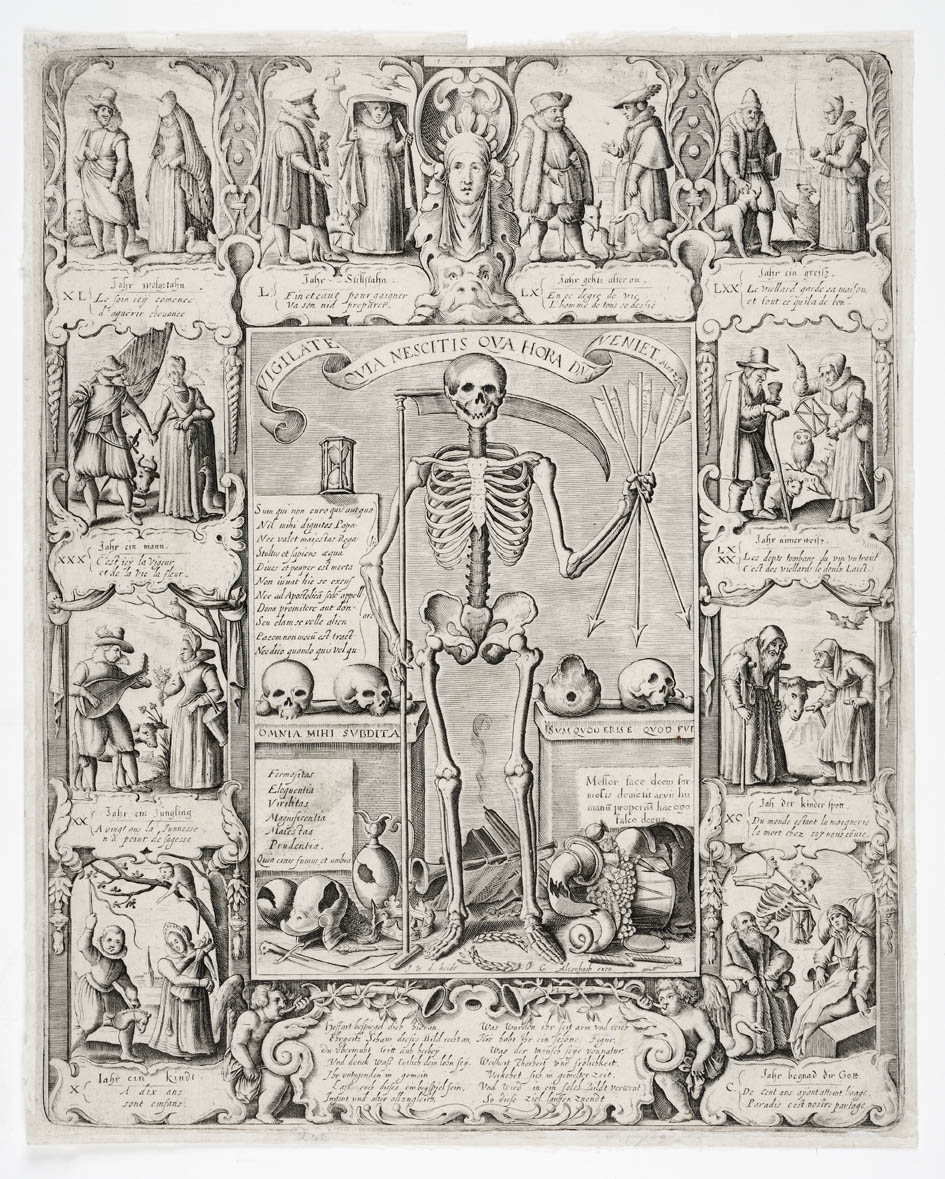
Jacob van der Heyden, Les dix âges de la Vie (1616), eau-forte.
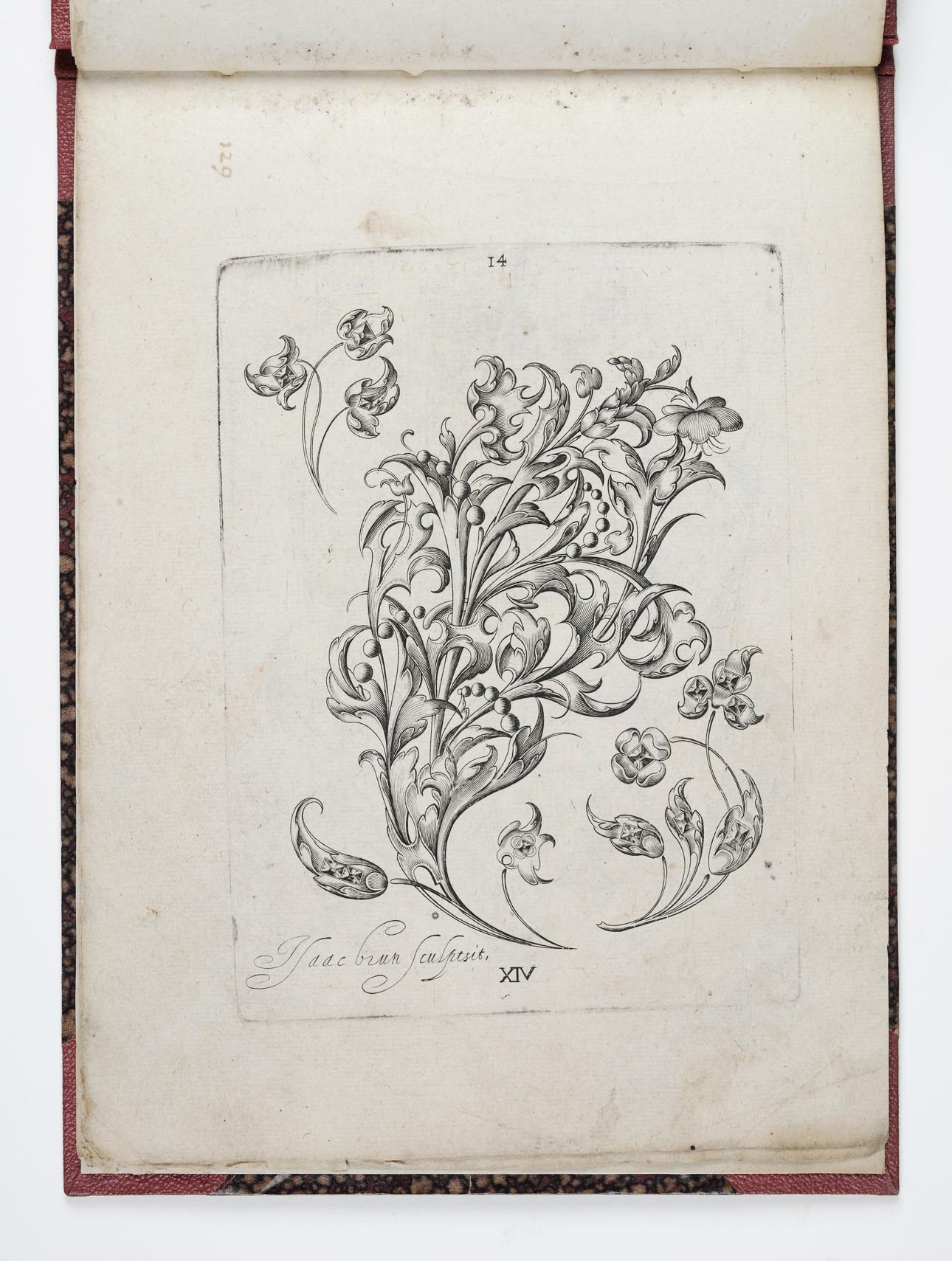
Isaac Brunn, d'après Peter Symony, Tabula Gemmifera, eau-forte, édité à Strasbourg 1621.

#### Dessin
Dans les fonds de dessins, on y trouve des réalisations d'artistes comme Benjamin Zix, Théophile Schuler ou Gustave Brion.

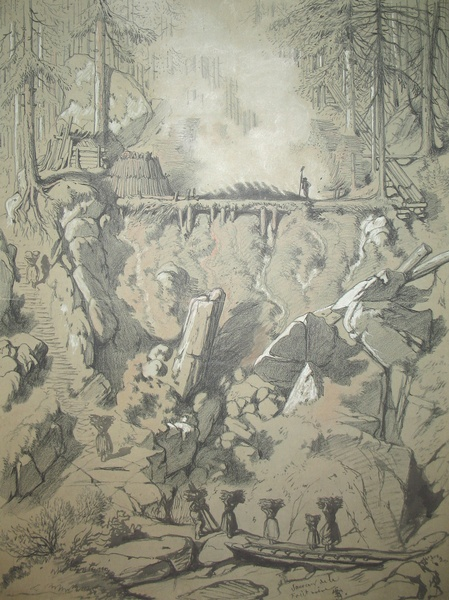
Théophile Schuler, Bûcherons travaillant dans la Forêt-Noire.
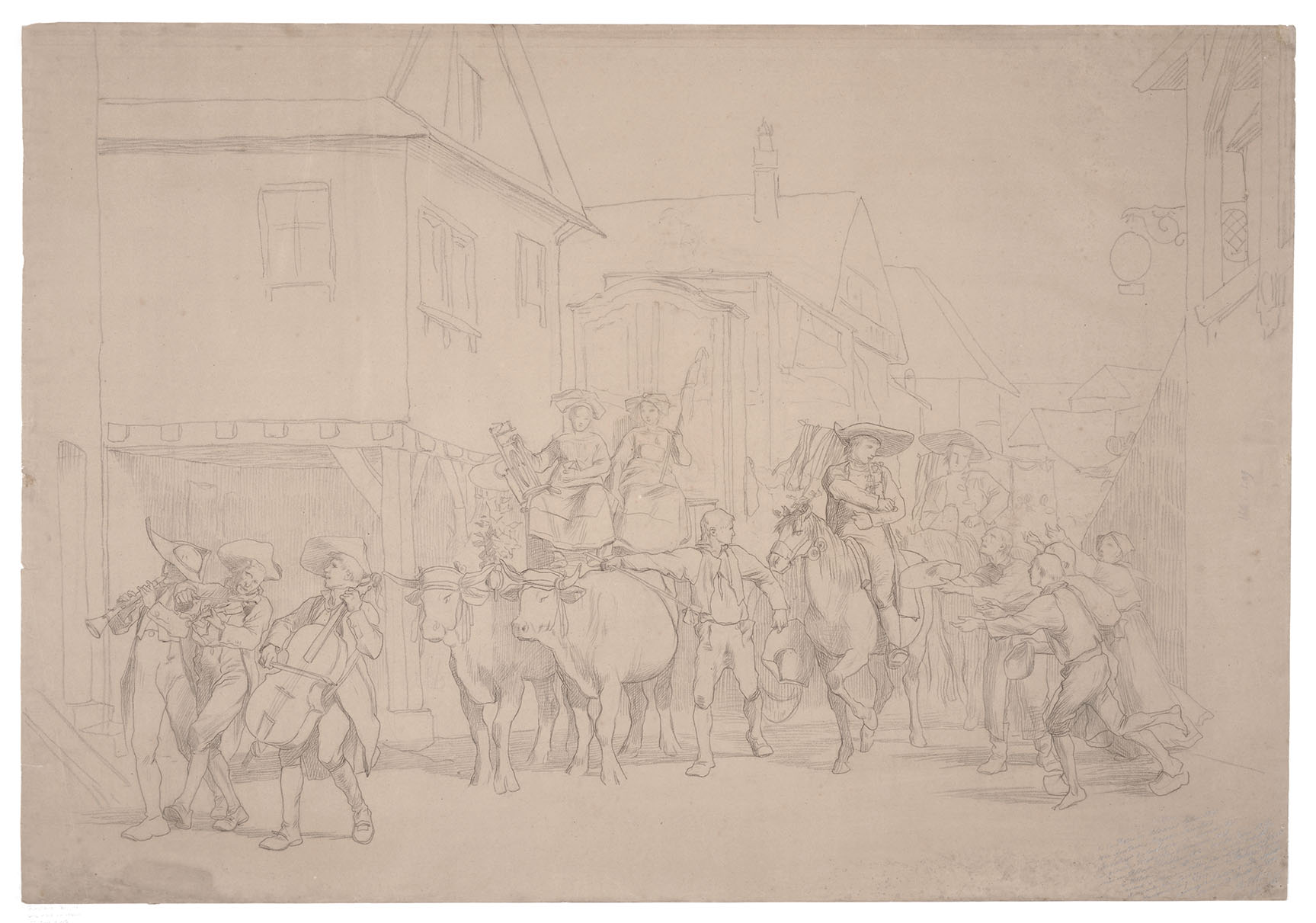
Gustave Brion, Une noce en Alsace' (1860).
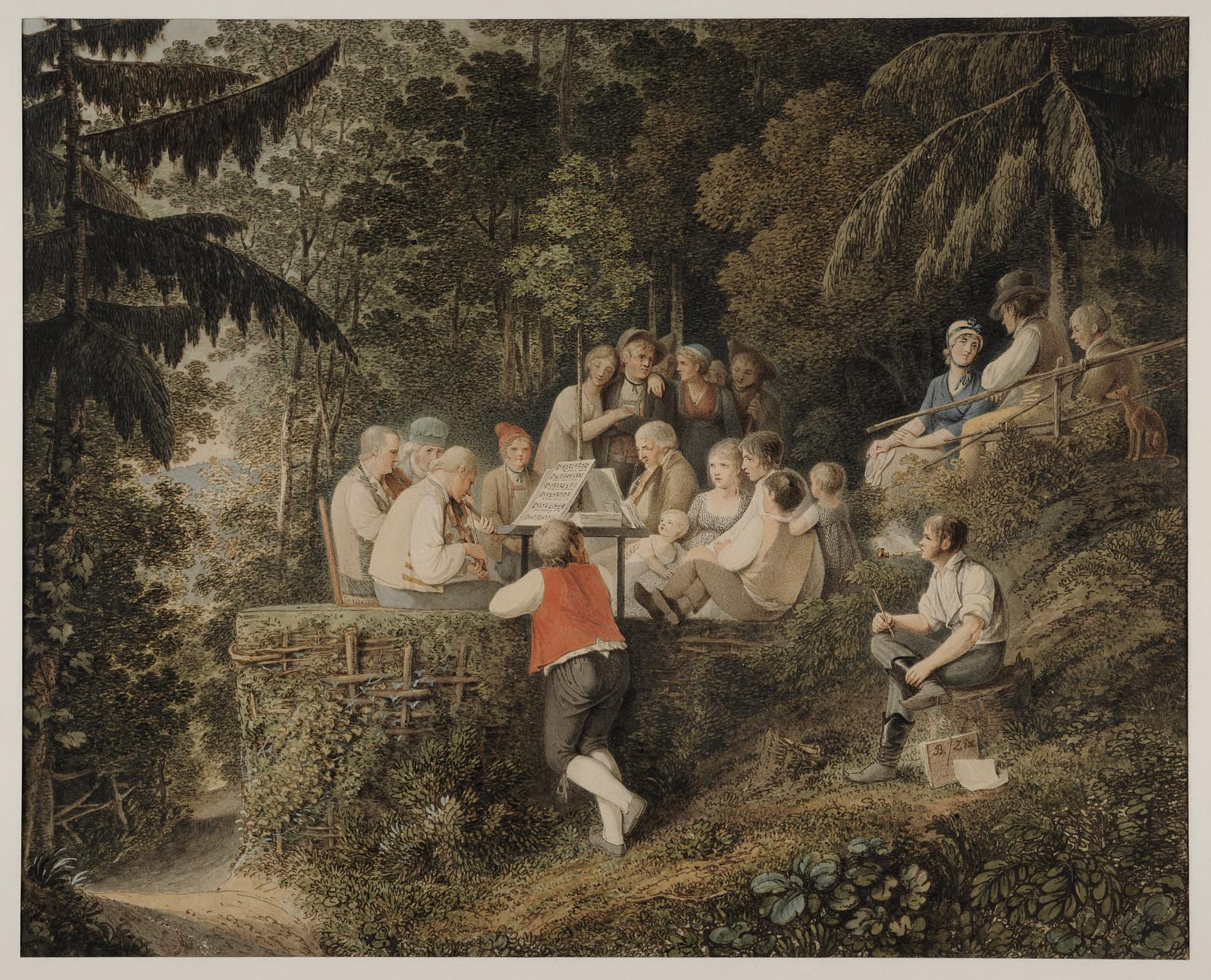
Benjamin Zix, Concert champêtre au Baechelhof.

Certains artistes de passage ont également représenté l'Alsace et ses paysages. C'est le cas notamment du paysagiste Georg Osterwald.

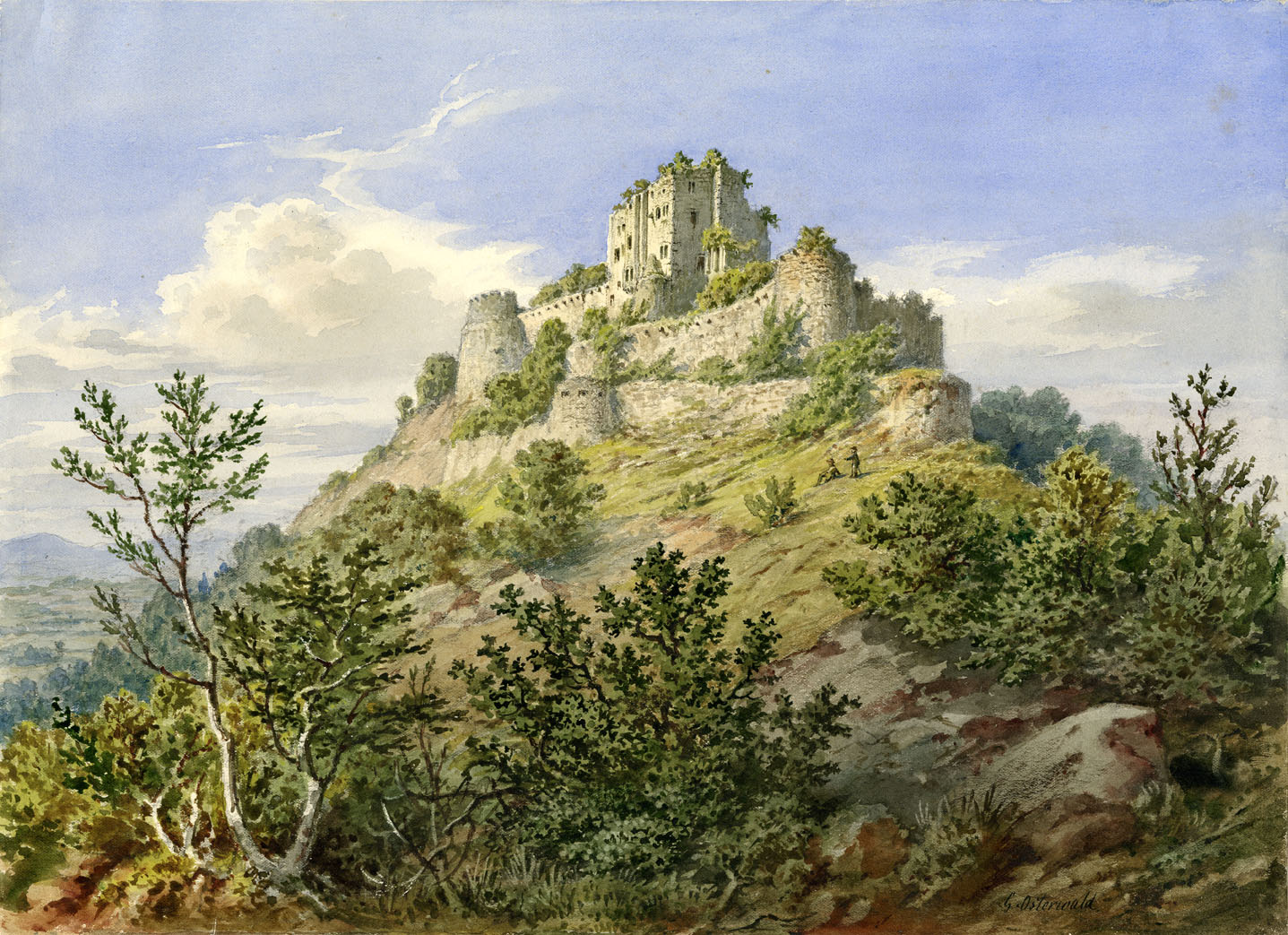
Georg Osterwald, Vue du Haut-Koenigsbourg en 1873 avant sa restauration.
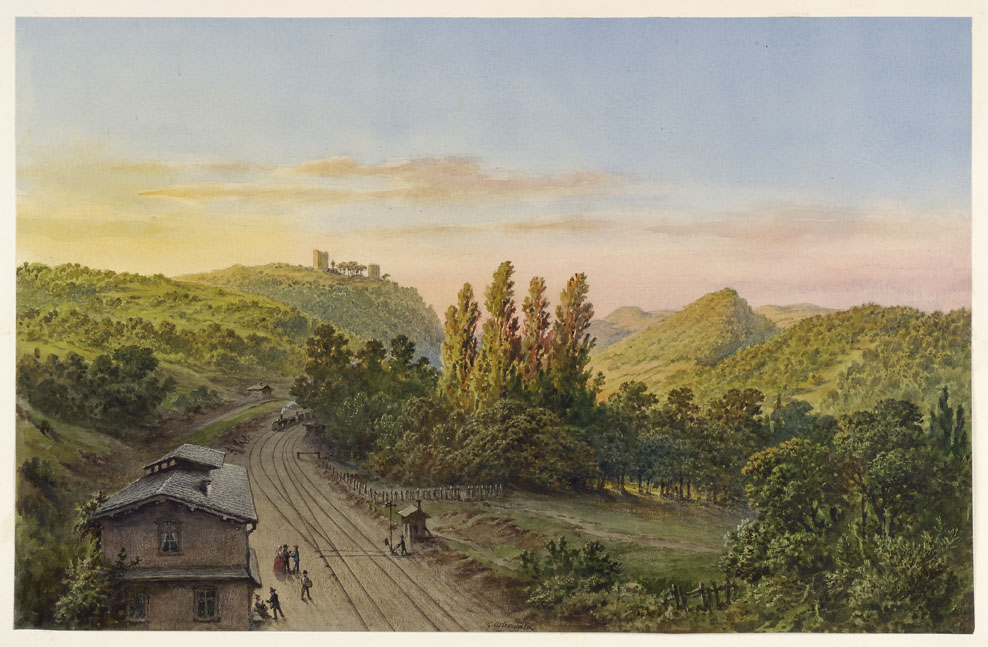
Georg Osterwald, Vue de la gare de Niederbronn et des environs.

#### Lithographie alsatique et imagerie populaire
En raison de la présence d'artistes sensibilisés à la lithographie très tôt, l'Alsace connaît de nombreux et productifs ateliers dès le début du XIXe siècle. L'institution conserve un fonds représentatif des différents foyers ayant produit des lithographies, de même que de l'imagerie populaire du XIXe siècle provenant majoritairement du centre imagier de Wissembourg.

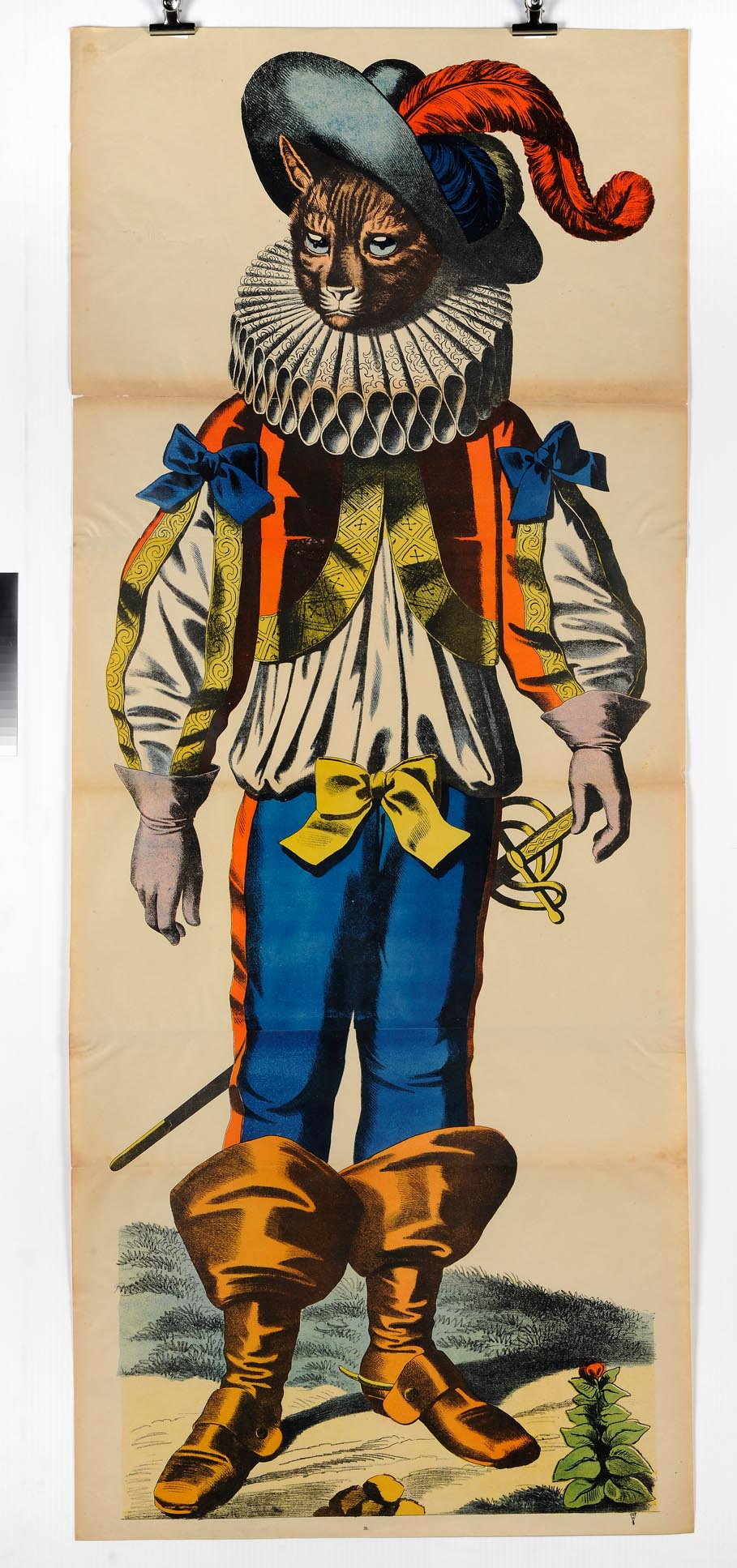
Le chat botté, Imagerie populaire de Wissembourg.
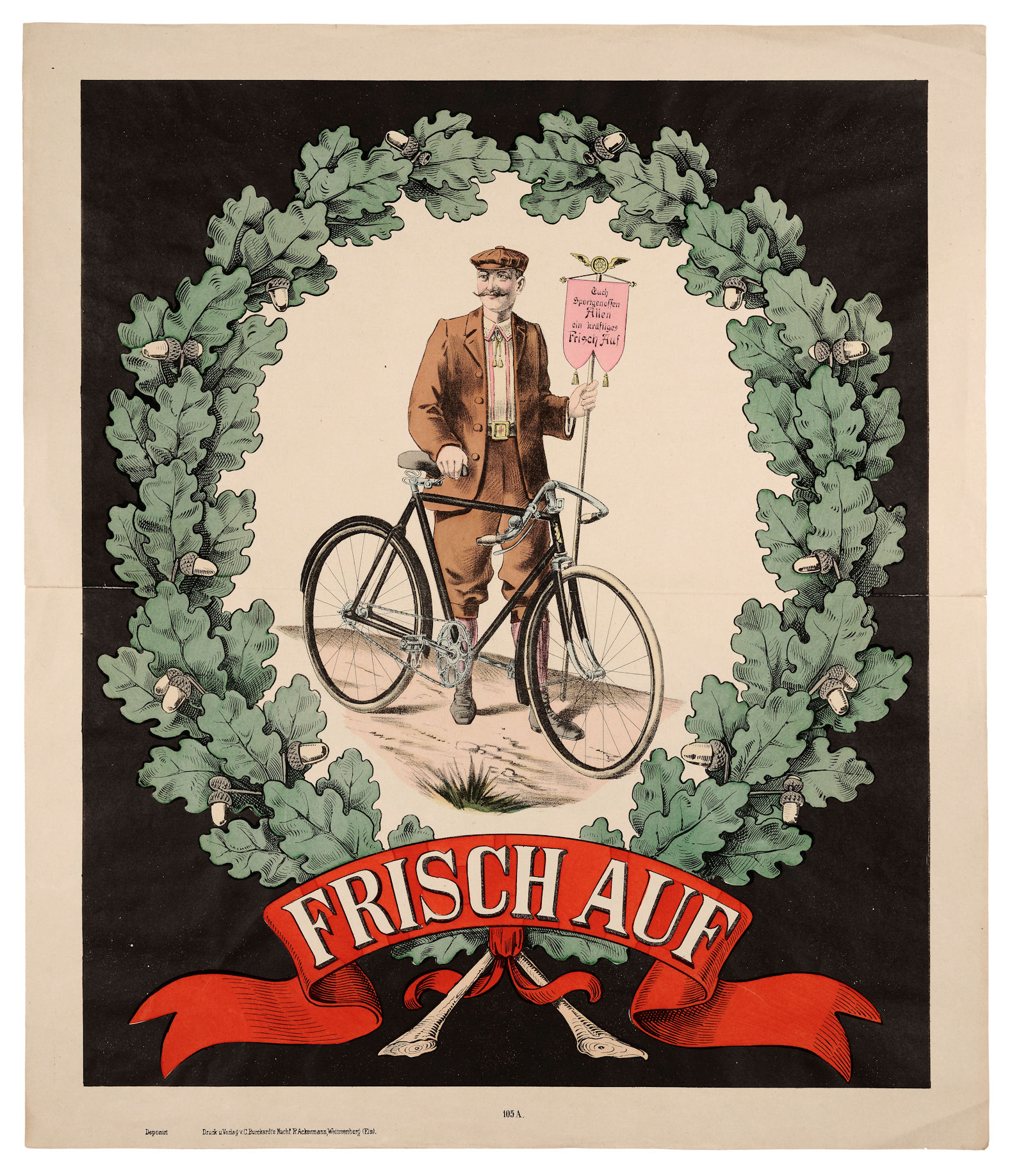
Succession Burckardt, Frisch auf (entre 1889 et 1906)
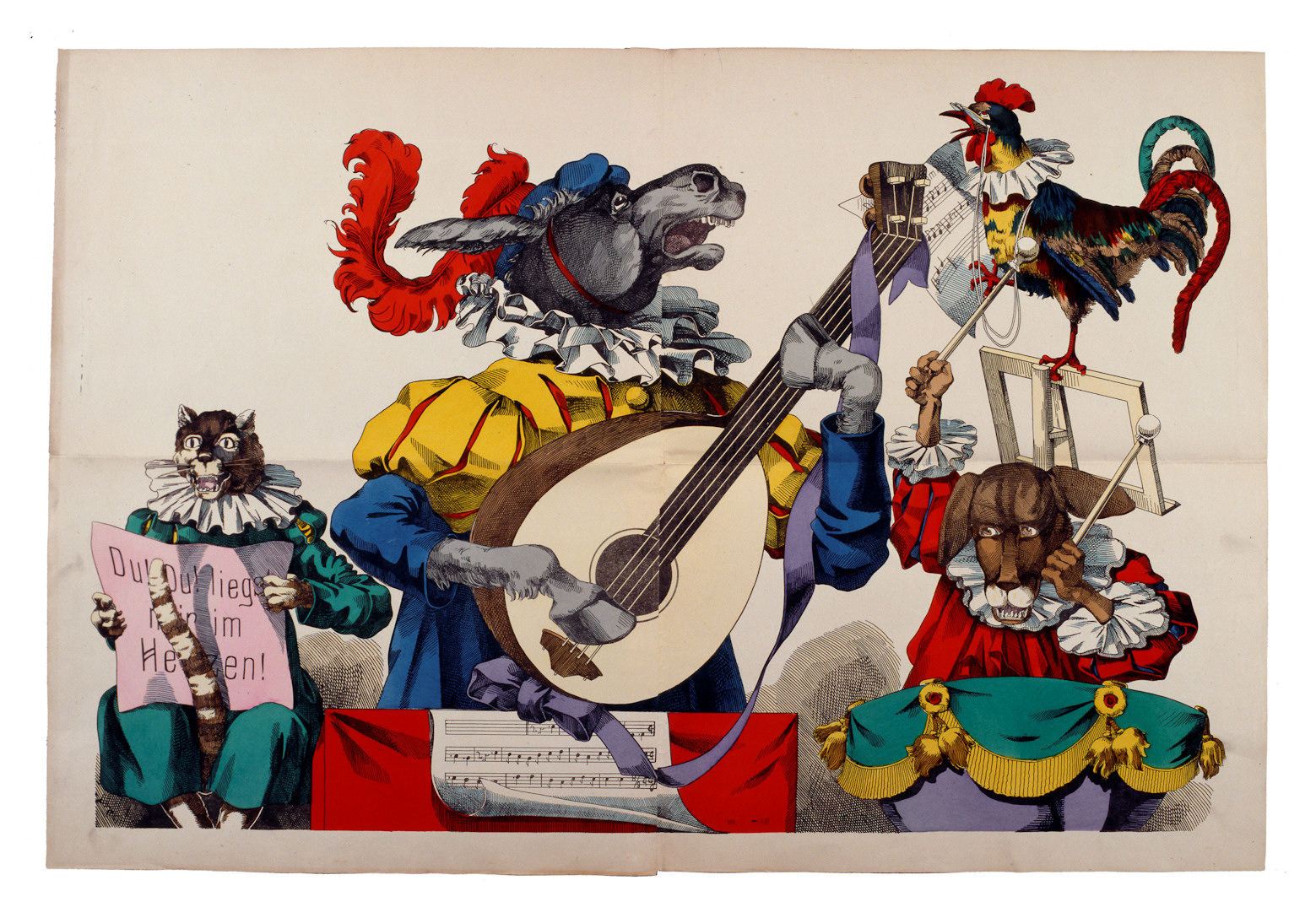
Frédéric Charles Wentzel, Les Musiciens de Brêmes (entre 1869 et 1880), chromolithographie.

#### Portrait alsatique
Afin de documenter les personnalités alsaciennes, ou y ayant séjourné, le cabinet des estampes et des dessins conserve un fonds de près de 4 000 portraits alsatiques, entre le début du XVIe et le début du XXe siècle. Cet ensemble regroupe des portraits dessinés ou gravés, ainsi que quelques photographies.

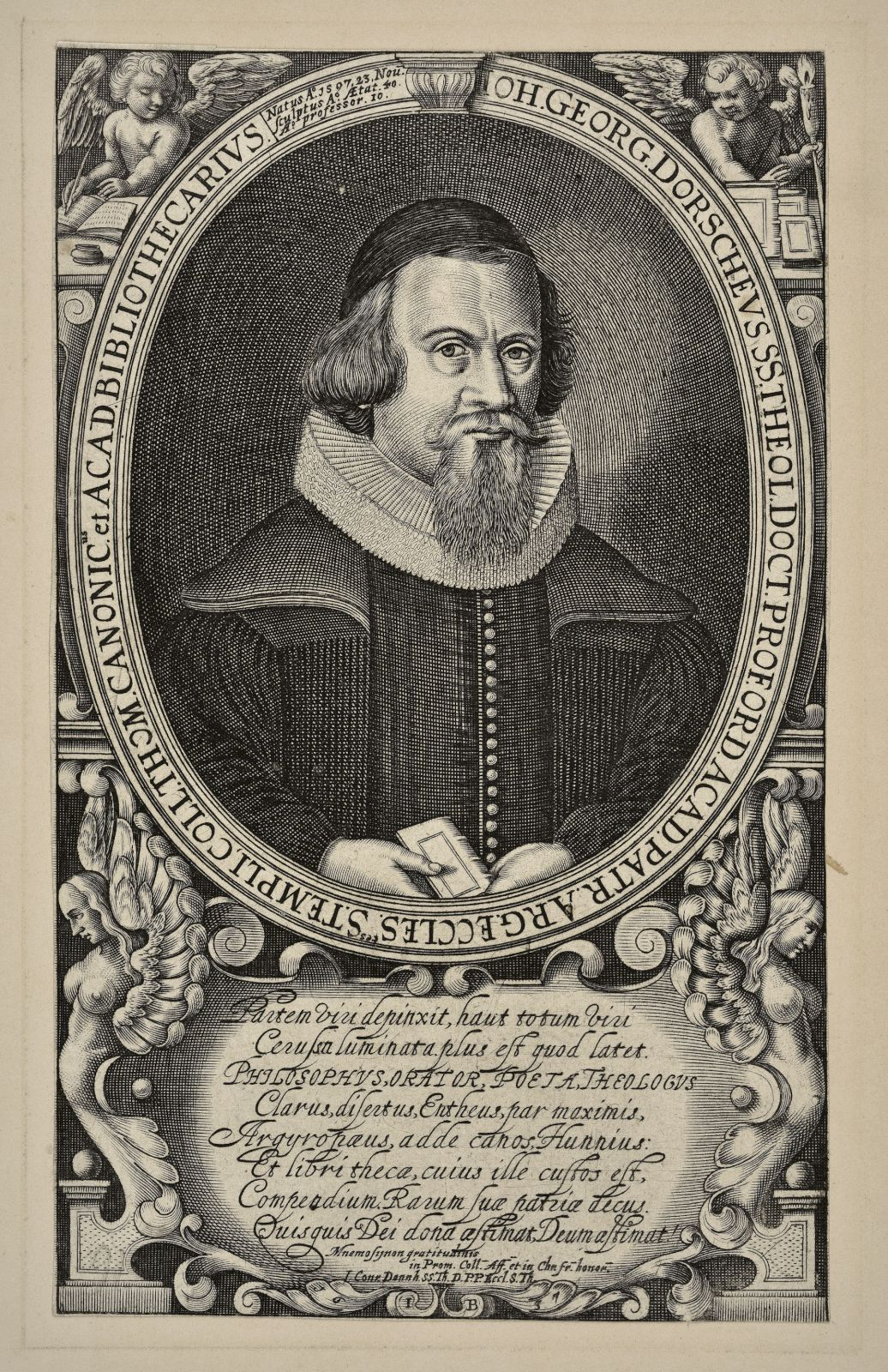
Isaac Brunn, Portrait de Johann Georg Dorsch, eau-forte
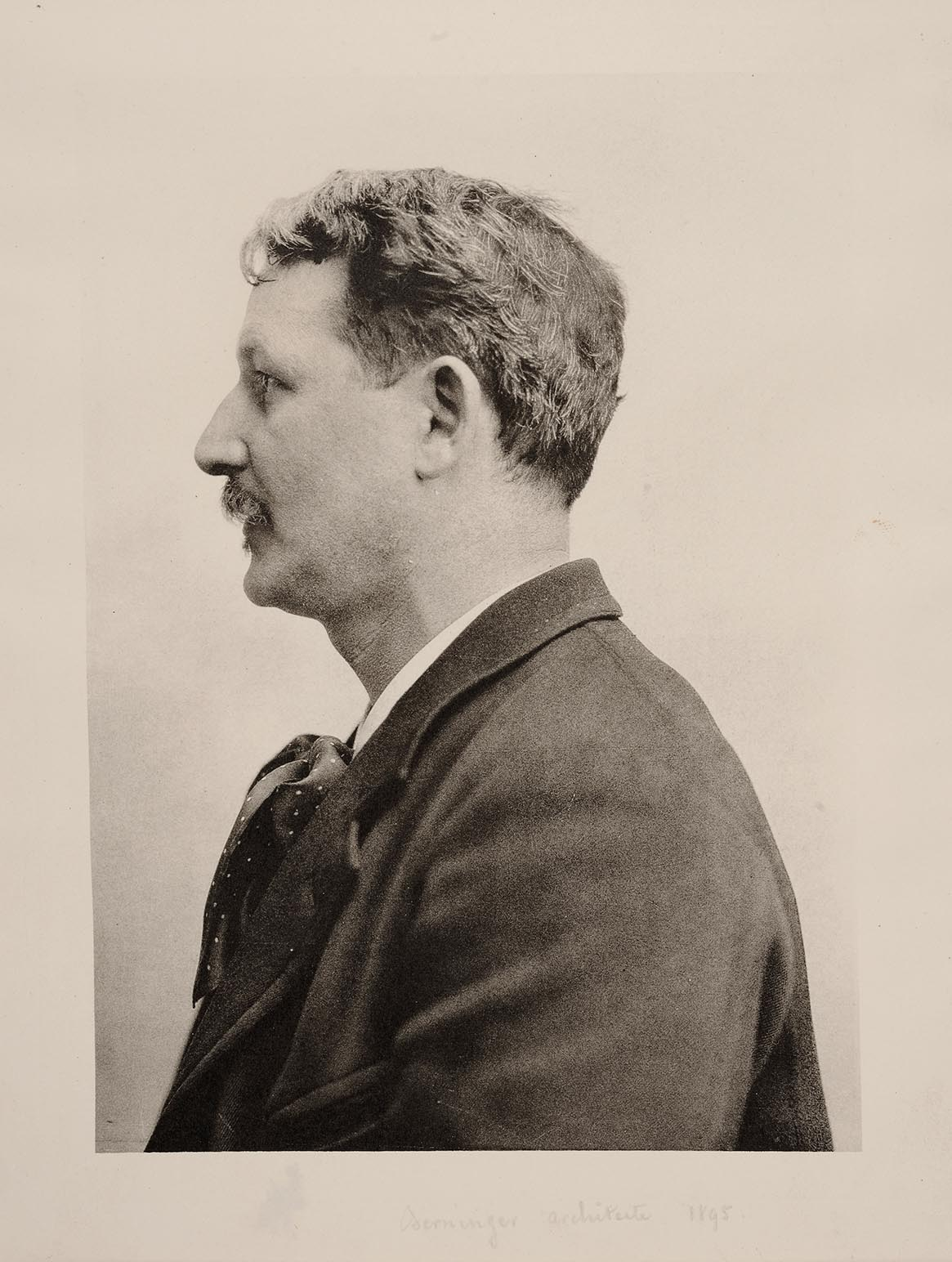
Photographe anonyme, Portrait de Julius Berninger.

### Miniatures
La miniature strasbourgeoise du début du XVIIe siècle constitue un des points forts de la collection de dessins, autour des productions de Friedrich Brentel et ses élèves Johann Wilhelm Baur ou Johann Walter.

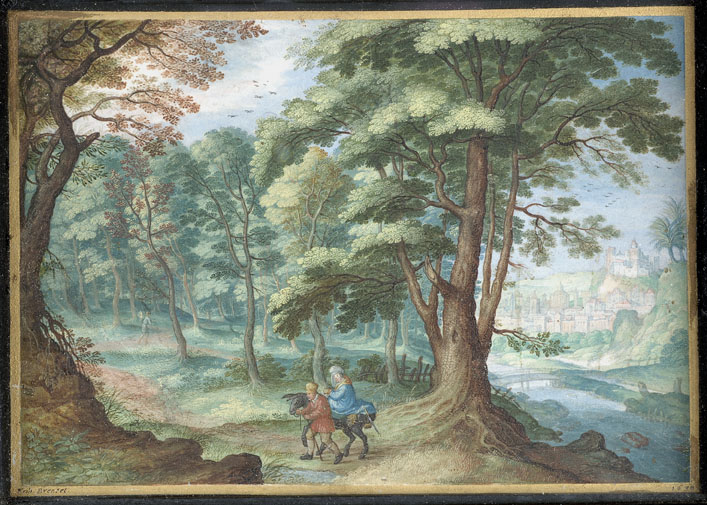
Friedrich Brentel, Paysage avec la Fuite en Égypte (1638), gouache sur vélin.
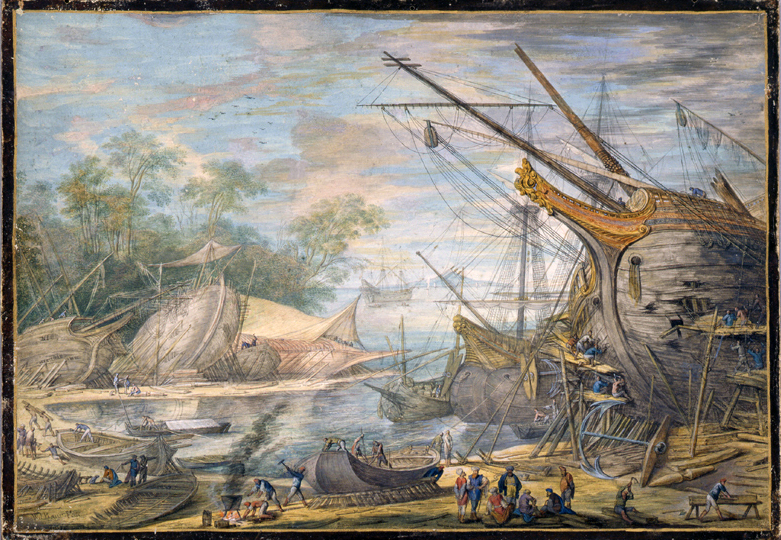
Johann Wilhelm Baur, Le Chantier naval (vers 1635), gouache sur vélin.
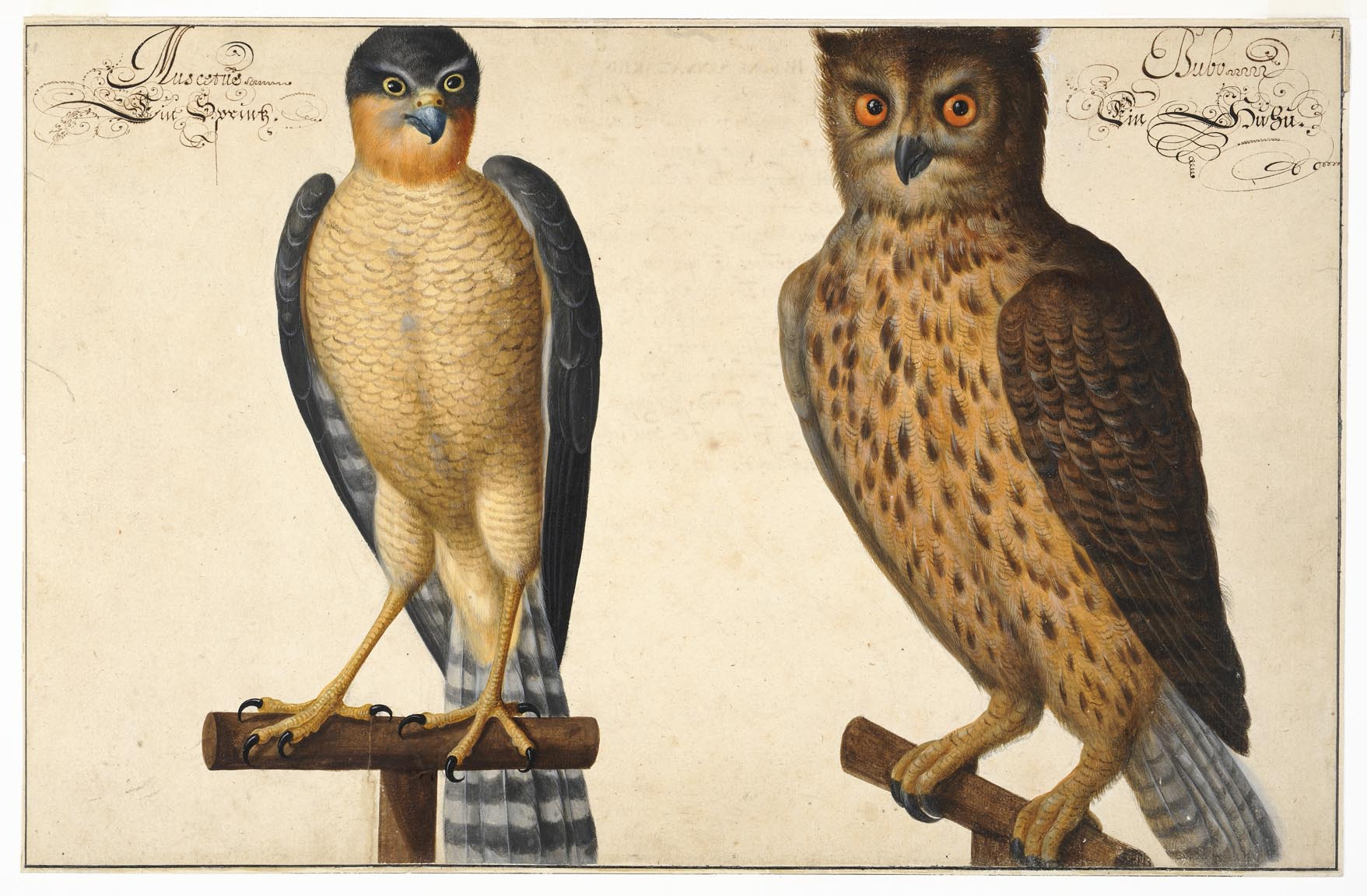
Johann Walter, Hibou et crécelle (milieu du XVIIe siècle), aquarelle et gouache sur papier.
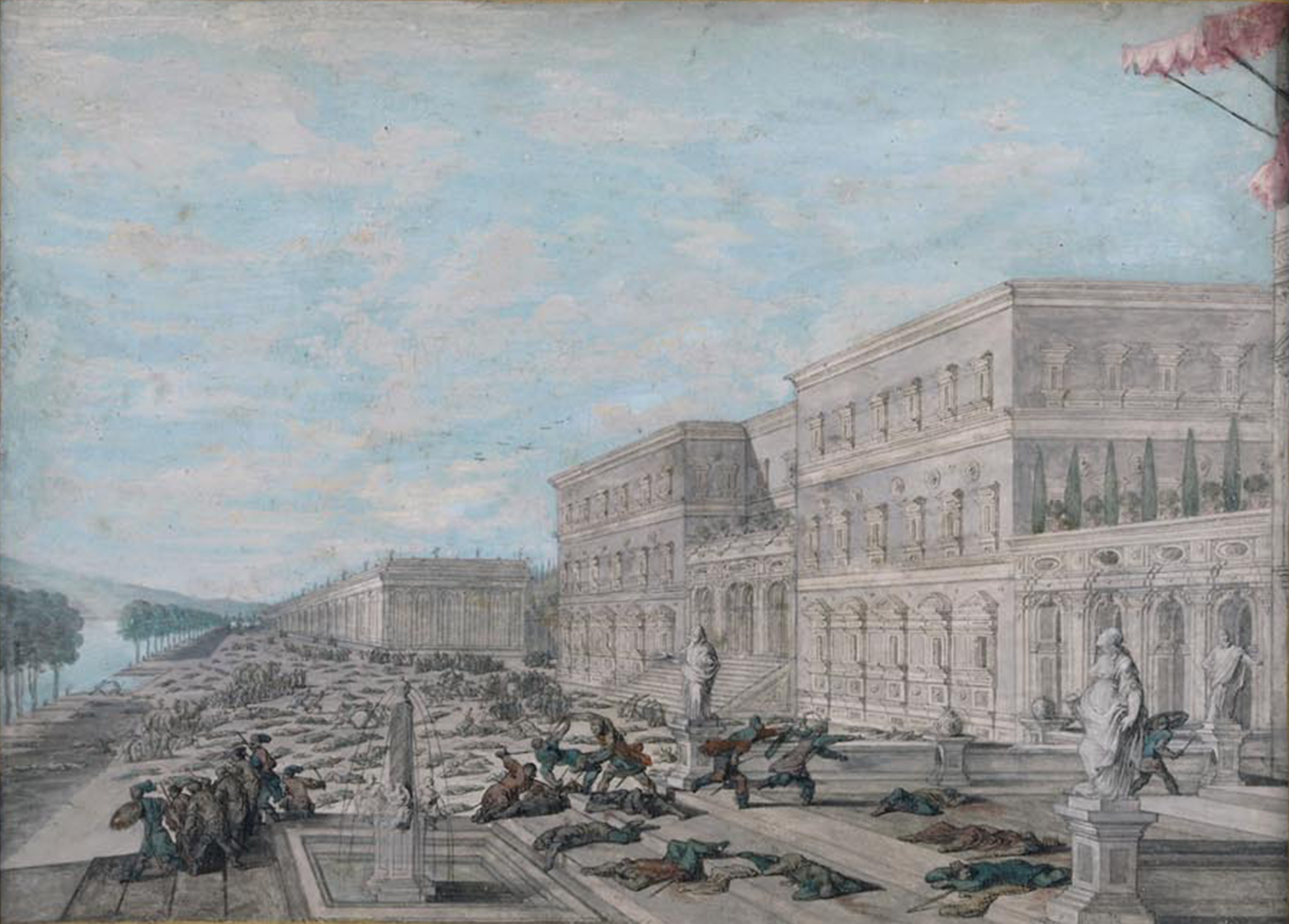
Johann Wilhelm Baur, Victoire sur les Madianites (vers 1634), gouache sur vélin.
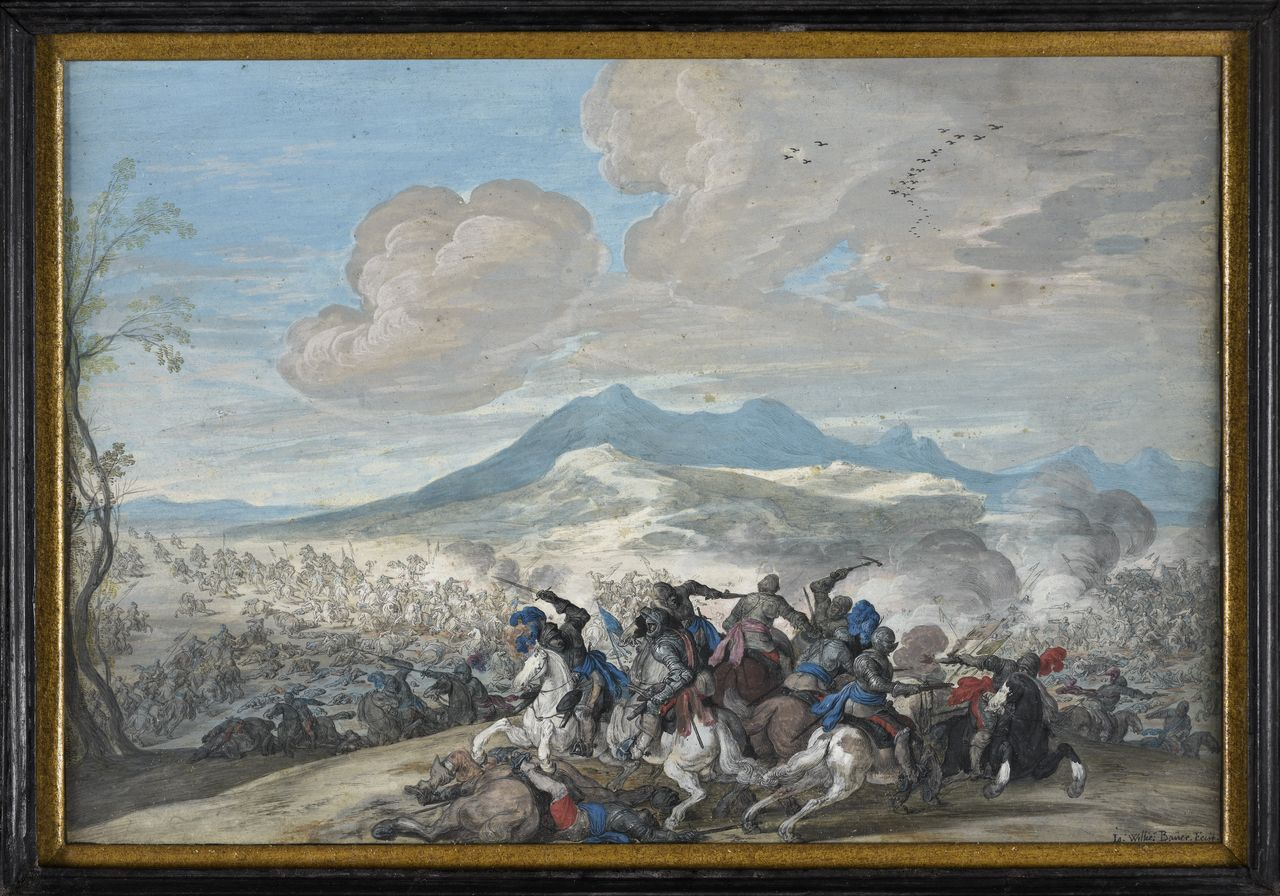
Johann Wilhelm Baur, Scène de bataille (1637), miniature sur vélin.

Le cabinet des estampes et des dessins conserve aussi des portraits miniatures, dont les productions subtiles de Jean-Urbain Guérin et son frère Christophe Guérin ou de leurs contemporains Jean-Jacques Karpff et Georges Antoine Keman.

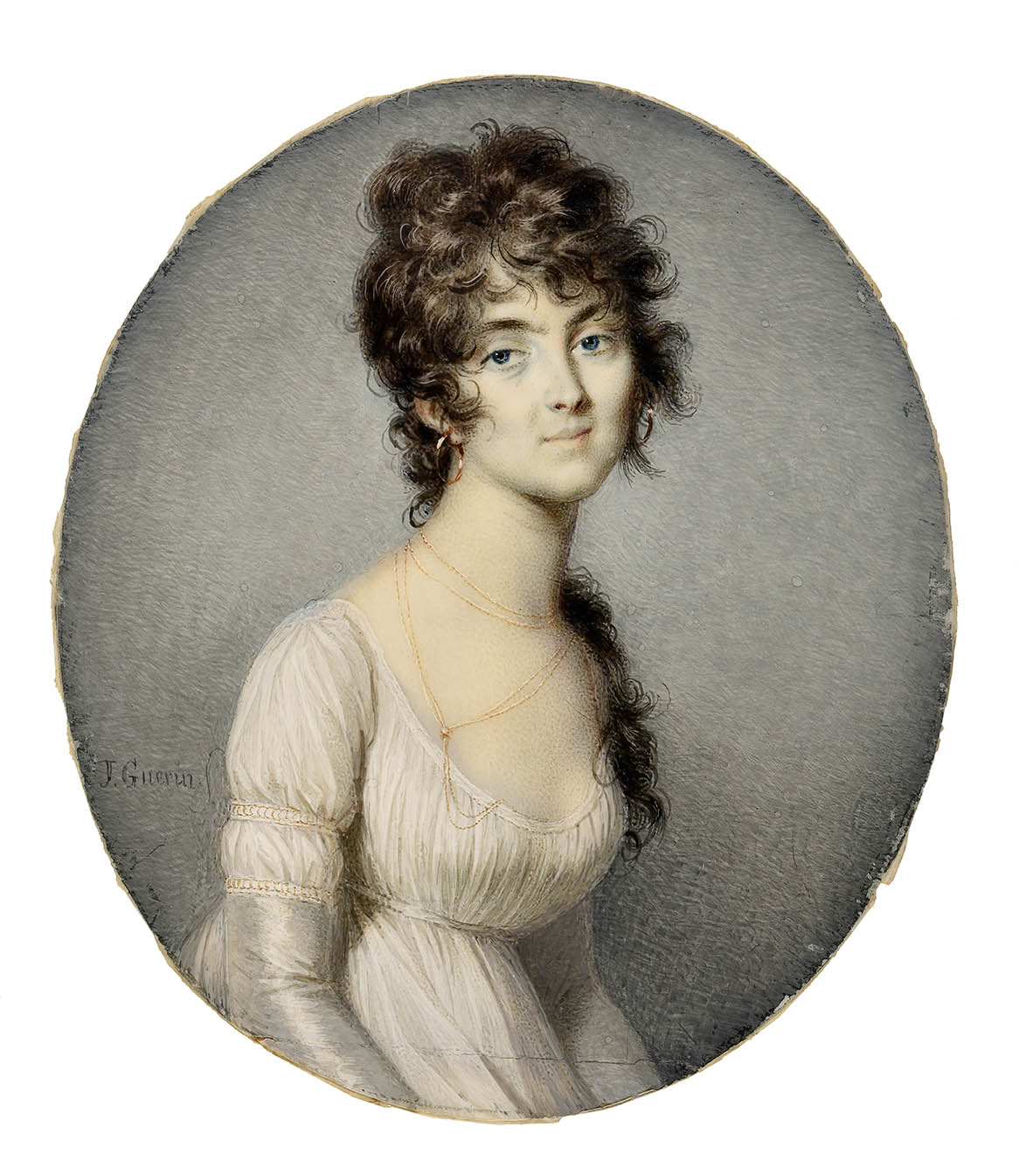
Jean-Urbain Guérin, Portrait de Jeanne Fanny Noisette (vers 1800), miniature sur ivoire.
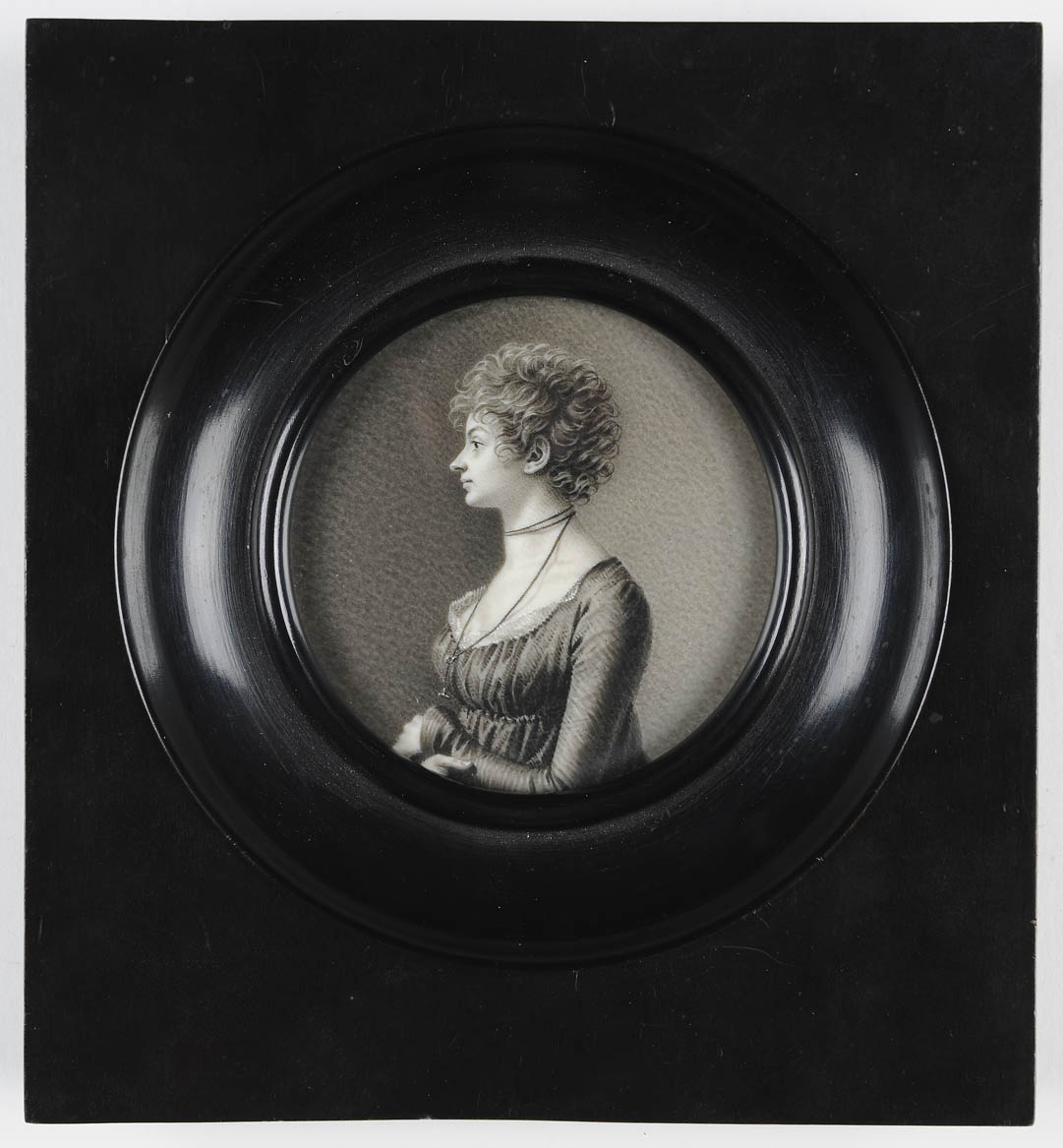
Jean-Jacques Karpff, Portrait de femme (vers 1800), miniature sur ivoire.
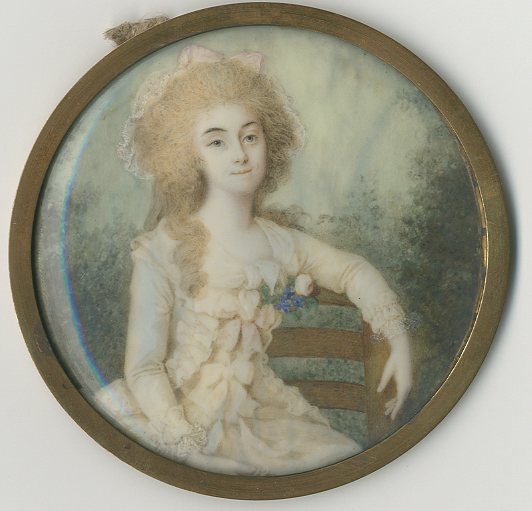
Antoine Vestier, Portrait de jeune femme, miniature sur ivoire.
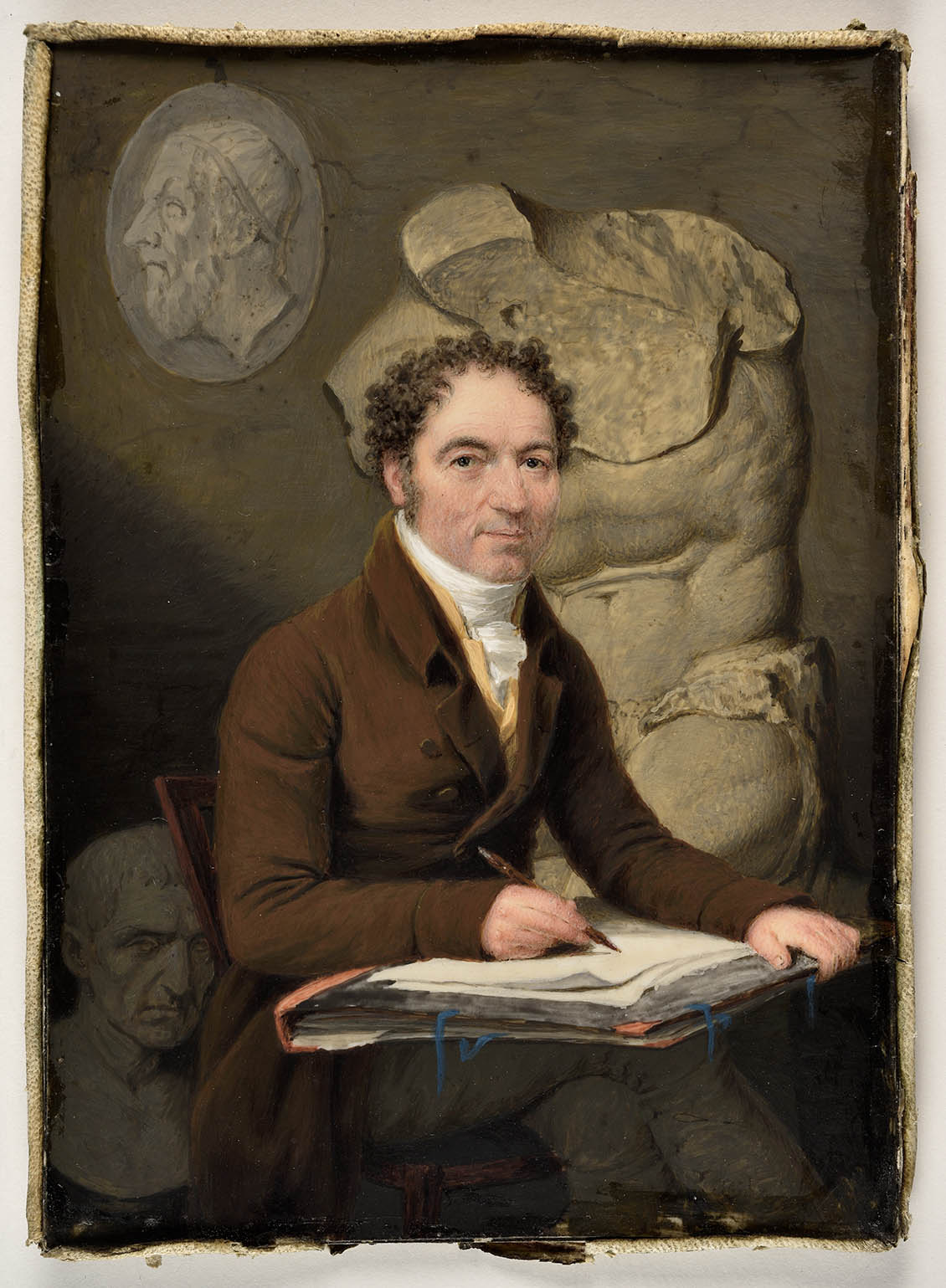
Georges Antoine Keman, Autoportrait (vers 1810), miniature sur ivoire.
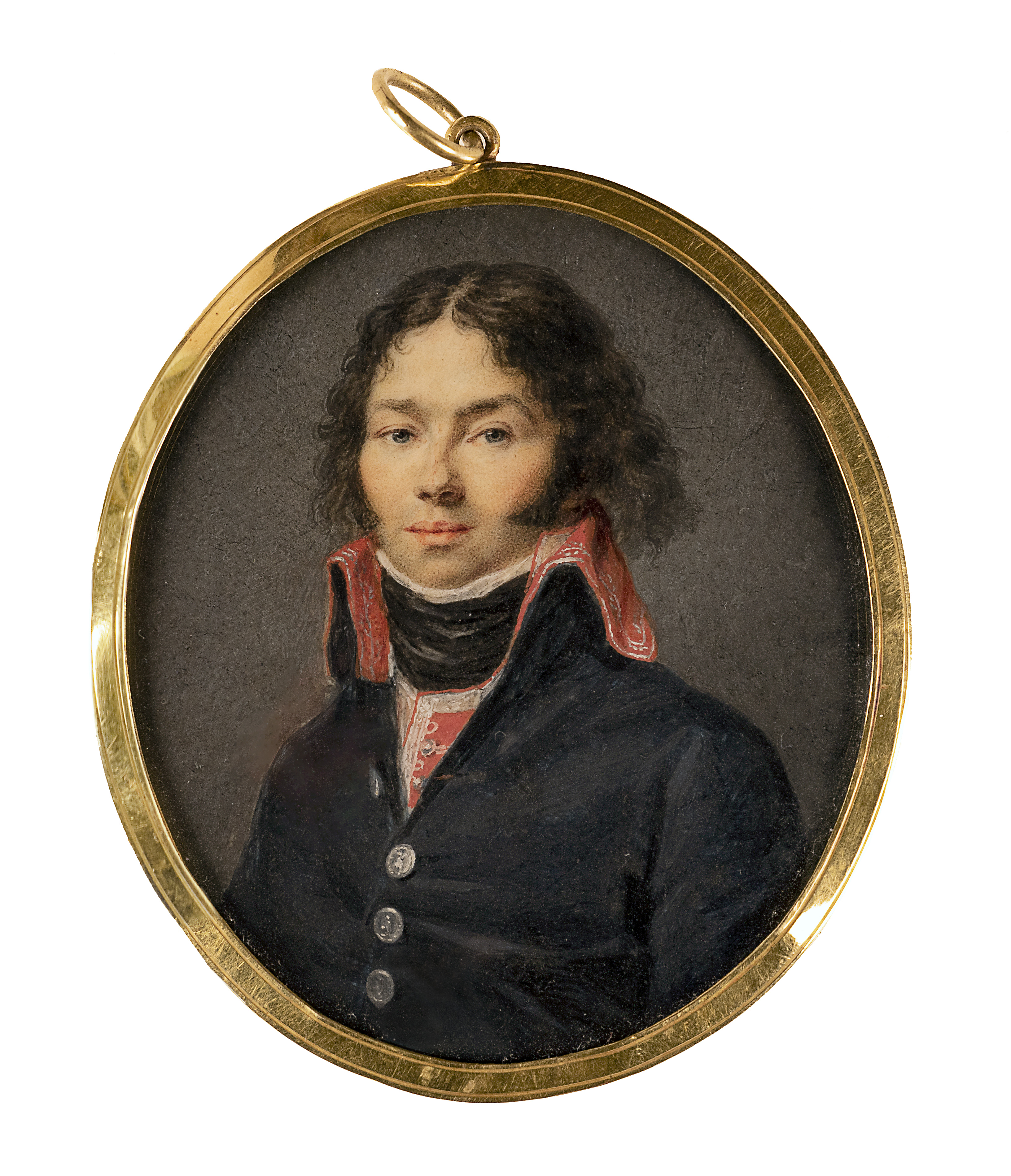
Christophe Guérin,Portrait d'homme, miniature sur ivoire, 1796

### Albums
Le cabinet des estampes et des dessins conserve par ailleurs un fonds d'albums précieux, où l'on peut notamment admirer l'album Architectura von Festungen, réalisé en 1583 par Daniel Specklin, architecte de la Ville de Strasbourg.

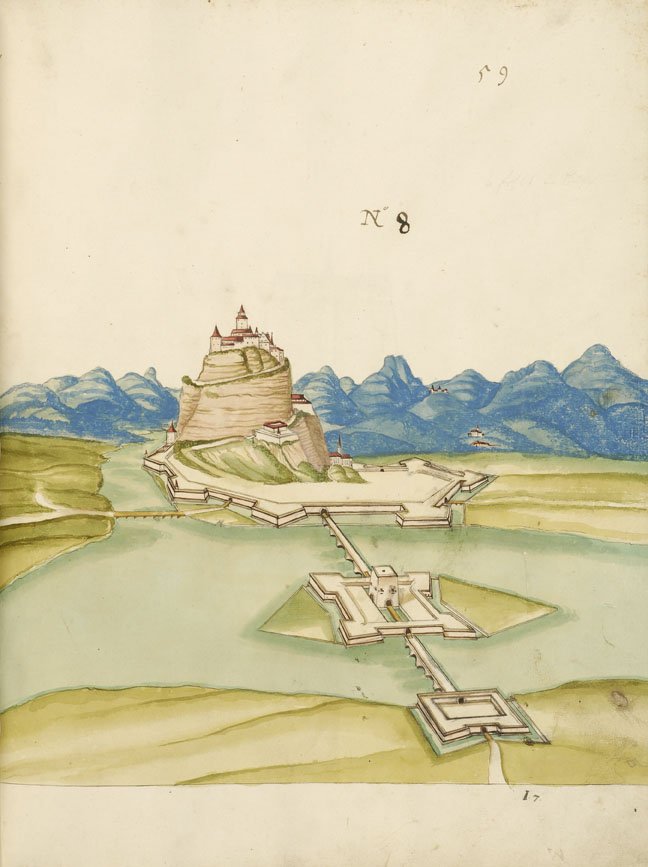
Daniel Specklin, Architectura von Festungen (1583), p. 59, plume, encre, aquarelle.
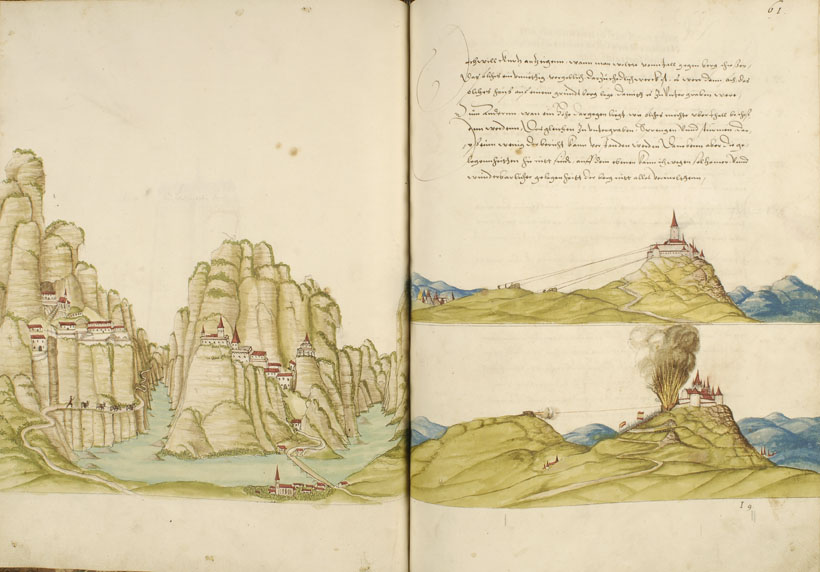
Daniel Specklin, Architectura von Festungen (1583), p. 61, plume, encre, aquarelle.
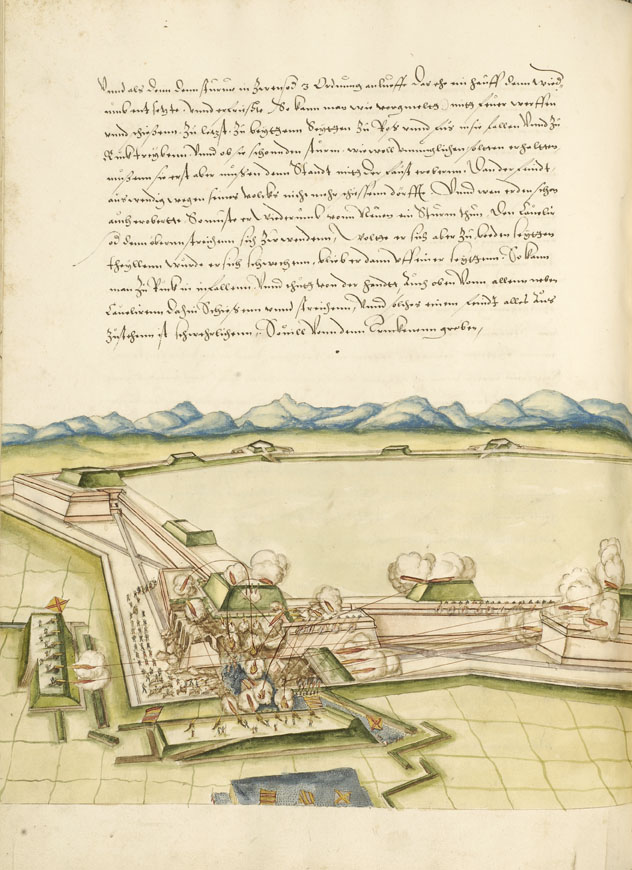
Daniel Specklin, Architectura von Festungen (1583), p. 72, plume, encre, aquarelle.

On y trouve également quinze carnets de dessins de Jean Nicolas Karth qui a parcouru l'Alsace au milieu du XIXe siècle.

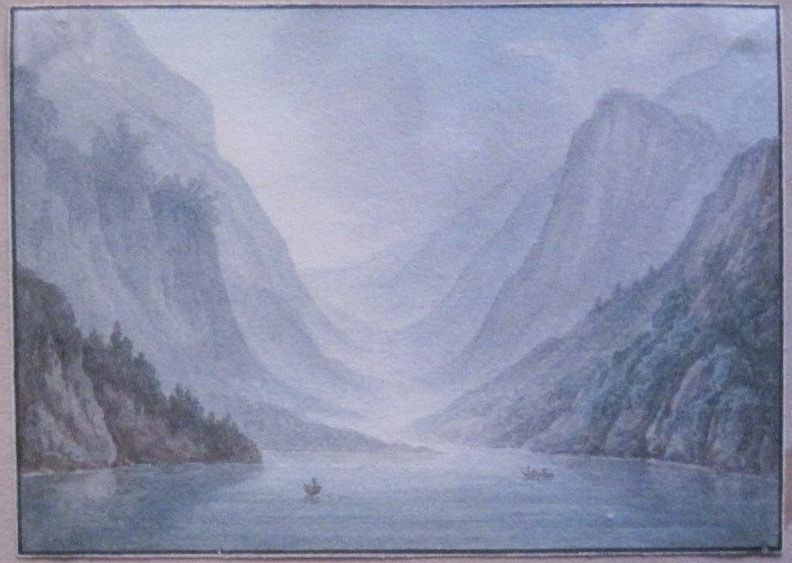
Jean Nicolas Karth, Paysage de montagne.
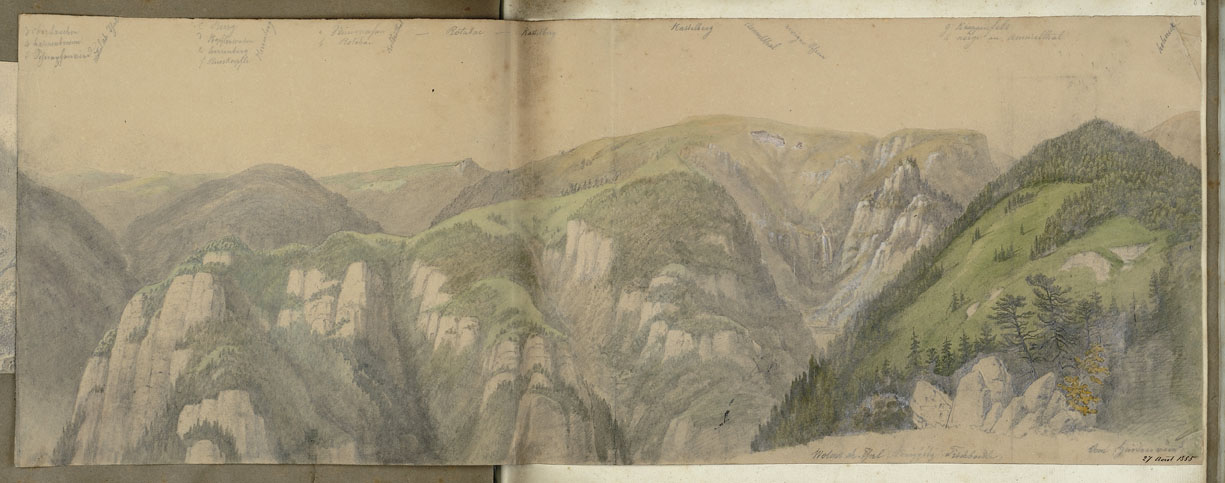
Jean Nicolas Karth, Vue du massif du Kastelberg au milieu du XIXe siècle.

Certains albums de dessins préparatoires à des éditions figurent également dans cet ensemble précieux. Parmi eux, deux albums de Théophile Schuler ou un projet d'édition des Métamorphoses d'Ovide par Benjamin Zix.

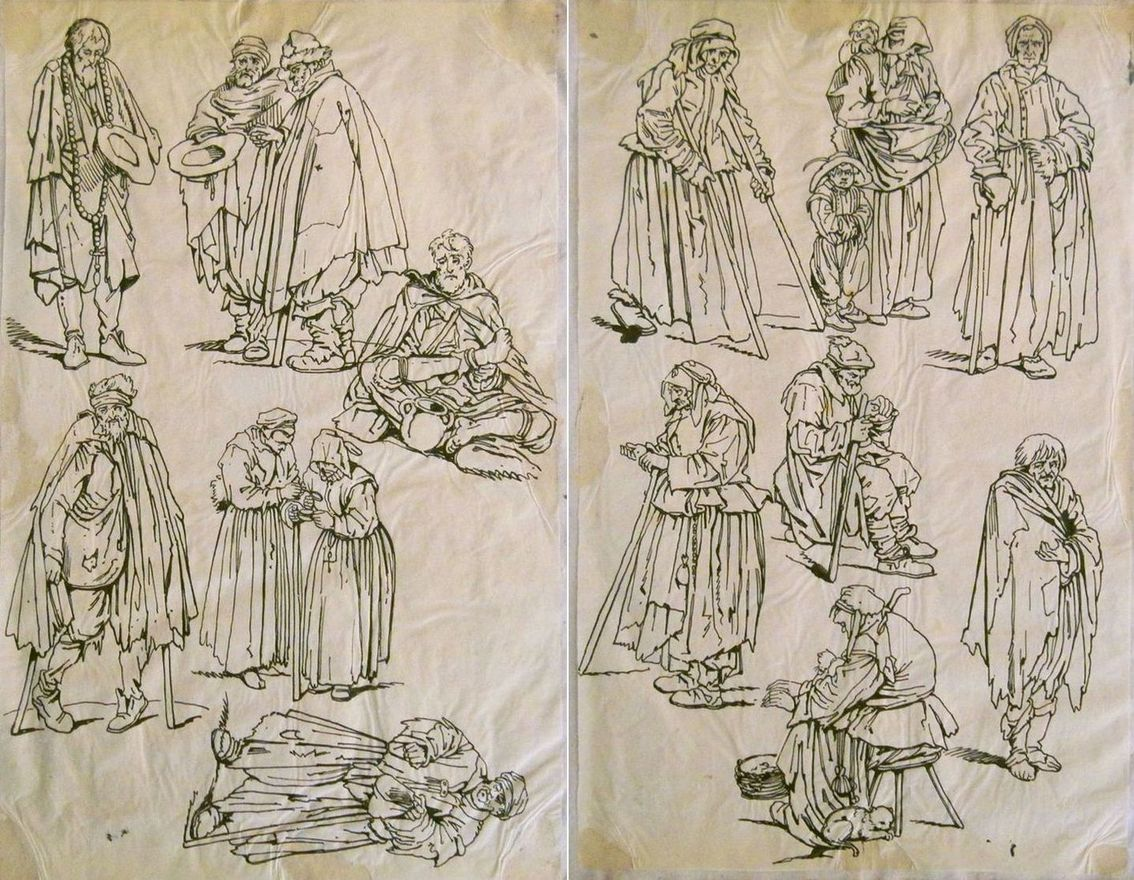
Théophile Schuler, relevés sur calque d'après Les Gueux de Jacques Callot (vers 1849).
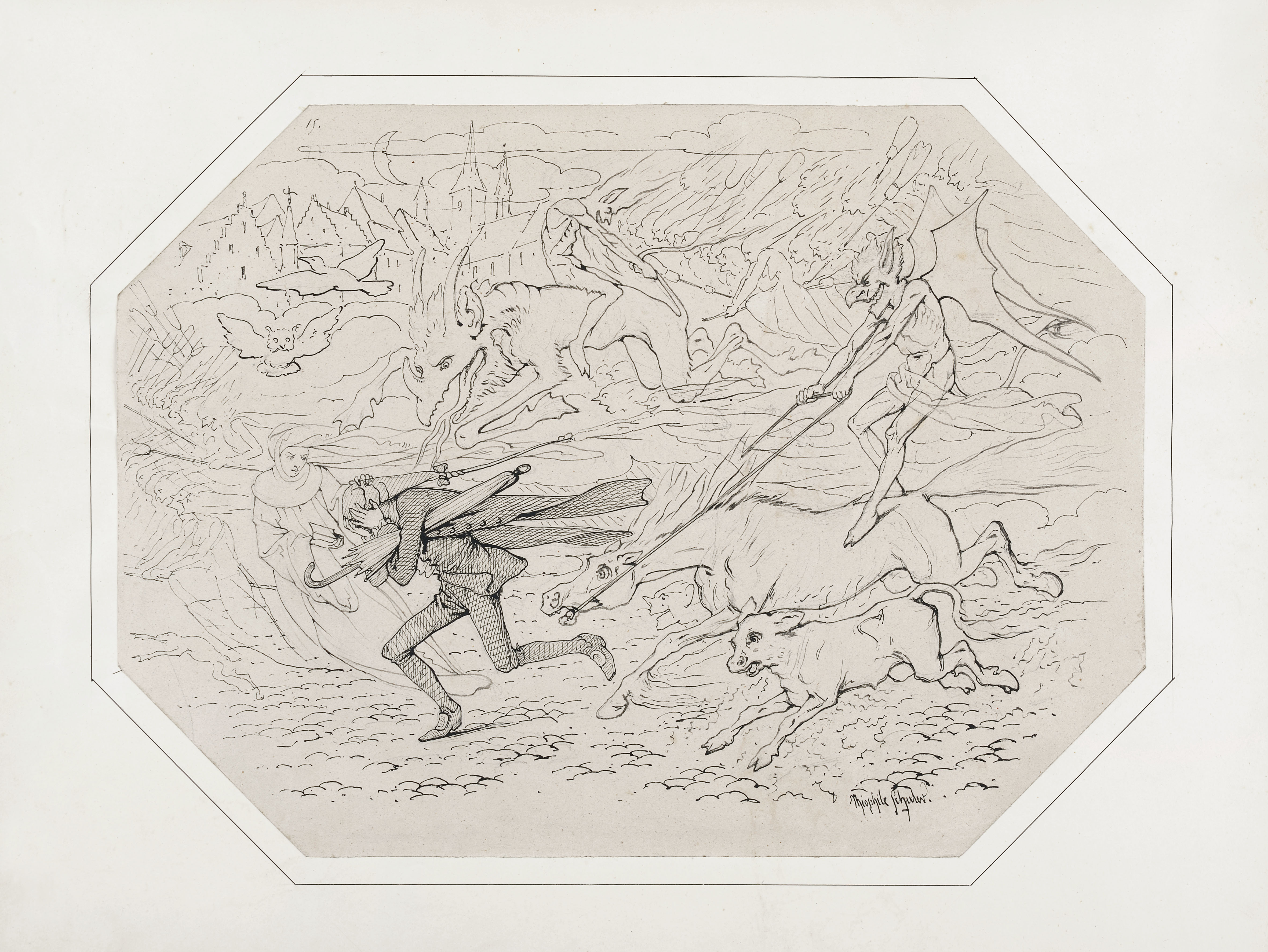
Théophile Schuler, dessin préparatoire à la plume et l'encre pour les illustrations du Pfingstmontag.
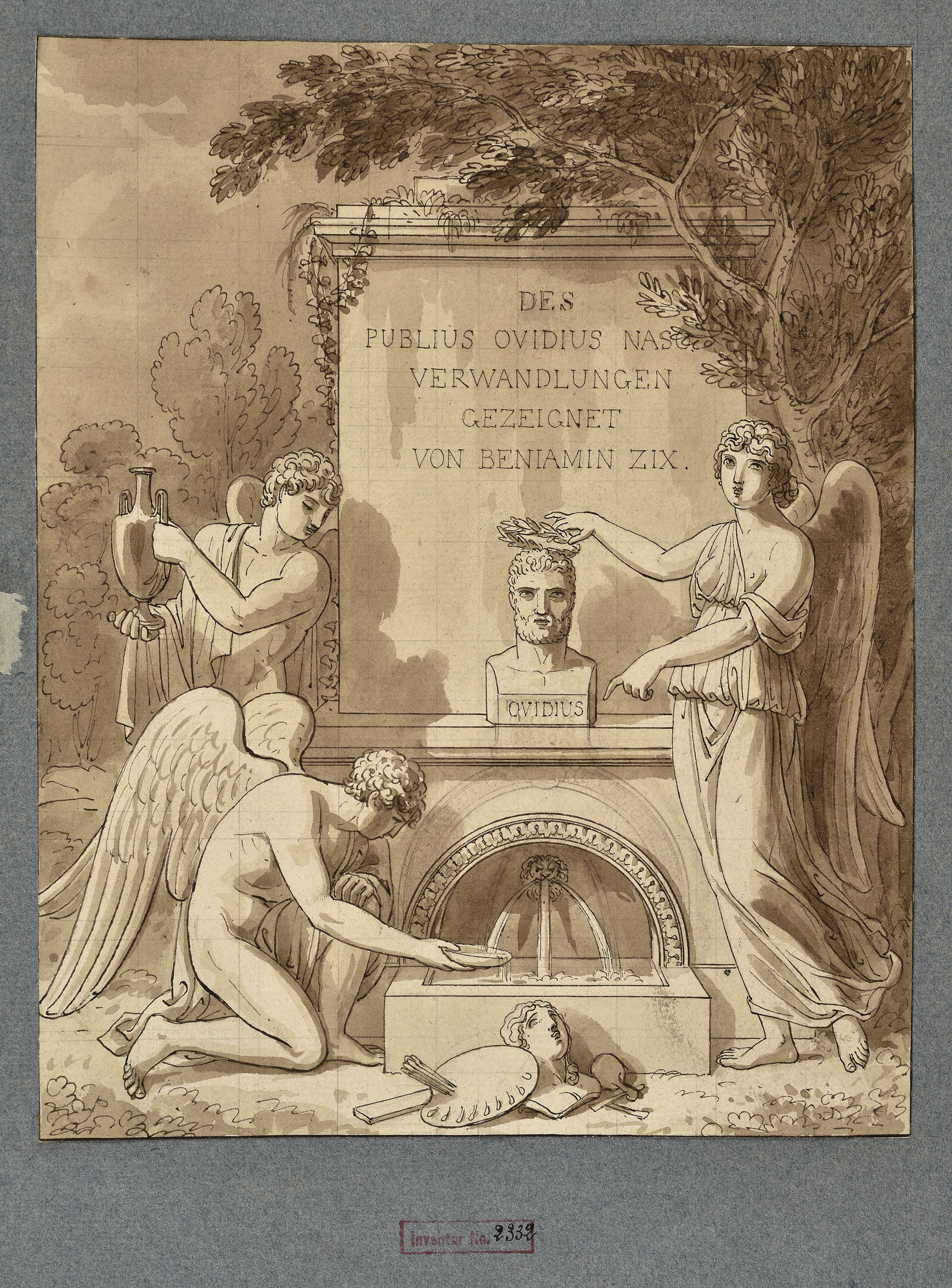
Benjamin Zix, projet d'illustration pour lesMétamorphoses d'Ovide.
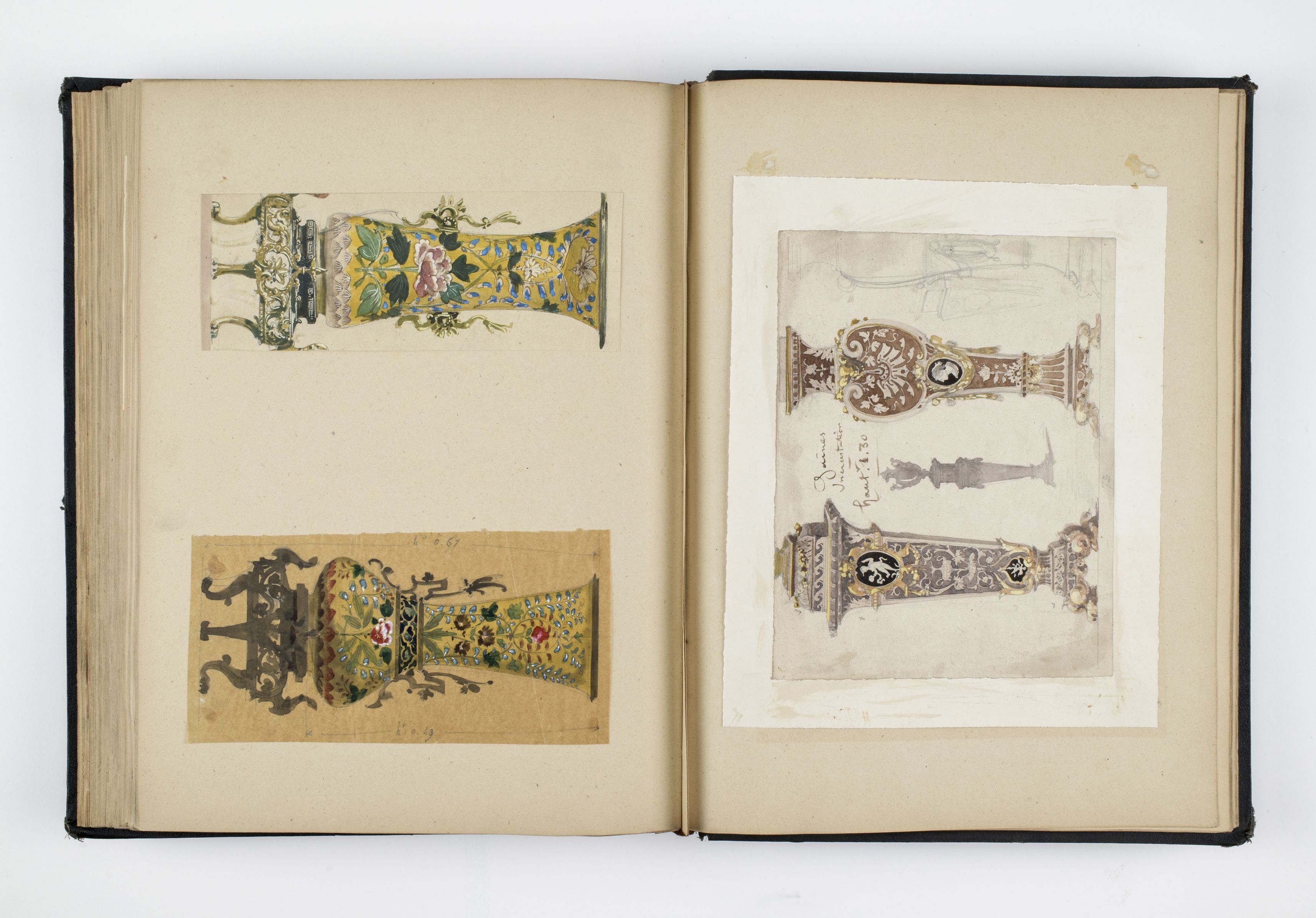
Émile-Auguste_Reiber, projets de meubles dans l'album Études pour industries diverses, 1881

### Ouvrages
- Cabinet des Estampes et des Dessins. Guide des collections, Strasbourg, 2023
- Dominique Jacquot, Florian Siffer, De Signorelli à Doré: la donation Jeannine Poitrey et Marie-Claire Ballabio, Strasbourg, 2021
- Florian Siffer, « Cabinet des Estampes et Bibliothèque des Musées », in Dictionnaire culturel de Strasbourg, 1880-1930, Strasbourg, Presses Universitaires de Strasbourg, 2017, pp. 113-114.
- Bernadette Schnitzler, Histoire des Musées de Strasbourg, Strasbourg, Éd. des Musées, 2009, pp. 64-65.
- Nadine Lehni, « Le Cabinet des Estampes et des Dessins », in Musées en Alsace, Strasbourg, Éd. Publitotal, 1977, pp. 87-99.
- Hans Haug, « Le Cabinet des Estampes et la Bibliothèque des Musées », in Les Musées de Strasbourg 1900-1950, Éd. Saisons d'Alsace, 1950, p. 33.

### Catalogues d'exposition
- L'autre Guerre. Satire et propagande dans l'illustration allemande 1914-1918, Strasbourg, Musées de la Ville de Strasbourg, 2016  (ISBN 978-2-35125-146-1).
- Dernière danse. L'imaginaire macabre dans les arts graphique, Strasbourg, Musées de la Ville de Strasbourg, 2016  (ISBN 978-2-35125-138-6).
- L'Europe des Esprits ou la fascination de l'occulte, 1750-1950, Strasbourg, Musées de la Ville de Strasbourg, 2011  (ISBN 978-2-35125-092-1).
- Le goût de la nature, paysages des XIXe & XXe siècles, Strasbourg, Musées de la Ville de Strasbourg, 2011,  (ISBN 978-2-35125-091-4).
- Dürer, Baldung Grien, Cranach l’Ancien : collection du Cabinet des Estampes et des Dessins, Strasbourg, Musées de la Ville de Strasbourg, 2008,  (ISBN 978-2-35125-039-6).
- Les Dieux comme les hommes, la Renaissance dans la gravure germanique au début du XVIe siècle, Strasbourg, Musées de la Ville de Strasbourg, 2003,  (ISBN 978-2-901833-56-7).
- Johann Wilhelm Baur, 1607-1642 : maniérisme et baroque en Europe, Strasbourg, Musées de la Ville de Strasbourg, 1998.  (ISBN 978-2-87660-217-5).
- Visions romantiques de l'Alsace, lithographies de paysages alsaciens de 1820 à 1870 : exposition en hommage à Paul Ahnne, Strasbourg, 1976.
- Gravures italiennes du XVe au XVIIIe siècle, exposition, de Pollaiuolo à Piranèse, fonds du Cabinet des estampes de Strasbourg : Strasbourg, château des Rohan, du 23 juin au 21 juillet 1973, Strasbourg, 1973.
- Hommage à Dürer 1471-1528 : exposition des gravures du maître conservées au Cabinet des estampes de Strasbourg, à l'occasion du 5e centenaire de sa naissance, le 21 mai 1471, Strasbourg, château des Rohan, du 25 mai au 30 juin 1971, Strasbourg, 1971.